# Katedrála svaté Alžběty

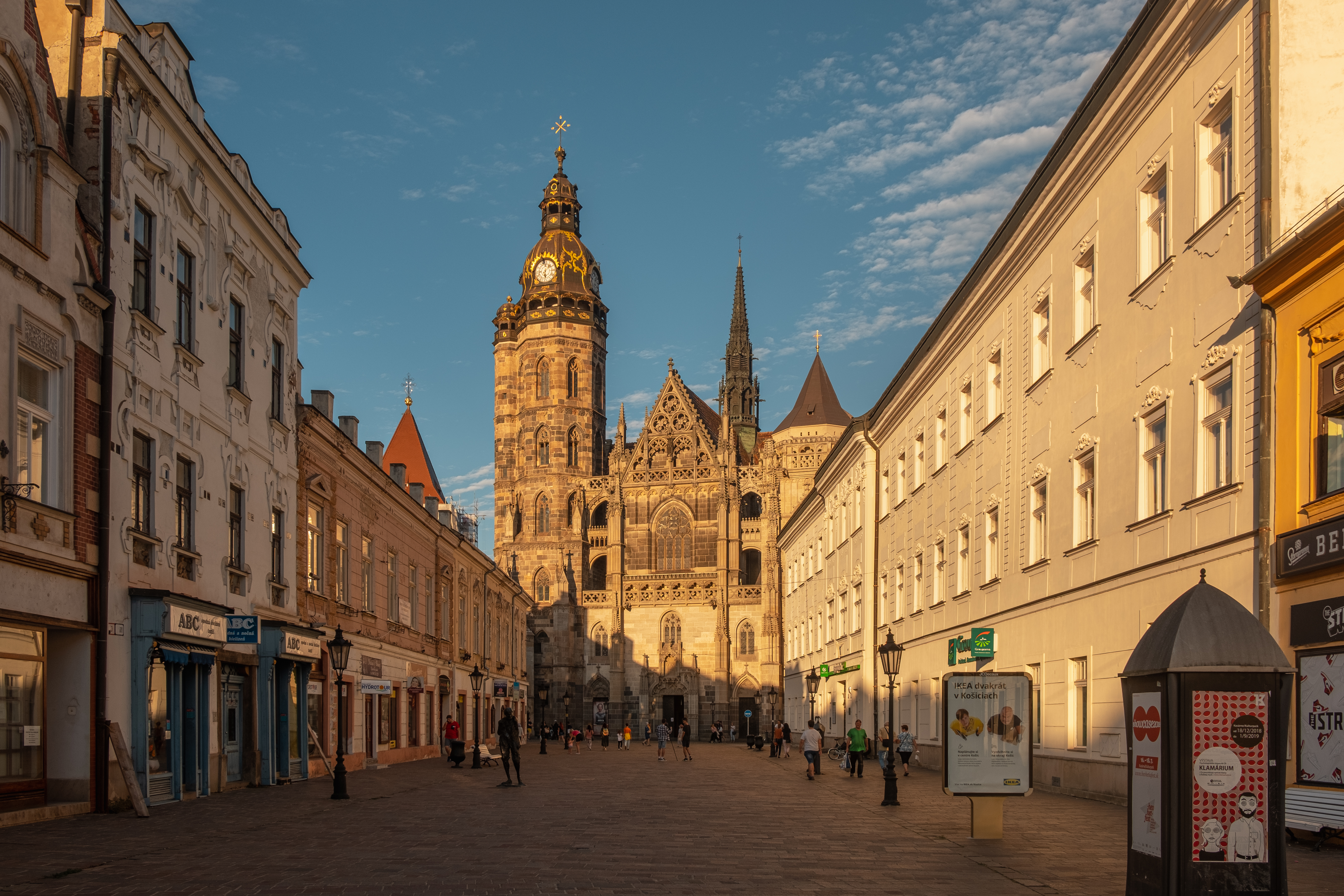
Katedrála svaté Alžběty od západu

Metropolitní katedrála svaté Alžběty Durynské je největší kostel na Slovensku s celkovou plochou 1200 m² a kapacitou více než 5000 lidí a zároveň gotická katedrála. Nachází se ve středu Hlavní ulice v Košicích, přičemž ji formuje do tvaru čočky. Je hlavním chrámem Košické arcidiecéze a farním kostelem farnosti svaté Alžběty v Košicích. Vnější délka chrámu je 60 m, šířka 36 m, výška severní věže 59 m, hlavní lodě 24 m a bočných lodí 12 m. Stavba měla značný vliv na stavitelskou činnost v okolních městech Prešov, Bardejov, Sabinov, Rožňava a ovlivnila i výstavbu dalších chrámů v Polsku a Sedmihradsku (Sibiu, Brašov a Kluž).
Košickou gotickou katedrálu tvoří svatyně s pětidílným uzávěrem, dvě věže, poschoďová sakristie na severní straně a dvě kaple a předsíň na jižní straně. Jedinečná je vnitřní disposice chrámu, kde hlavní loď a čtyři boční lodě kříži v polovici jejich délky jedna příčná loď stejné výšky a šířky jako hlavní loď, se kterou vytváří řecký kříž. Tím ve středu katedrály vzniká objemný centrální prostor a v exteriéru tři rovnocenné štíty s bohatě dekorovanými portály, které patří k vrcholům středověkého kamenického umění ve střední Evropě. Komplex chrámu a přilehlých staveb kaple svatého Michala a Urbanovy věže byl vyhlášen za národní kulturní památku v roce 1970.

## Dějiny

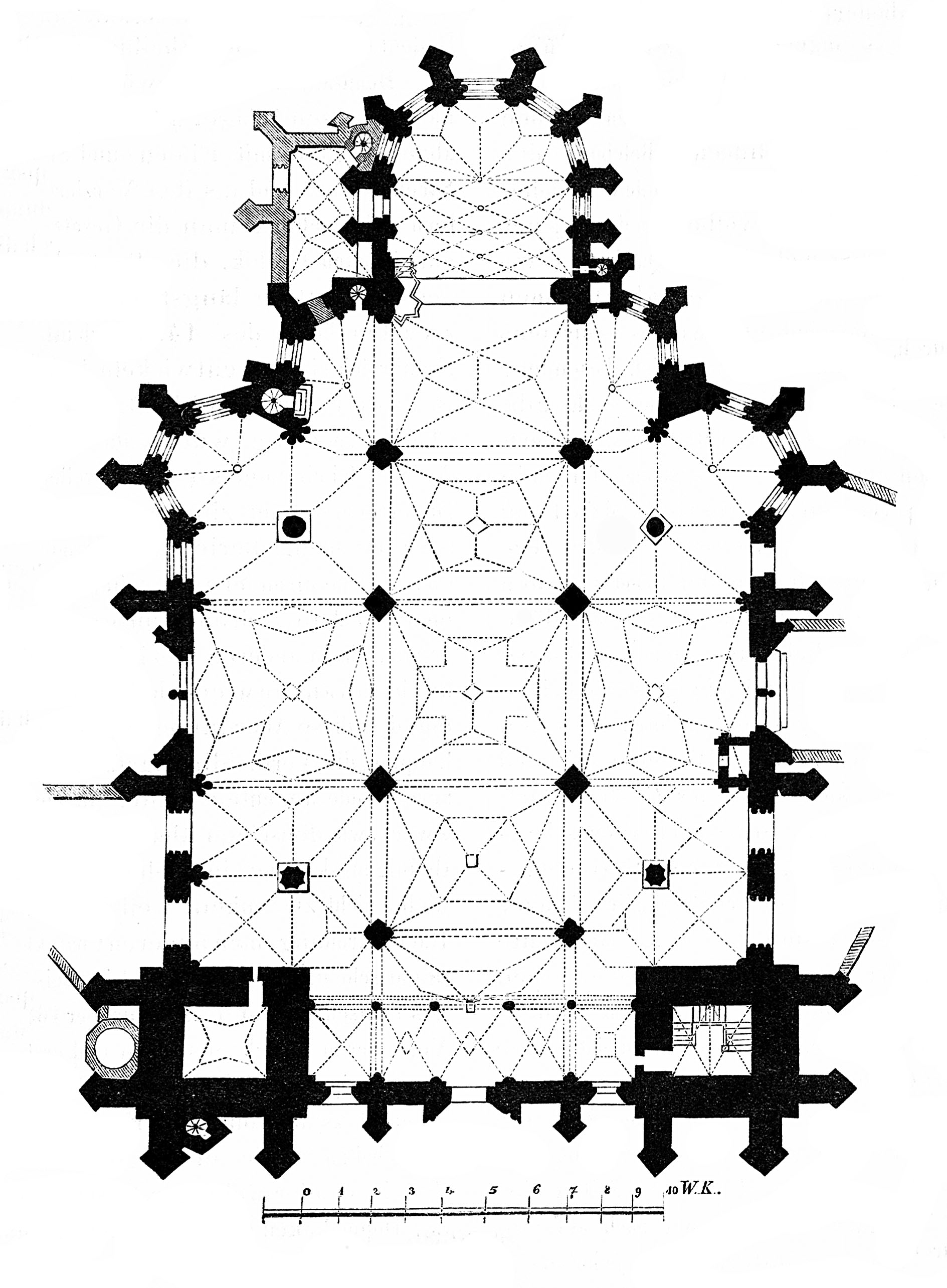
Vnitřní klenbová disposice trojlodní katedrály před puristickou přestavbou chrámu z konce 19. století – schéma bez vyznačení postranních kaplí

### Předchůdce chrámu
Nejstarší kostel v Košicích vznikl pravděpodobně okolo poloviny 11. století a zasvěcen byl svatému Michalovi. Byl postaven v románském slohu na místě současného chrámu. Již jako farní kostel je zmíněn v nejstarší písemné zmínce o městě pocházející z roku 1230. Po usazení německých kolonizátorů v Košicích ve 40. letech 13. století, kdy se svatá Alžběta stala patronkou města, došlo i ke změně původního patrocinia kostela, který byl následně zasvěcen právě svaté Alžbětě. Při této příležitosti byl kostel ve druhé polovině 13. století upraven do podoby v gotickém slohu. Kostel si zachoval románskou věž, ale dostal gotickou klenbu a uzávěr svatyně. Listina papeže Martina IV. z roku 1283 už uvádí zasvěcení kostela svaté Alžbětě.
Základy tohoto románsko-gotického kostela se našly při velké rekonstrukci chrámu v letech 1882–1884. Svatyně orientovaná na východ měla 11,5 × 10,25 m a jeho hlavní loď 27,8 × 14 m. Celý prostor měl plochu 520 m². Tento farní kostel vyhořel okolo roku 1380, byl však opraven a udržován v provozu až do výstavby současného chrámu. Dodnes se z něj zachovalo několik románských artefaktů, jako např. soška lva, bronzová křtitelnice a několik náhrobních kamenů.

### První etapa výstavby od konce 14. století do roku 1420
Požár starého kostela svaté Alžběty okolo roku 1380 byl vhodnou příležitostí ke stavbě nového, okázalého chrámu, který by odpovídal významu středověkých Košic. Obchod v Košicích a řemesla prožívaly po udělení početných privilegií městu Anjouovci období konjunktury. Bohatí měšťané financovali výstavbu gotické katedrály s aktivní podporou panovníka Zikmunda Lucemburského. Ten na ni věnoval značnou část peněz. Stavbu výrazně podporovala i papežská kurie. V roce 1402 vydal papež Bonifác IX. Odpustkovou bulu. Všem poutníkům, kteří přispěli na košický chrám, měli být odpuštěny hříchy v takovém rozsahu, v jakém byly odpuštěny návštěvníkům Chrámu svatého Marka v Benátkách a nebo kaple Porcinkule v Assisi.
Přesné datum začátku výstavby nového chrámu není známé, předpokládá se období mezi léty 1380 (požár starého kostela) a 1402 (první písemná zmínka). První fáze stavebních prací trvala do roku 1420. V této etapě byl kostel stavěný jako pětilodní bazilika. Výstavba probíhala za současné existence starého kostela svaté Alžběty systémem obstavování nové katedrály okolo původního objektu. Jižní polygonální apsidy bočních lodí se začaly stavět jako první. Následovala stavba jižní obvodové zdi, jižního portálu a západní stěny, kde rozestavěli první dvě poschodí obou věží zakomponovaných do půdorysu chrámu.
Na stavbě chrámu pracovala v té době vyspělá stavební huť s vazbami na slezskou gotiku, která se už na konci 14. století podílela na výstavbě františkánského kostela v severní čtvrti města. Z roku 1411 existuje zmínka o mistru Mikulášovi a o Zikmundově dvorním architektu Petrovi z Budína.

### Druhá etapa výstavby 1420–1440

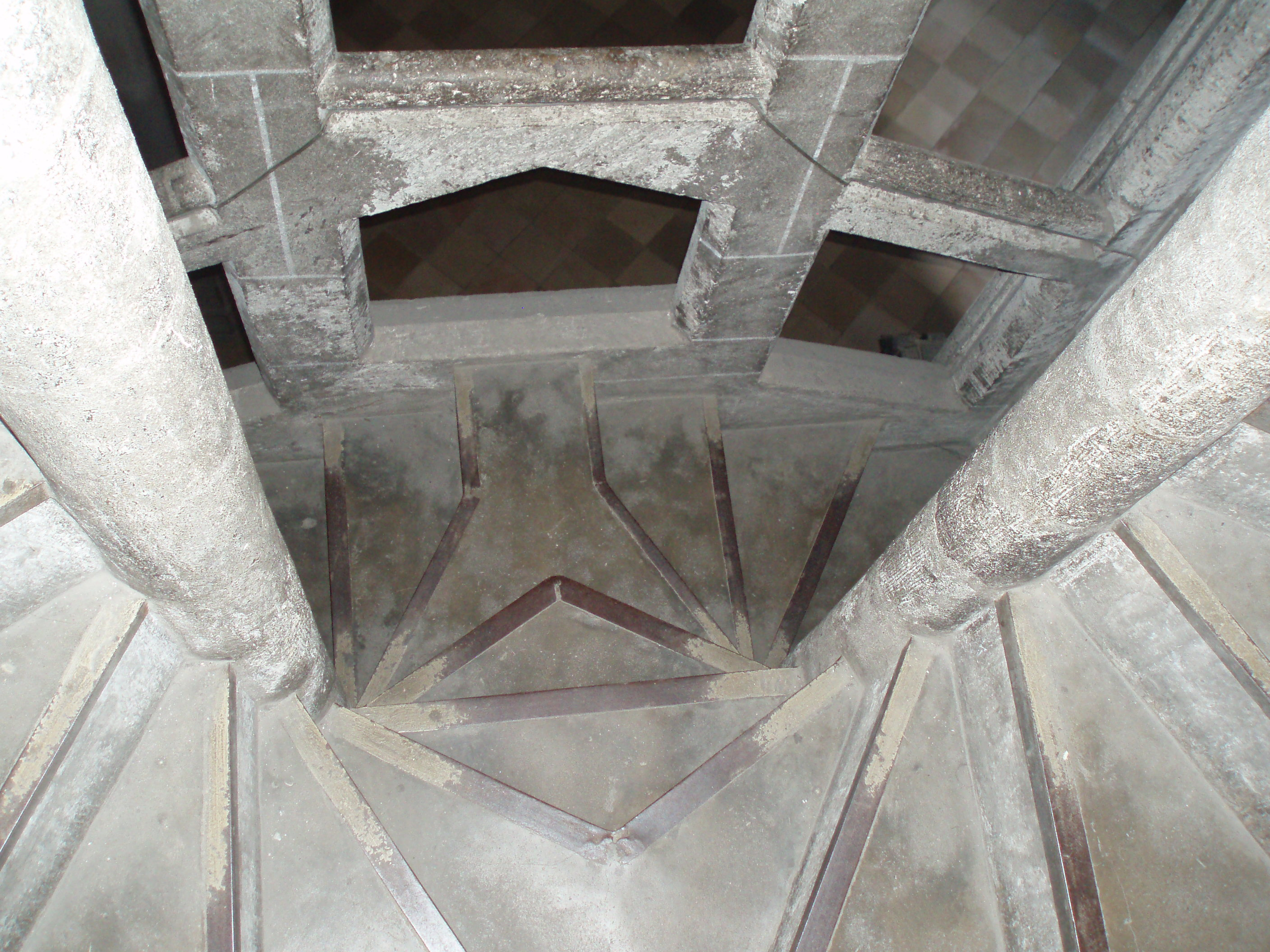
Sdružené točité schodiště

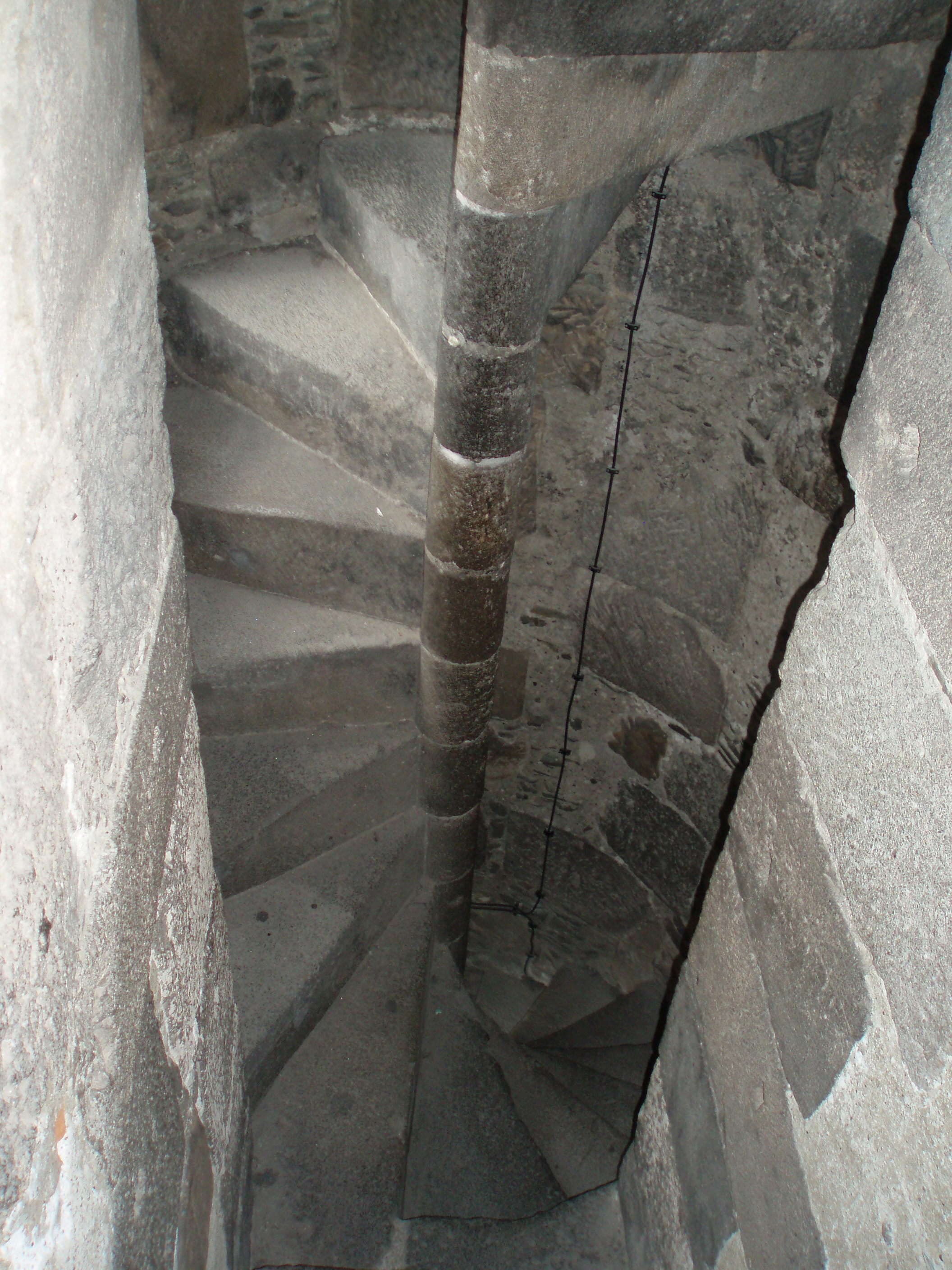
Schodiště v Zikmundově věži

Výraznou změnu v koncepci výstavby katedrály přinesla nová stavební dílna (huť) po roce 1420. Pro nedostatek písemných pramenů zůstává vedoucí architekt huti anonymní. Pětilodní disposice bazilikálního typu se jevila v čase pozdní gotiky už jako zastaralá. Snaha o vertikálnost, odlehčené hmoty a prostornost chrámu vedly k vybudování třílodní katedrály, přičemž zásadní inovativní změnou plánu bylo přidání k hlavní lodi stejné, příčné lodě. Ta byla situovaná netradičně do středu délky hlavní lodě (v porovnání s obvyklým křížením na styku se svatyní), čímž se vytvořil unikátní centrální halový prostor.
Do druhé stavební fáze spadá sochařská výzdoba portálů hlavní a příčné lodě inspirovaná gotickými stavbami v Praze a Krakově, která představuje ukázku vrcholného gotického kamenického umění evropského formátu. Vliv Parléřovské huti působící u pražské katedrály svatého Víta ve druhé polovině 14. století se projevil i při tvorbě královského oratoria a na něj vedoucích sdružených točitých schodů. Motiv kruhového zábradlí oratoria a kamenné pavlače nad sakristií jsou též pražské. Dále se pokračovalo ve výstavbě severní obvodové zdi, polygonálních apsid severní boční lodě (paralely jižních apsid) a osmibokých horních poschodí Zikmundovy věže. Na konci druhé stavební fáze byla katedrála připravena na zaklenutí a starý kostel bylo třeba strhnout. Dočasnou funkci košického farního kostela převzal paralelně budovaný, ale už okolo roku 1400 dokončený kostel svatého Michala (dnes nazývaný kaplí).

### Třetí etapa výstavby 1440–1462
Po zbourání starého kostela svaté Alžběty byl chrám zaklenutý hvězdicovou klenbou. Jednotlivé symetrické útvary klenbových polí byly navzájem odlišné a nepřekrývaly se z jednoho pole do druhého. Do této stavební fáze spadá i půdorysně nejmladší část – svatyně a sakristie. Dokončovala se Zikmundova věž, v roce 1453 v jejím pátém poschodí nechali vytesat nově udělený a polepšený znak města od krále Ladislava Pohrobka. Rok 1462 vytesaný nad vstupním portálem do věže je rok ukončení prací na věži.

### Čtvrtá etapa výstavby 1462–1490
Po dostavbě Zikmundovy věže se veškerá pozornost soustředila na dostavbu jižní věže, která získala pojmenování po tehdejším vladaři a přispěvateli na stavbu věže Matyáši Korvínovi. Tato věž byla stavěna zdobněji a vertikálněji než severní věž chrámu, protože došlo ke změně stavební hutě. Zároveň se dokončoval jižní štít a portál, na kterém je patrno mnoho prvků připomínajících Matyášovu donační štědrost.
V období okolo roku 1464 do roku 1490 působil na stavbě chrámu kameník, jehož historické prameny uvádějí jako mistr Stephan Lapicidus či Maister Steffen Staimecz werkmaister zu Khassaw.
Byl chráněncem krále Matyáše a ve městě vlastnil dílny s vlastními řemeslníky. Jeho vynikající pověst mu zaručila i zakázku na stavbě nového chrámu v Bardejově v letech 1464–1465. Mistr Štěpán vystavěl v košickém chrámu boční kaple, které původně na plánech nefigurovaly. Financovaly je bohaté měšťanské rodiny. V roce 1475 byla postavena kaple Svatého Kříže senátorem Augustem Cromerem, v roce 1477 kaple Panny Marie rodem Satmáryovců a ke konci stejného století i dnes již neexistující kaple svatého Josefa na severní straně chrámu.
Z vnitřního zařízení je dílem mistra Štěpána kamenné pastoforium a pravděpodobně i reliéf svaté Alžběty na stěně sakristie. Čtvrtá etapa výstavby katedrály spadá do období vlády Matyáše Korvína, které přálo rozvoji uměleckých děl. V této době byl chrám zařízen bohatým gotickým mobiliářem, ze kterého se dodnes mnoho nedochovalo. Zachoval se však hlavní oltář svaté Alžběty z let 1474–1477 od neznámého umělce.

### Ukončení výstavby 1491–1508
Po smrti Matyáše Korvína nastaly v Uhrách boje o trůn, při kterých polsko-litevský regent Jan I. Olbracht v roce 1491 obléhal Košice. Ty byly poprvé v dějinách dělostřelecky ostřelovány. Chrám byl těžce poškozen. Jeho obnovou byl pověřen Mikuláš Krumpholz z Nisy. Asistoval mu přizvaný stavitel Václav z Prahy. Podle dochovaných nápisů na římse západního průčelí spadají opravné práce do let 1496–1498. V letech 1496–1497 opravili Zikmundovu věž, krov a štíty. Věž dostala navíc hodiny. Pod jejich vedením bylo dokončeno i presbyterium v roce 1508, který se pokládá za ukončení výstavby chrámu. Dokládá to pergamenový svitek s uvedeným rokem a jménem stavitele Krumholze nalezený v pilíři presbyteria po velké rekonstrukci chrámu v roce 1908.

### Období reformace
V roce 1556 zachvátil Košice rozsáhlý požár, který poškodil i chrám. Shořela střecha chrámu i s krovy a velká část vnitřního zařízení.
Potřebné opravy uskutečnil stavitel Stanislav z Krakova, tesařští mistři Juraj a Gebriel a kameník Matyáš. Po tomto roce připadl chrám do rukou protestantů. Ti jej vlastnili až do roku 1604, kdy ho násilně obsadili katolíci a egerská kapitula, která našla ve městě útočiště od roku 1597. Incident se stal jednou z hlavních rozbušek následného protihabsburského povstání Štěpána Bočkaje, který věnoval chrám Kalvínům. Egerské kapitule se chrám vrátil až v roce 1671 rozhodnutím císaře Leopolda I. Tehdy vykonali v chrámu nevyhnutelné opravy a umístili do ní kapitulní poklad. V době povstání Imricha Tökölyho v letech 1682–1685 přešel chrám opět do rukou protestantů. Na Zikmundově věži nahradili katolický kříž pozlaceným kohoutem. V roce 1685 se chrám dostal natrvalo do vlastnictví katolíků. Egerská kapitula byla zmocněna potrestat ty košické měšťany, kteří v průběhu povstání oloupili katedrální pokladnici o monstrance, kalichy a jiné klenoty.

### Období baroka
V roce 1706 byl chrám poškozen po dobu obléhání Františkem II. Rákóczim. Nejvíc poškozena zůstala zejména jeho západní a jižní strana. Po získání města nechal Rákóczi chrám v držbě katolíků. V průběhu 18. století se průběžně opravovaly a zkrášlovaly jednotlivé části katedrály. Ve druhé polovině 18. století měl kostel 14 oltářů (v porovnání se současnými deseti). Barokně-rokokovou helmici s vyhlídkovým ochozem získala Zikmundova věž po požáru v roce 1775.

### Fábryho rekonstrukce 1858–1863

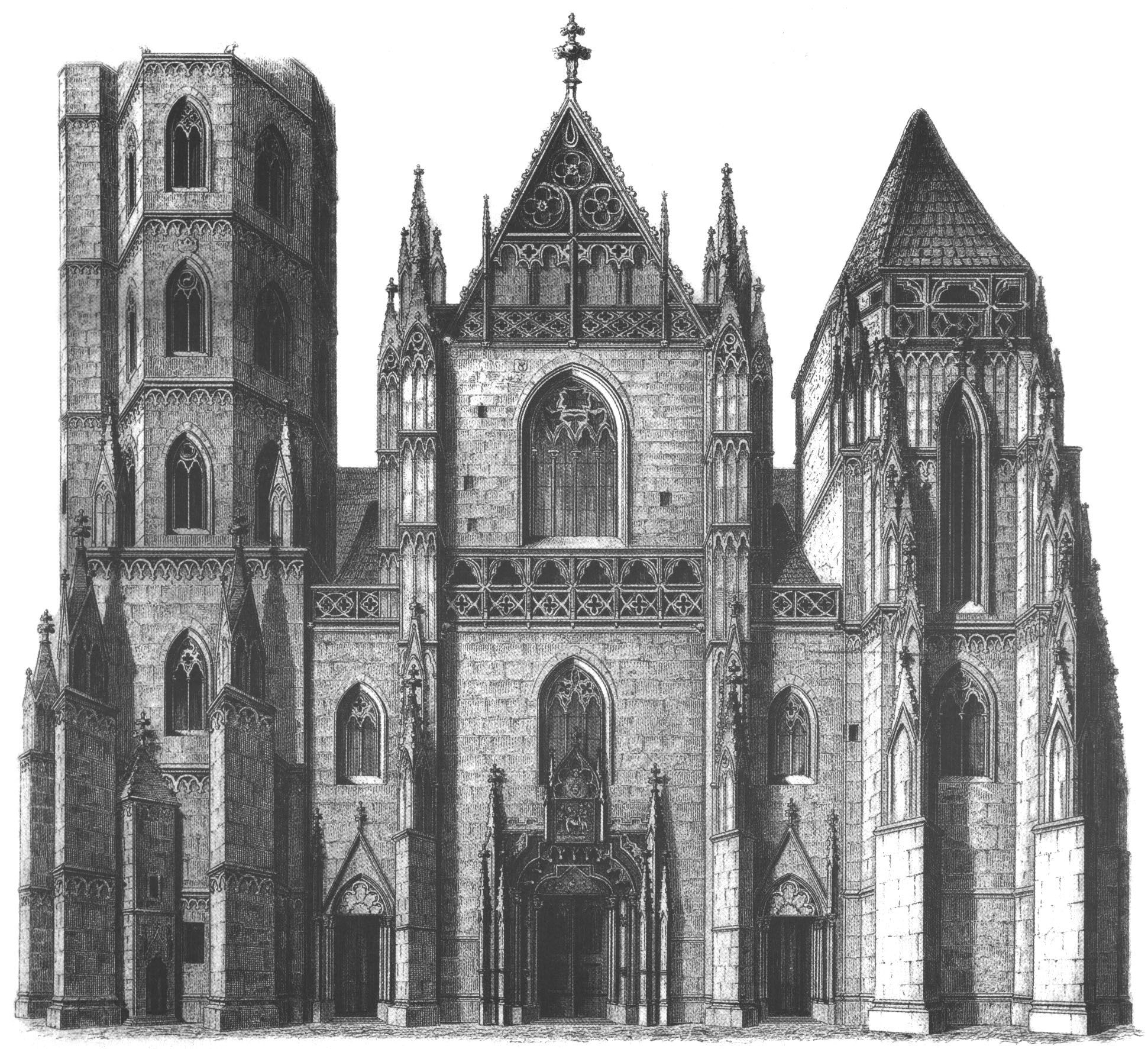
Západní fasáda katedrály před rekonstrukcí (skica Imricha Henszlmanna)

Po století náboženských válek a zanedbané údržby byla obnova chrámu potřebná už na počátku 19. století. V roce 1834 postihlo území města zemětřesení, v roce 1845 bylo zaplaveno, přičemž povodeň sahala až k chrámu, jehož dlažba se na několika místech propadla. Pod vlivem novogotického hnutí, šířícího se v souvislosti s dostavbou katedrály v německém Kolíně nad Rýnem, převzali iniciativu nad celkovou obnovou kostela biskup Ignác Fábry a zakladatel uměnovědy a památkové obnovy v Uhrách Imrich Henszlmann.
V roce 1857 byl založen Spolek kostela svaté Alžběty, jehož členové přispívali na opravu chrámu. Ta se konala v letech 1856–1863 pod dohledem Císařsko-královské centrální komise na ochranu a obnovu stavebních památek a asistoval při ní sám Henszlmann. Práce vedli stavitelé Karol Gerster a Ladislav Frey. Fábryho rekonstrukce se dotkla výměny některých portálových soch, výměny šindelů za keramické tašky, osazení nových vitráží, opravy jižní předsíně a romantizující výmalby interiéru. Naopak neodstranila důležité statické narušení konstrukce chrámu, které bylo v tomto čase už zjevné. Některé pilíře byly vychýleny ze své osy. Jejich základy stály na vrstvě štěrku prosáknutého spodní vodou. Praskliny v klenbách a na žebrech při rekonstrukci zakryli maltou nebo obložili dřevem. Neodborný postup měl za následek, že po vichřicích v roce 1875 zůstala katedrála v téměř havarijním stavu. Klenbovému systému hrozilo zřícení.

### Velká rekonstrukce 1877–1896

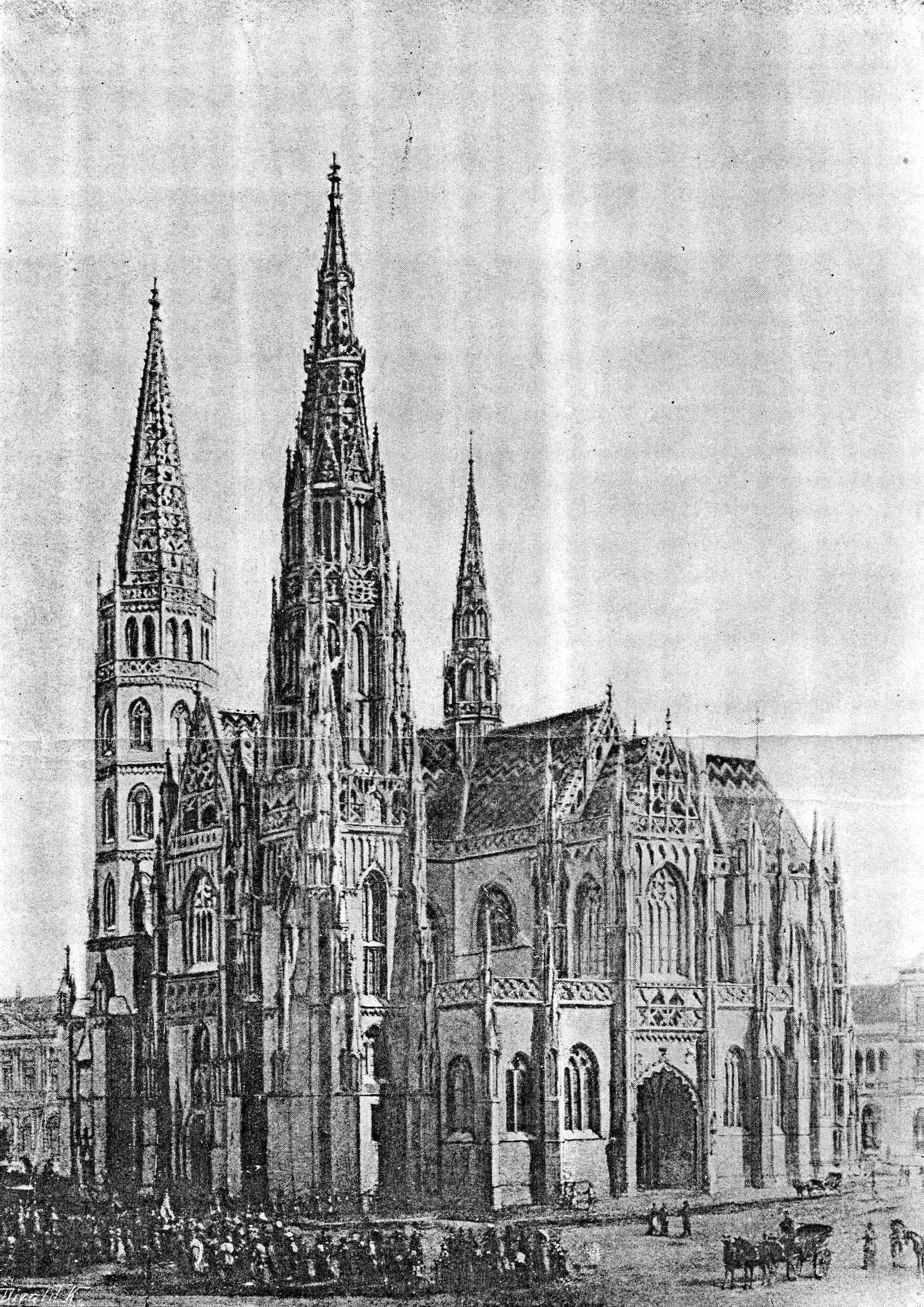
Nerealizovaný Steindlův návrh na dostavbu věží Chrámu svaté Alžběty

Na neblahý stav košického chrámu upozorňoval uherskou vládu tehdejší biskup Ján Perger. V roce 1872 vznikla Uherská dočasná památková komise, ve které funkci tajemníka zastával Košičan Imrich Henszlmann. Velká rekonstrukce chrámu realizovaná v letech 1877–1896 se stala jednou z priorit památkové komise a byla financována převážně uherskou vládou ze státního rozpočtu.
Jako hlavní projektant prací byl jmenován profesor středověké architektury na Budapešťské technické univerzitě, nejvýznamnější architekt uherské neogotiky, Imrich Steindl. Na základě prasklin v klenbách usoudil, že hlavní příčinou havarijního stavu statiky chrámu je rozložení pilířů v lodi. Vypracoval úplně novou puristickou projekci přestavby chrámu, přičemž došlo k přebudování třílodní katedrály na katedrálu pětilodní přidáním další řady pilířů a arkád v bočních lodích. Tvarem originální středověké hvězdicové klenby jak hlavních, tak i bočních lodí byly přebudovány na síťové. Starý kůr byl odstraněn, na jeho místě Steindl vybudoval jeho prodlouženou repliku s větším počtem pilířů. Další zásahy se týkaly i exteriéru – úprava obvodových zdí a štítů lodi, opěrných pilířů, chrličů, říms a okenních kružeb. Výrazně byla obnovena plastiková výzdoba portálů a vyměněna stříška Matyášovy věže. Pozdně gotická kaple svatého Josefa na severní straně byla odstraněna jako slohově nečistá. Vytvořena byla novogotická věžička na křížení hlavní a příčné lodě (sanktusník).
Původním Steindlovým plánem bylo přestavět všechny negotické přístavby a prvky v chrámu. Navrhoval nahradit rokokovou helmici Zikmundovy věže osmihranným jehlanem s bohatou kamenickou výzdobou. Počítal i s dostavbou Matyášovy věže ve stylu objemných katedrálních věží německé neogotiky. Tyto záměry však památková komise odmítla a požadovala co nejúspornější výměnu starých kamenných částí za nové. Regotizace věží se nerealizovala i pro nedostatek finančních prostředků. Tato skutečnost se odrazila při hledání co nejlacinějšího stavebního materiálu. Při výměně opěrného systému svatyně v letech 1878–1882 byl použit laciný, ale nekvalitní pískovec z kamenolomu u obce Spišské Vlachy. Jeho rychle zvětrávající povrch měl za následek, že už ve 20. letech 20. století musely být že svatyně odstraněny fiály a chrliče, protože ohrožovaly chodce na Hlavní ulici.
Při dalších přestavbách po roce 1882 byl použit už kvalitní pískovec z Králiků u Banské Bystrice.
Hlavním stavbyvedoucím velké rekonstrukce chrámu byl v letech 1877–1880 Jozef Weber, který vedl i práce na regotizaci baziliky sv. Jiljí v Bardejově. V letech 1880–1896 byl hlavním stavbyvedoucím vídeňský stavitel Friedrich Wilhelm Fröde. Dozor nad stavbou měl rakouský architekt Friedrich von Schmidt, který v té době novogoticky upravoval chrám svatého Štěpána ve Vídni a v Čechách hrad Karlštejn. Poté, co slavný architekt, Schmidtův žák, Imrich Steindl začal pracovat na budově budapešťského parlamentu (v roce 1885), stal se jeho nástupcem Otto Sztehló. Tento architekt už při rekonstrukci Matyášovy věže uplatnil konzervační metodu, na rozdíl od puristické metody jeho předchůdců. Od novogotických přestaveb byla uchráněna Zikmundova věž, Matyášově věž (kromě stříšky), vnitřní strany obvodových zdí, středověké portály s reliéfy, kamenný inventář interiéru a celá svatyně (pouze interiérová část).
Slavnostní posvěcení (konsekrace) nově zrekonstruovaného dómu egerským arcibiskupem Josefem Samassem se konala při příležitosti oslav milénia od příchodu Maďarů do vlasti v roce 1896. Do tohoto roku se datuje i početné nově dodané neogotické zařízení chrámu (oltáře, sochy, obrazy), které pro košickou katedrálu zakoupil darem uherský klérus, především košický biskup a mecenáš Zikmund Bubics.
V roce 1906 postavili pod severní boční lodí novou katedrální kryptu podle projektu Frigyese Schuleka pro uložení přenesených ostatků knížete Františka II. Rákócziho a jeho společníků z Turecka.

### Velká rekonstrukce 1978 – dodnes

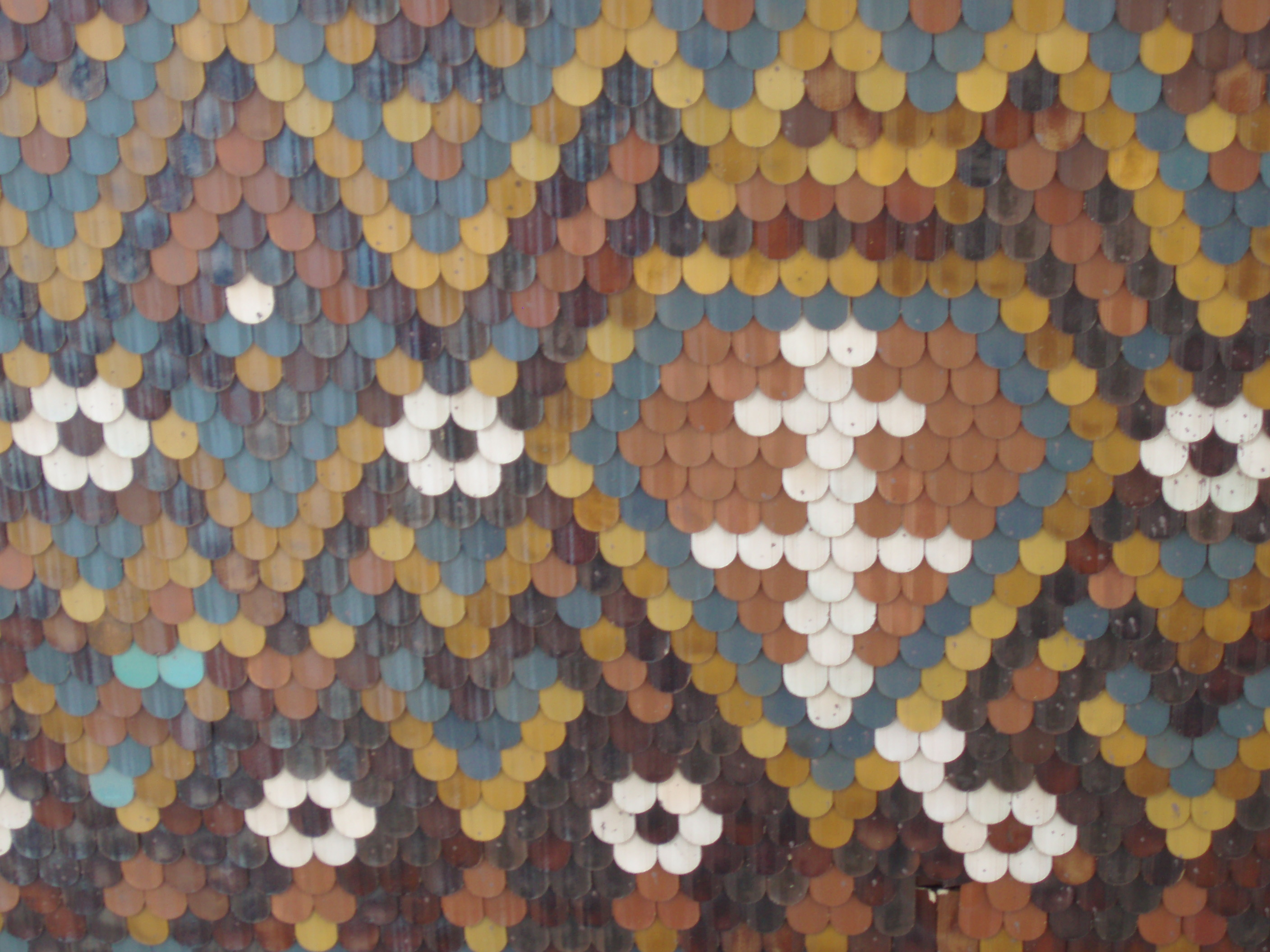
Barevně glazované tašky

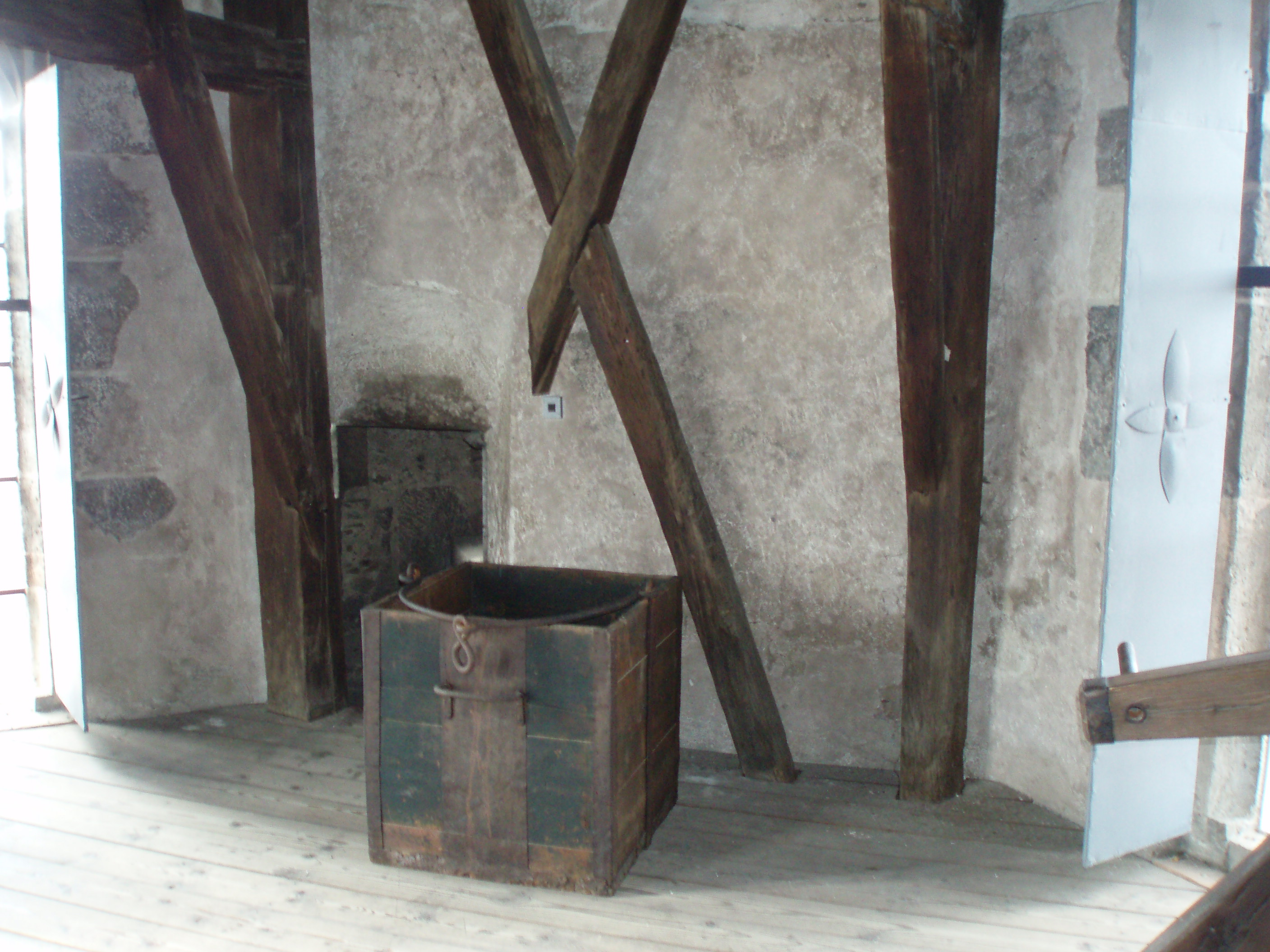
Exposice v Zikmundově věži

V roce 1970 byl areál chrámu svaté Alžběty vyhlášen za národní kulturní památku. Samotné vyhlášení podnítilo následnou památkovou péči o tuto vzácnou stavbu, jejíž stav nebyl ani po relativně velké rekonstrukci z let 1877–1896 nejlepší, právě pro nekvalitní pískovec použitý při výměně kamenných článků na vnější straně presbyteria. Všechny profilované architektonické útvary (fiály, chrliče, římsa) byly buď zničeny dešťovou vodou, nebo demontovány. Ve značně zvětralém stavu se nacházela kamenická výzdoba severního portálu.
Rekonstrukční práce na chrámu začaly v září 1978 podrobnou architektonickou dokumentací. Po krátké přestávce se opět rozběhly v roce 1984. Mezitím úřady začaly s komplexnějším řešením památkové obnovy centra Košic, které bylo v roce 1983 vyhlášeno největší městskou památkovou rezervací na Slovensku. Dalším faktorem přispívajícím ke zvýšené péči o chrám bylo vyloučení automobilové dopravy z hlavní ulice v roce 1984 a tramvajové dopravy v roce 1986.
Při opravách chrámu byl zvolen postup zachování stavu z velké rekonstrukce z konce 19. století.
Nejprve byla opravena střecha hlavní a příčné lodě, kde byly vyměněny keramické barevně glazované tašky při zachování původního vzoru z konce 19. století. Rekonstruován byl sanktusník, na němž bylo potřeba doplnit 264 kusů klempířských dekorací. V roce 1989 se předpokládalo, že rekonstrukční práce budou stát čtvrt miliardy korun a potrvají do roku 2005.
V letech 1985–1992 byla rekonstruována nejpoškozenější strana svatyně a sakristie. Práce byly svěřeny polské firmě Pracownie Konserwacji Zabytkow z Vratislavi. Bylo potřeba vytvořit nové korunní římsy, chrliče a fiály – podle dostupných pramenných materiálů a projektové dokumentace z Archivu města Košice. Podobně byly zhotoveny i schodištní věžičky na styku lodě se svatyní. Při obnově chrličů se vycházelo z originálních středověkých vzorů zachovaných v muzeálních sbírkách. Tato fáze rekonstrukce zahrnovala i opravu interiéru svatyně.
V letech 1992–1995 se rekonstruovala jižní fasáda (čištění a konzervace), včetně vitráží a jižní fasády. Důslednou obnovou prošla Zikmundova věž v letech 1995–1997, kdy byla vyměněna měděná rokoková helmice. Očištěné pozlacené klempířské ozdoby jsou originály z roku 1775. V roce 2008 byla dokončena rekonstrukce Rákócziho krypty a v roce 2009 rekonstrukce nejvzácnějšího severního portálu. Momentálně probíhají práce na exteriéru severní fasády chrámu a západního portálu a v interiéru křížové severní lodě. Na opravu čeká Matyášova věž.

## Interiér

### Oltáře

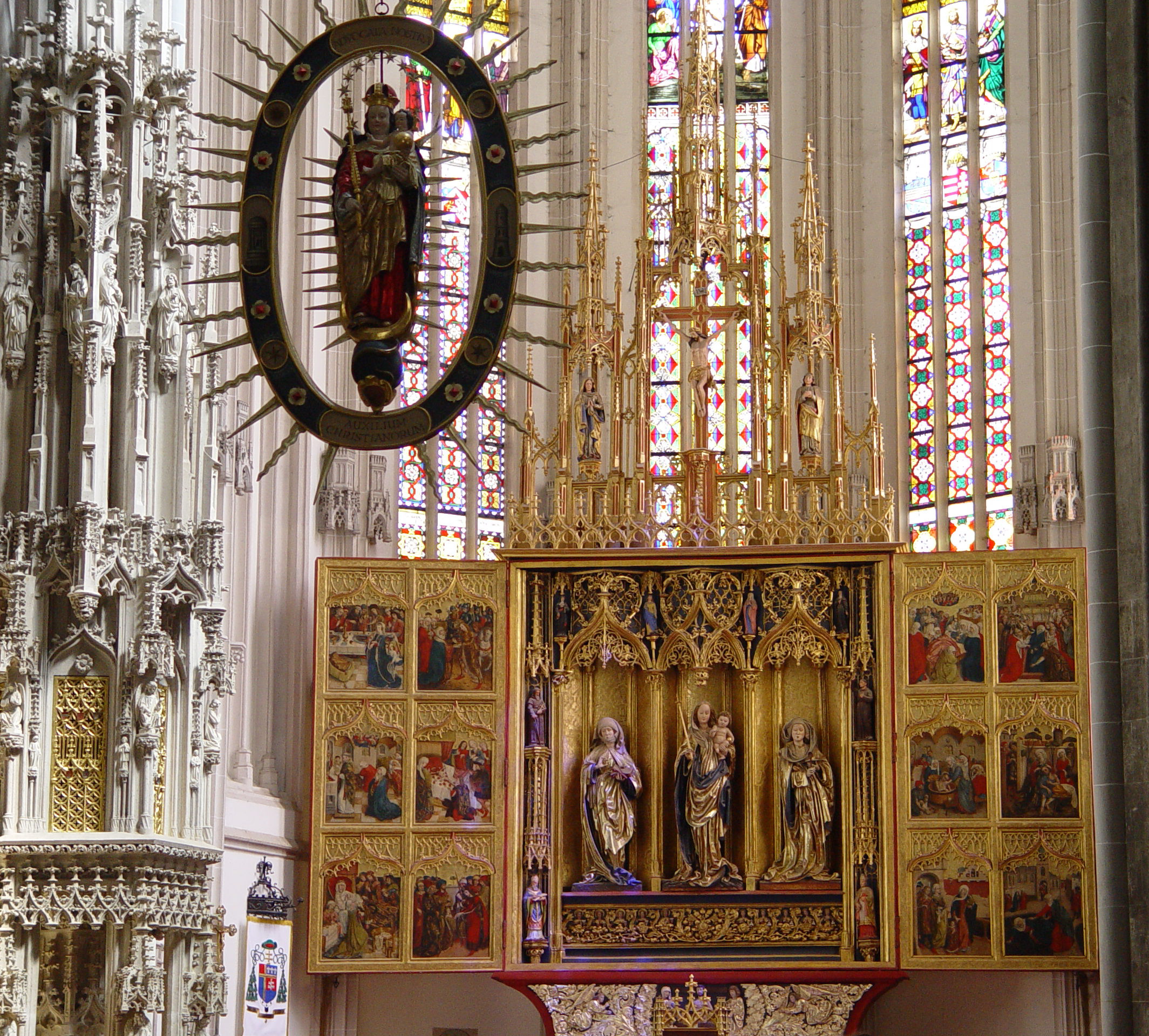
Kamenné pastoforium, mandorla s Madonnou a hlavní oltář svaté Alžběty

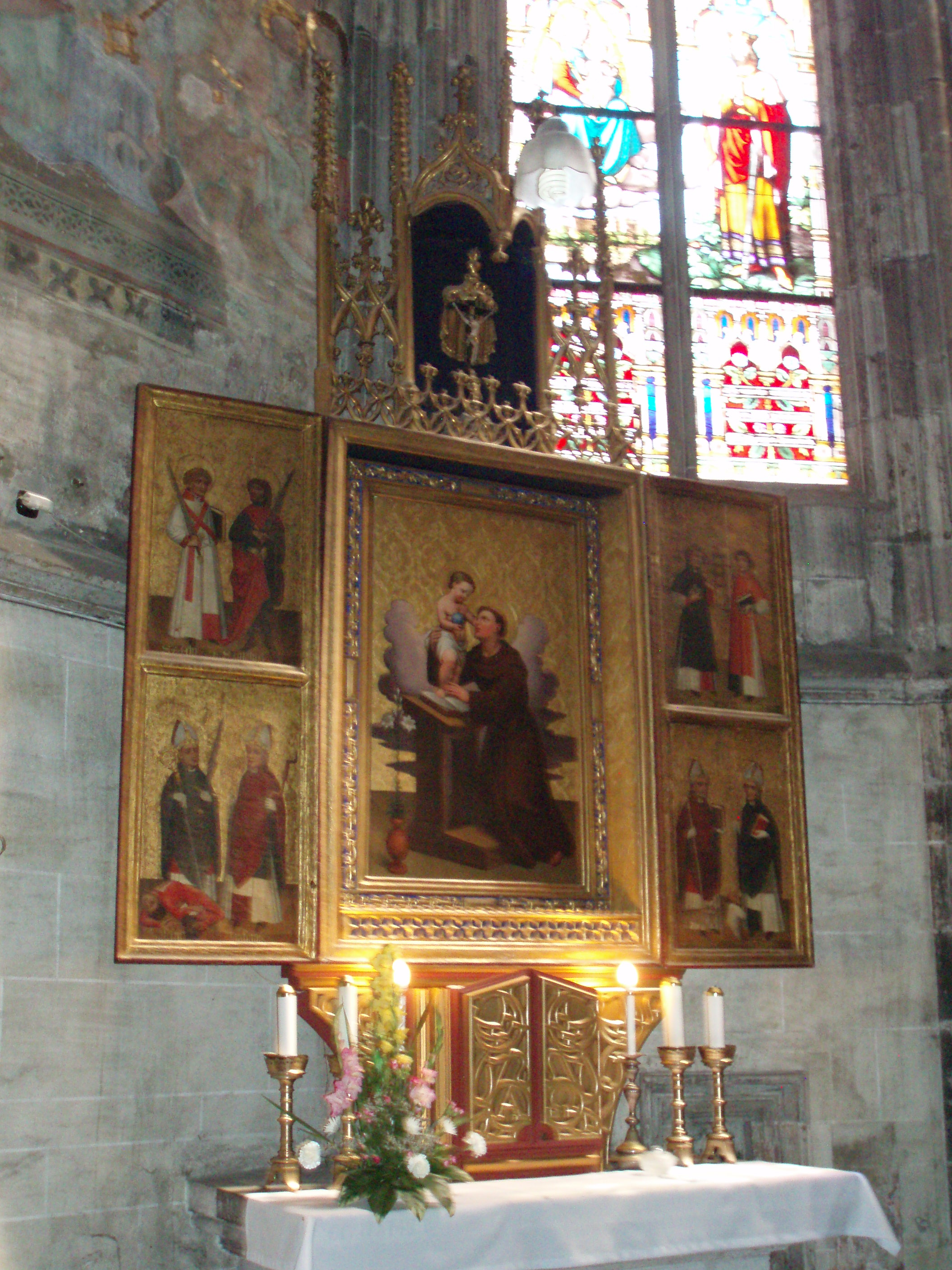
Oltář svatého Antonína

#### Hlavní oltář svaté Alžběty
Tento oltář byl vytvořen v letech 1474 až 1477 a patří mezi nejvýznamnější památky středověkého umění na Slovensku. K centrální části jsou připojeny dva páry oboustranně zdobených křídel, když na každém je šest gotických maleb. Celkem jde o soubor 48 maleb ve třech tematických cyklech – alžbětínský, pašijový a adventní. Takováto konstrukce oltáře je i v evropském měřítku jedinečná.

#### Oltář Navštívení Panny Marie
Křídlový oltář z roku 1516 dal vyhotovit bohatý košický kupec Michal Günthert. Ústředním motivem oltáře je sousoší setkání Panny Marie a svaté Alžběty umístěné v arše. Oltář má po stranách jeden pár pohyblivých křídel. Otevřené znázorňují scény: Andělské pozdravení, Narození, Klanění Tří králů a útěk do Egypta, zavřené znázorňují postavy svatých: Kateřinu Alexandrijskou, Jana Křtitele, Barboru a apoštola Jana. Predella je vymalována motivy: Vir dolorum, Panna Marie, Jan Evangelista, svatý Michal, Markéta Antiochijská. Poslední svatí byli zároveň patrony mecenášské rodiny Günthertů. Na rozdíl od hlavního oltáře svaté Alžběty je nástavec oltáře Navštívení Panny Marie původně pozdně gotický. Zdobí jej tři sousoší – legenda o třech manželstvích svaté Anny, dále plastiky apoštolů a na vrcholu plastika Madony.

#### Oltář svatého Antonína Paduánského
Zvláštností tohoto oltáře je, že je složeninou dvou pozdně gotických oltářů z první poloviny 16. století, které se zachránily po velkém požáru města v roce 1556. Malby křídel jsou nejstarší datované ze všech oltářních maleb v katedrále. Znázorňují po obou stranách 16 svatých. Do původní archy umístili v roce 1860 oltářní obraz svatého Antonína Paduánského od košického malíře Františka Klimkoviče.

#### Oltář Mettercie
Neogotický oltář z konce 19. století byl vyhotoven na objednávku košického biskupa Zikmunda Bubicse pro umístění nově nalezeného pozdně gotického obrazu Mettercie. Vzácná malba tyrolské provenience pocházející z roku 1516 znázorňuje Annu Samotřetí a rodokmen starozákonního Izajáše. Malbu nechala vyhotovit rodina lékárníka Bartoloměje Czottmana, přičemž lékárník a jeho manželka jsou na malbě vyobrazeni i se svými erby, mezi kterými je umístěn znak Košic (dle poslední erbovní listiny). Za městským znakem je umístěn hmoždíř jako znak lékárníků.

#### Oltář svaté Anny

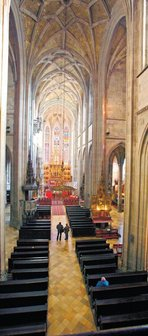
Pohled do hlavní lodě katedrály

Je jedním ze série neogotických oltářů z roku 1896 zakoupených do katedrály při příležitosti oslav milénia od příchodů Maďarů do vlasti a zároveň ukončení restauračních prací na chrámu. Oltář je darem tehdejšího úřadujícího biskupa, mecenáše Zikmunda Bubicse.

#### Oltář Tří králů
Dar biskupa Zikmunda Bubicse z roku 1896. Zakoupen byl v Paříži.

#### Oltář svatého Josefa
Dar vácovského biskupa Konstantina Schustera z roku 1896. Vyhotovil jej piešťanský sochař Ľudovít Lantay. Některé části byly zakoupeny v Bruselu.

#### Oltář svatého Štěpána I.
Dar košického kanovníka Františka Pagáče z roku 1896. Vyhotovil jej Tyrolský řezbář Ferdinand Stufflesser.

#### Oltář Třech košických mučedníků
Svatí košičtí mučedníci byli blahoslaveni v roce 1905. Jim zasvěcený oltář vyhotovil v roce 1923 v Banské Bystrici Ľudovít Tihanyi. V malé skříni na predele oltáře jsou uloženy ostatky těchto mučedníků.

#### Oltář svatého Kříže
Je nejmladším oltářem katedrály. Byl zhotoven v Košicích v roce 1931 Vojtěchem Buchnerem na památku obětí první světové války. Dvě železné tabule u oltáře nesou jména všech osob, které přispěly na zhotovení oltáře.

#### Neinstalované oltáře
- Oltář Poslední večeře Páně – triptychový oltář z poslední třetiny 15. století je rozkouskován v depozitáři Východoslovenského muzea.
- Oltář svatého Jana Křtitele – neogotický oltář zhotovený pro vzácnou, olejovou temperou malovanou, tabuli z roku 1516. V chrámu byl umístěn do roku 1944. Po rekonstrukci v letech 1965–1970 tabuli získalo Východoslovenské muzeum. Na jedné straně tabule je výjev Kristova křtu v Jordánu, na druhé straně Mučení svatého Jana. Jde o mimořádně kvalitní malby s citelným vlivem nizozemského renesančního proudu.
- Oltář smrti Panny Marie – původní gotický oltář nebyl po roce 1943 instalován, zachovala se pouze predella, která je toho času ztracená v areálu skladu chrámu.

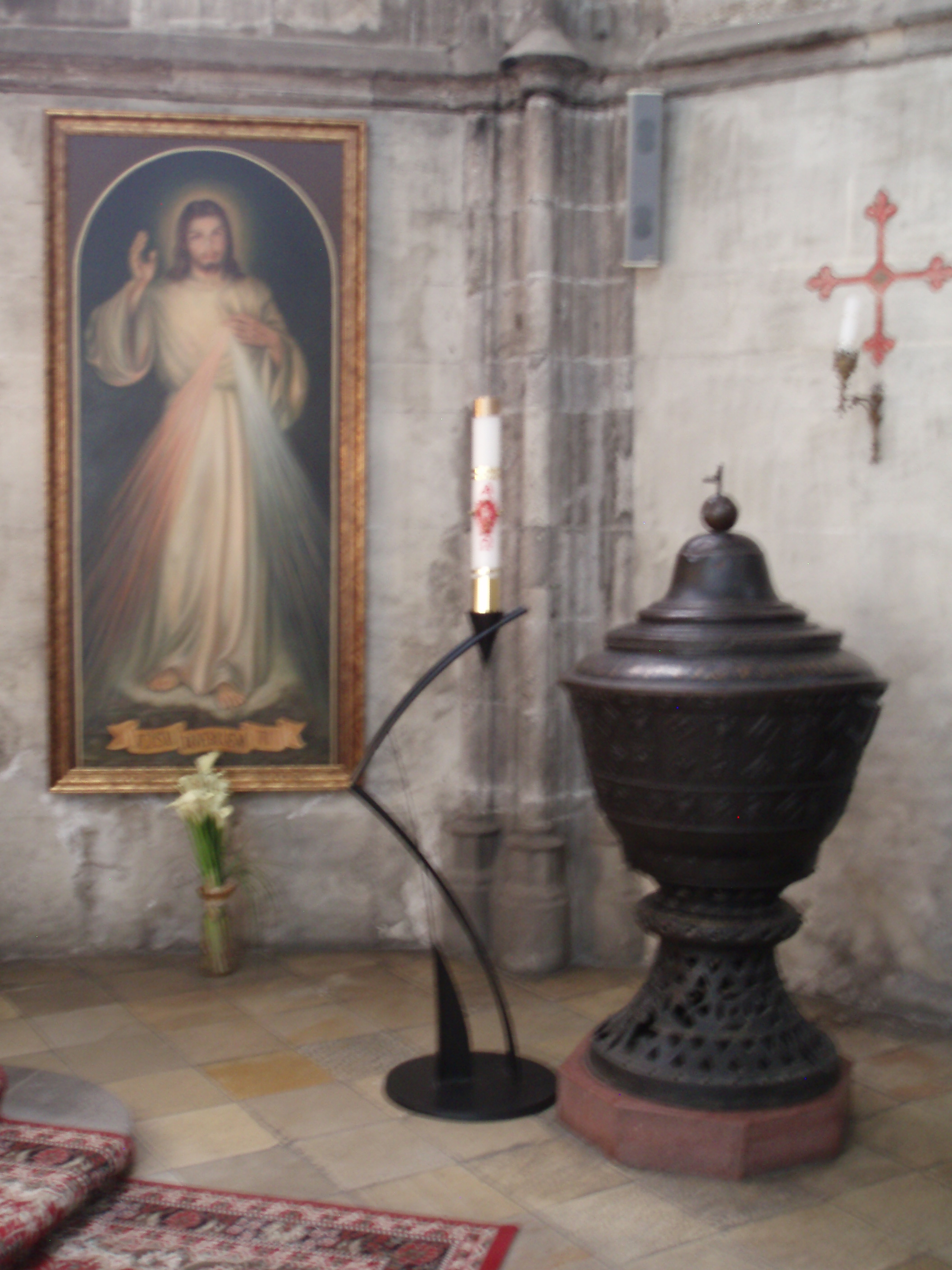
Bronzová křtitelnice

### Bronzová křtitelnice
Románsko – gotická křtitelnice ze 14. století je nejstarší památkou zachovanou v chrámu. Pochází ještě ze starého kostela svaté Alžběty, předchůdce dnešního chrámu. Noha křtitelnice je dekorovaná trojúhelníky, kalich zdobí zoomorfní reliéf s lvy, gryfy a orly. Horní okraje je lemován dnes již nečitelným latinským nápisem. Vrchník je z roku 1914.

### Nástěnné fresky
V roce 1892 při velké rekonstrukci chrámu bylo odhaleno několik původních gotických fresek, které byly od dob reformace skryty pod vrstvou omítky. Tři v jižní apsidě: Spasitel v mandorle u posledního soudu (sedící Kristus držící meč, pod ním Panna Marie a svatý Petr), Dvanáct apoštolů a Zmrtvýchvstání Krista (pravou rukou držící prapor, levou žehnající). V severní boční apsidě u vstupu do sakristie se nachází další soubor původních gotických fresek: Snímání z kříže z poloviny 16. století, který byl koncipován jako nástěnný křídlový oltář. Vpravo jsou malby: Bičování a Korunování trnovou korunou, vlevo Přibíjení na kříž a Kristus před Pilátem.

### Kalvárie
Sochařská kompozice Kalvárie pochází z roku 1420, čímž se řadí mezi nejstarší inventář chrámu. Její součástí je kříž vysoký 4,34 m, na kterém je ukřižovaný Kristus o velikosti 3,12 m, vpravo se nachází socha Panny Marie vysoká 2,73 m a nalevo socha svatého Jana Evangelisty vysoká 2,50 m. Původně byla skupina umístěna ve vítězném oblouku hlavní lodě, do královské empory se dostala až roku 1936. Toto monumentální řezbářské dílo se vyznačuje hlubokou dramatičností emocionálního projevu dobové křesťanské kultury.

### Čtyři dřevěné gotické polychromované plastiky
Slohovému období vzniku hlavního oltáře svaté Alžběty odpovídají i čtyři dřevořezby, které vznikly okolo roku 1470 a jejich autorství je připisováno prešovskému dřevořezbáři Jánu Weyszovi. Plastiky jsou vysoké 108–112 cm a jejich současné umístění je sekundární, tj. na pilířích chóru západního portálu. Původně tvořily pravděpodobně součást bohaté plastické výzdoby nedochovaného nástavce hlavního oltáře svaté Alžběty. Čtyři polychromované sochy představují Štěpána I. svatého, jeho syna svatého Imricha, svatého Ladislava a svatého Stanislava polského biskupa.

### Panna Marie Bolestná na sloupu

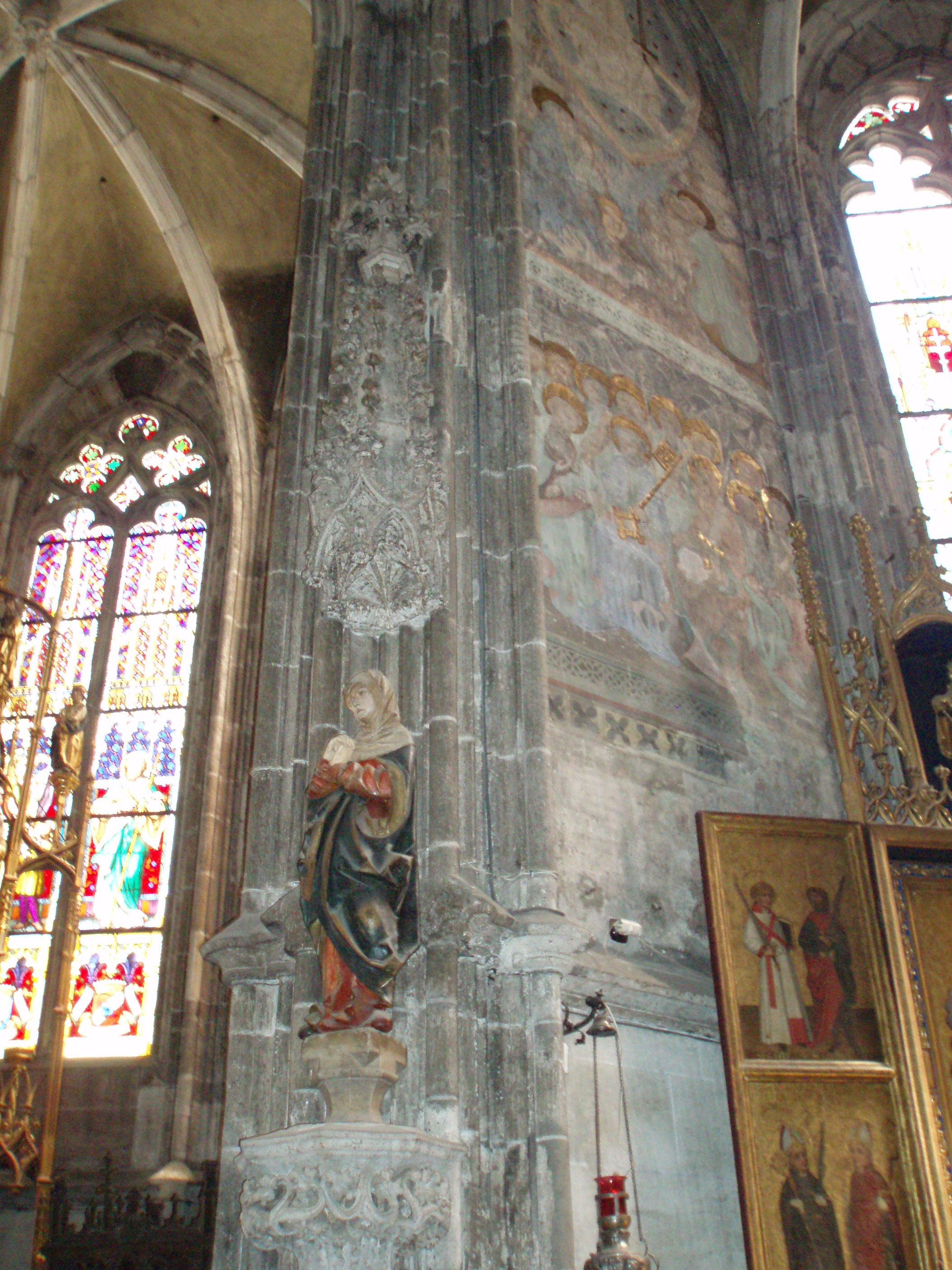
Panna Marie na sloupu a fresky v jižní boční lodi

polychromovaná dřevořezba z období okolo roku 1500 je vysoká 112 cm. Nachází se na pozdně gotickém točeném sloupu, na jehož hlavici je dobře viditelná kamenická značka ve tvaru písmen Y a A (bez břevna). Nad sochou je gotický baldachýn vsunutý dodatečně do boční jižní stěny. Plastika svojí expresívností a uspořádáním záhybů roucha svědčí o vysoké úrovni pozdně gotického řezbářství v Košicích.

### Lucerna krále Matyáše
Gotická kamenná věžička ve formě fiály s výklenkem pro lucernu postavená na kamenném sloupu s točeným dříkem pochází z konce 15. století. Tympanony věžiček zdobí znaky města Košice, království Uherského, českého, a Dalmácie. Přítomen je i erb rodu Hunyadi a jeden neidentifikovatelný erb. Původně lampa osvětlovala prostranství před jižním portálem chrámu směrem na okolní hřbitov. Ještě na začátku 20. století sloužila svému účelu, když byla upravena pro plynové osvětlení. Na současné místo u stěny Matyášovy věže byla umístěna až v roce 1940.

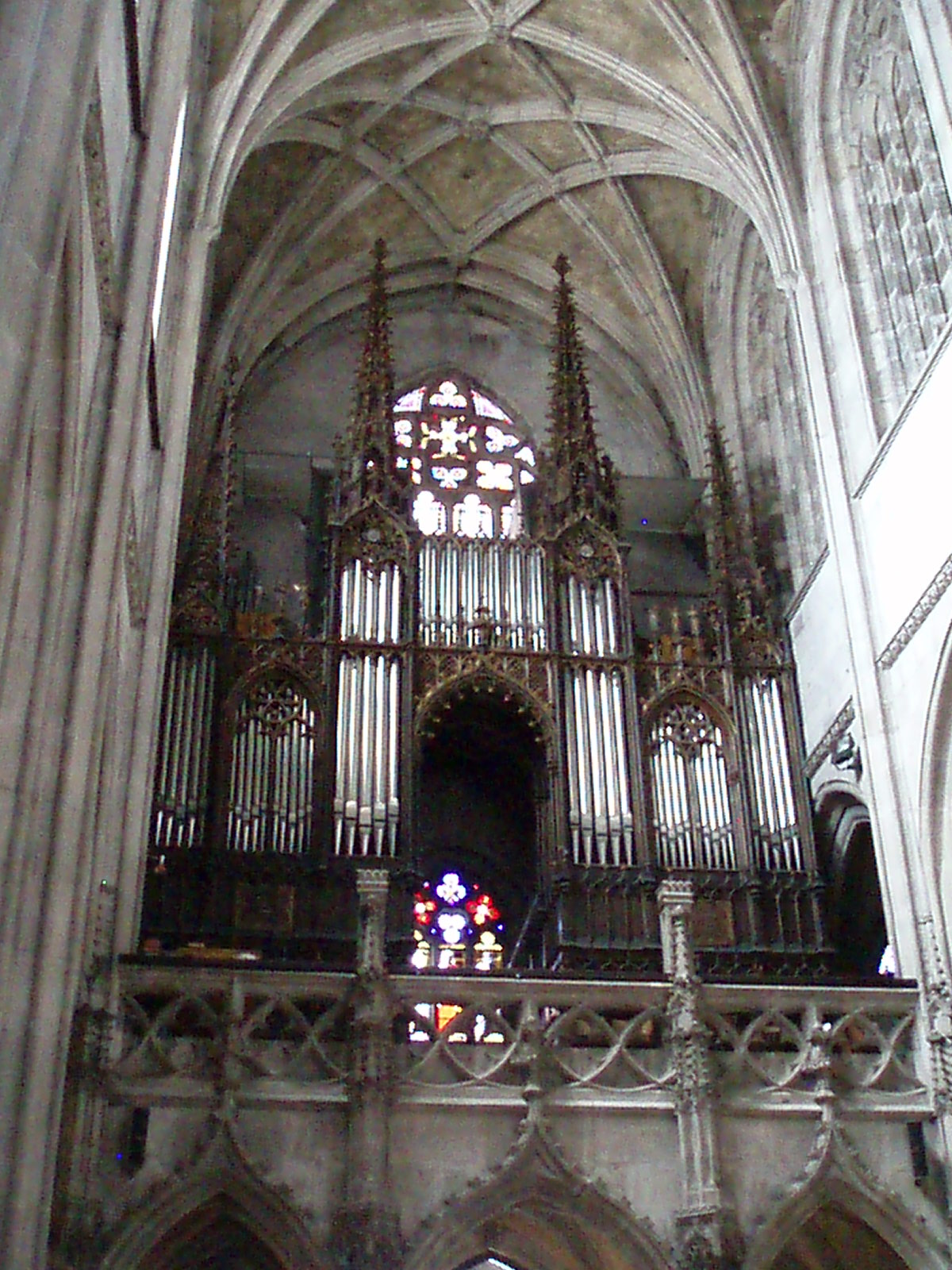
Neogotický kůr a varhany

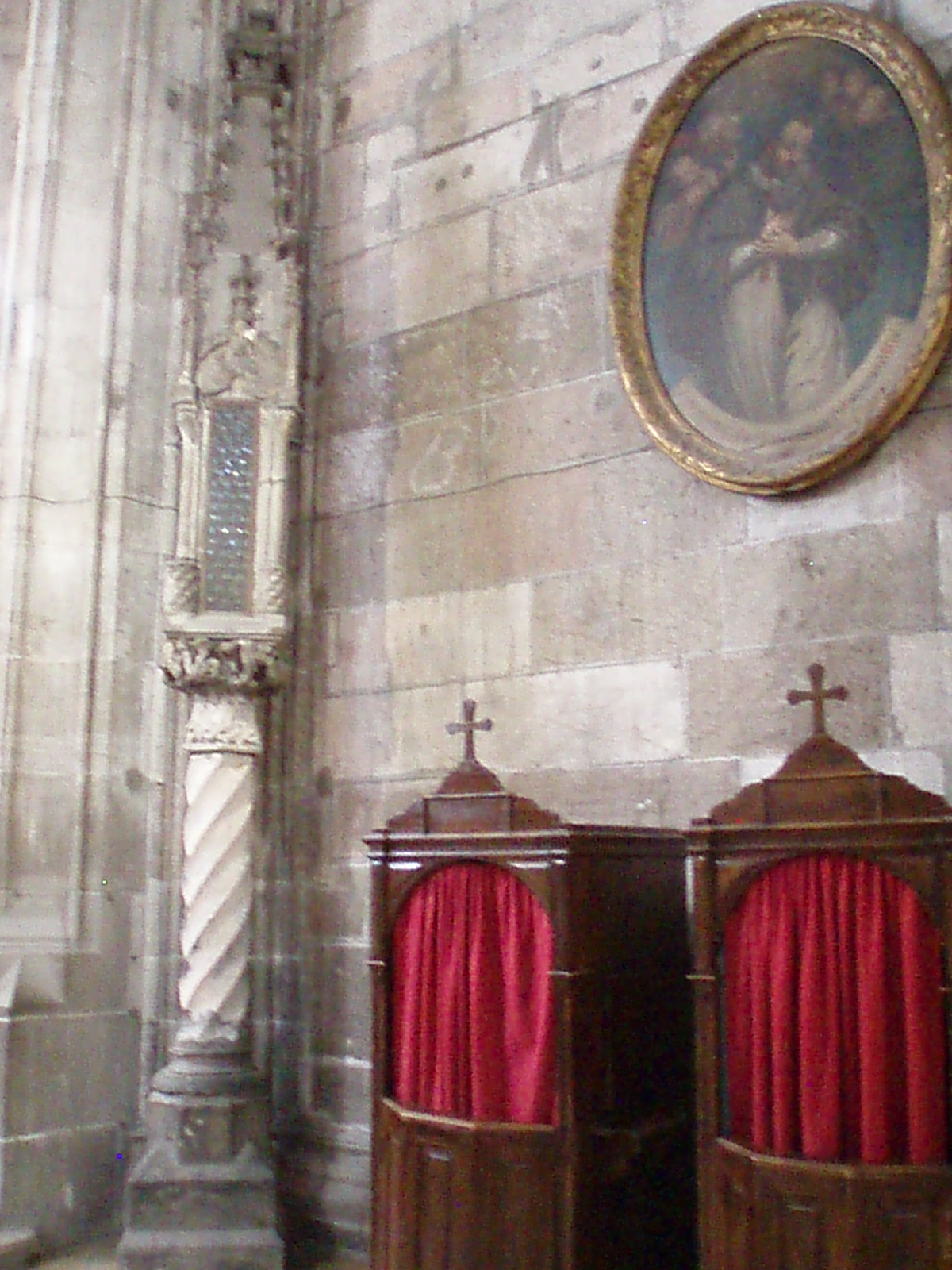
Lucerna krále Matyáše

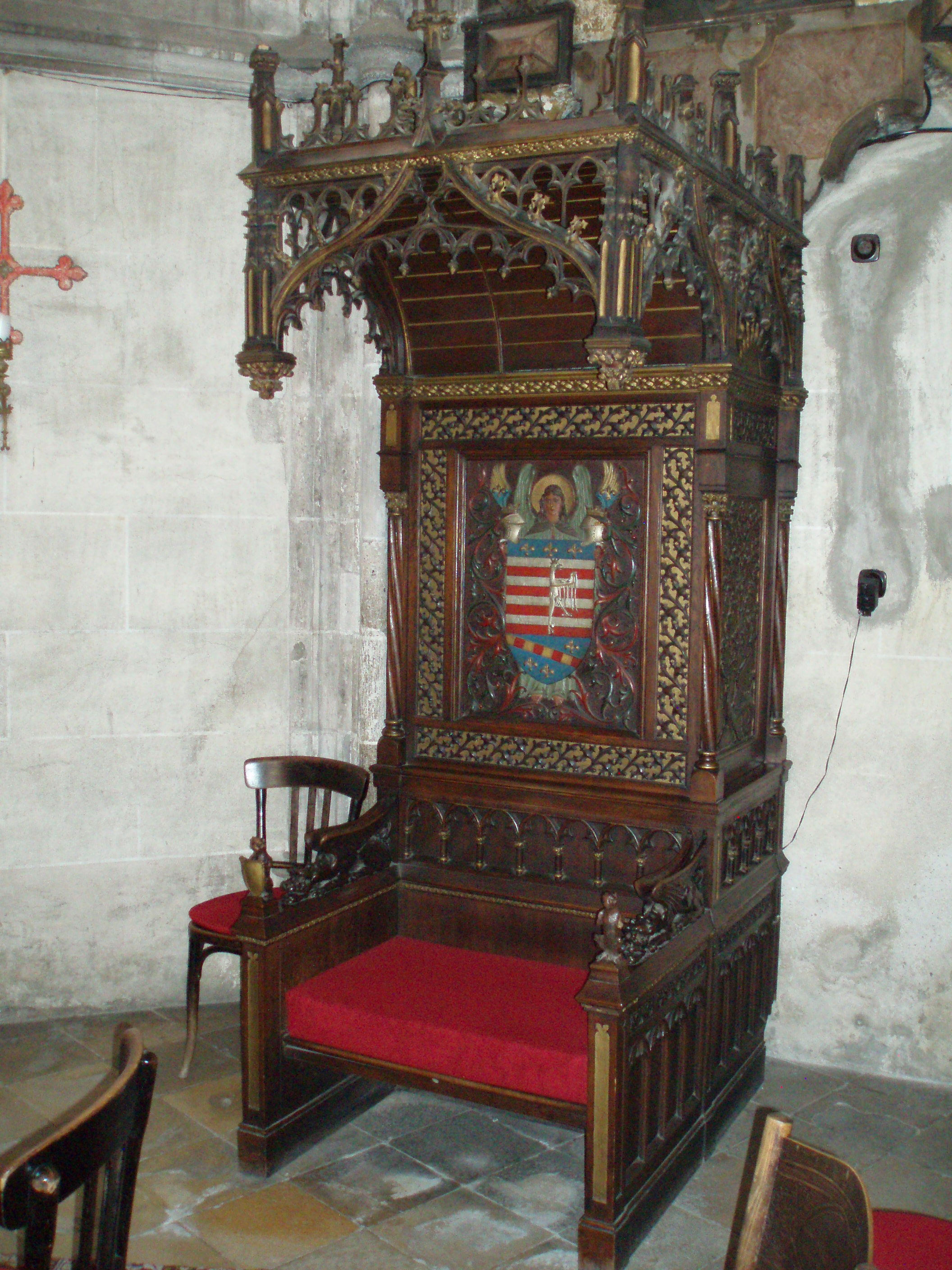
Měšťanská lavice

### Kůr
Varhanní chór byl kompletně vyměněn v době velké rekonstrukce chrámu na konci 19. století. Současný kůr je o něco delší replikou a má více pilířů, než měl originál. Na pilířích jsou druhotně umístěny čtyři gotické polychromované plastiky popsané výše, doplněné o čtyři neogotické plastiky uherských králů Karla I. Roberta, Ludvíka I. Velikého, Zikmunda Lucemburského a Matyáše Korvína. Nové varhany jsou dílem mistra Angstera z Pětikostelí. K varhanám vede přístup skrz schodiště v jižní věži.
Původní kůr, po vybourání ponechaný jako druhotný stavební materiál, objevil v Košicích sběratel originálních středověkých stavebních částí rakouský hrabě Johann Nepomuk Wilczek, který jej odkoupil a nechal odvézt do svého právě romanticky rekonstruovaného hradu Kreuzenstein nedaleko Vídně, kde byl zabudován do přechodového mostu mezi dvěma hradními křídly. Podle toho dostal také pojmenování Kaschauer Gang (Košická chodba).

### Pastoforium
Kamenné pastoforium k ukládání eucharistie u severního pilíře vítězného oblouku je nejpreciznějším kamenickým dílem v chrámu. Vyhotovil jej mistr Štěpán okolo roku 1477. Svatostánek na šestiúhelníkovém půdorysu je bohatě zdobený složitou kompozicí pilířů, říms, vlysů, arkád a oblouků. Na prvním poschodí pastoforia se nachází zamřížovaný výklenek na ukládání svátosti oltářní. Kovaná dvířka pocházejí z poloviny 15. století a zdobí je miniatury erbů některých šlechticů a znaků zemí. Drobné sádrové sousoší proroků a klečících andělů nahradili na konci 19. století starší chybějící díly. Od Tridentského koncilu ztratilo pastoforium svou funkci, schody vedoucí na jeho první poschodí ztratily svůj význam a byly odstraněny v roce 1860.

### Reliéf svaté Alžběty
Reliéf svaté Alžběty vznikl ve stejné době jako kamenné pastoforium a zhotovení se připisuje rovněž mistru Štěpánovi. Je složen ze tří částí, které svojí kompozicí do sebe jakoby nezapadaly. Samotný reliéf patronky chrámu, svaté Alžběty, je stroze zdoben v kontrastu se šestiúhelníkovým baldachýnem se svorníkovými ukončeními, na kterých jsou filigránské výjevy ze Starého zákona. Špice baldachýnu ve tvaru věžové fiály je ukončena kompozicí uhnízděného pelikána, který je symbolem Kristovy krve. V 19. století doplnili reliéf o pole s latinským nápisem S. Elisabeth ora pro nobis, umístěným nad konzolí.

### Epitaf Reinerů
Jednou z mála negotických památek zachovaných v chrámu patří barokní epitaf rodiny městského rychtáře Melichara Reinera ze začátku 17. století. Mezi dvěma rodinnými erby je obraz Bičování, nad nám plastika Ukřižovaného a nad tympanonem barokní sousoší dvou andělů po stranách a Krista držícího Zemi ve středu.

### Mandorla s Madonnou
Další barokní památkou chrámu, která vhodně umocňuje estetickou výzdobu interiéru je závěsná mandorla z první poloviny 18. století, umístěná pod vítězným obloukem. V jejím středu je na dva pohledy (zepředu i zezadu) řešené sousoší Madony s dítětem.

### Lavice

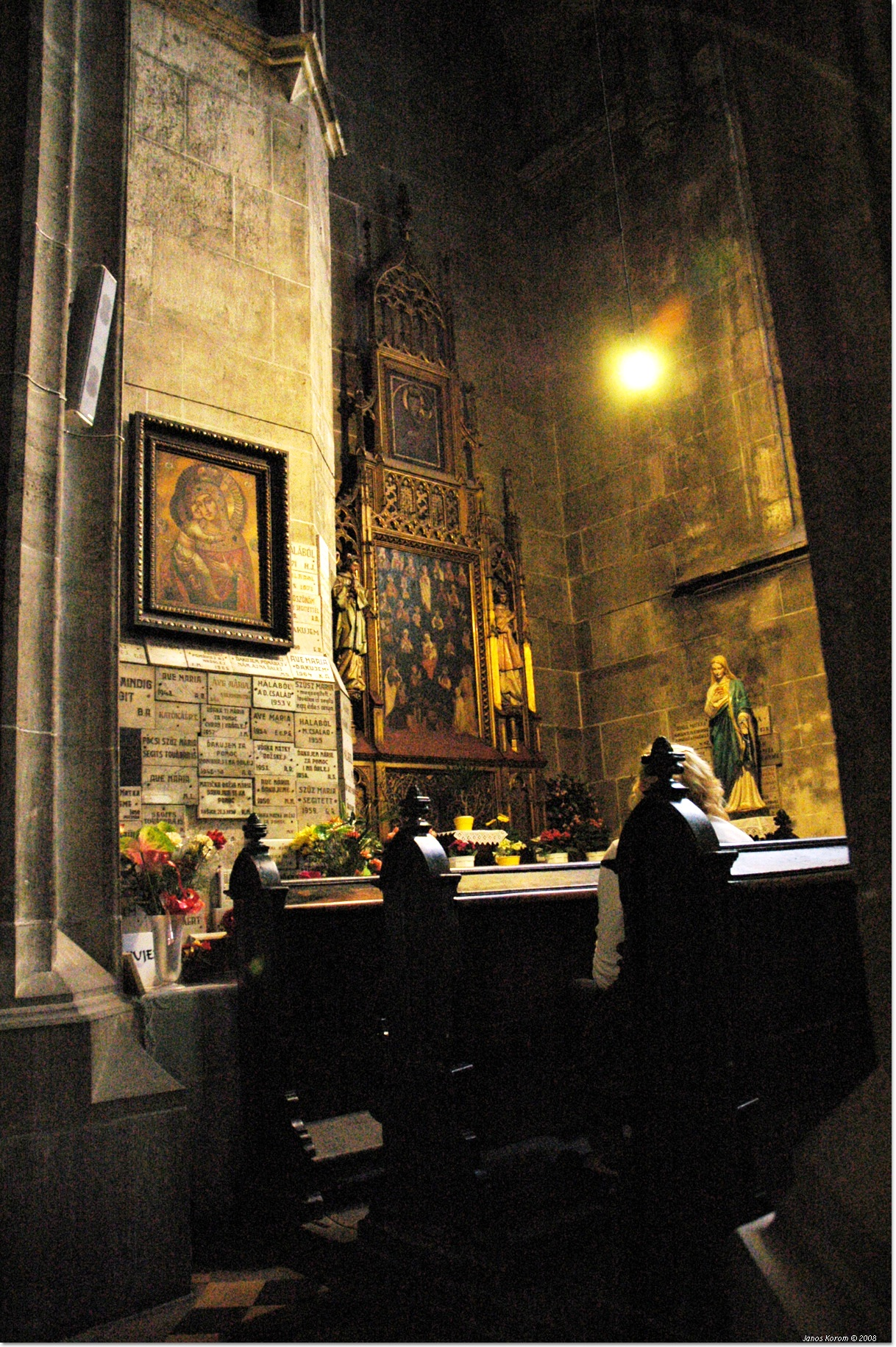
Kaple Mettercie od mistra Štěpána z roku 1477

Některé chrámové lavice pocházejí z 18. století a jsou vytvořeny v barokním stylu, jiné jsou novější z konce 19. století. V presbyteriu se nacházejí proti sobě situované kanonické lavice, které se nechaly zhotovit v době velké rekonstrukce chrámu podle návrhů hlavního architekta Imricha Steindla. Ten navrhl také patronátní lavici měšťanstva, na které je nádherně vyřezávaný a vymalovaný znak Košic.

### Kaple Mettercie – Zvěstování Panny Marie
Jednou ze dvou kaplí chrámu je Kaple Zvěstování Panny Marie, která se nachází v prostoru mezi Matyášovou věží a předsíní jižního portálu. Postavil ji v roce 1477 mistr Štěpán a jeho podobizna je údajně na konzole křížových žeber. Stavitel drží v rukou papírovou pásku. V kapli je umístěný oltář Mettercie, proto má kaple také jiné jméno – kaple Mettercie. Vybudovat ji nechali rodiče pozdějšího uherského primase Juraje Satmáryho. Z toho důvodu je její třetí jméno Satmáryho kaple. Pod její podlahou zřídili na začátku 19. století kryptu košických biskupů, jejichž náhrobky jsou vsazeny do obvodových zdí. Pochování zde jsou Ignác Fábry, Ján Perger, Žikmund Bubič, Augustín Fischer-Colbrie a Jozef Čársky.

### Kaple Svatého Kříže
Druhou kaplí chrámu je Kaple Svatého kříže postavená v roce 1475. Jejím donátorem byl městský konzul a rychtář Augustin Cromer, proto se též nazývá Cromerova kaple. Dnes ji využívá košická kapitula jako svou sakristii, a proto je zamčená a veřejnosti nepřístupná.

### Královská empora

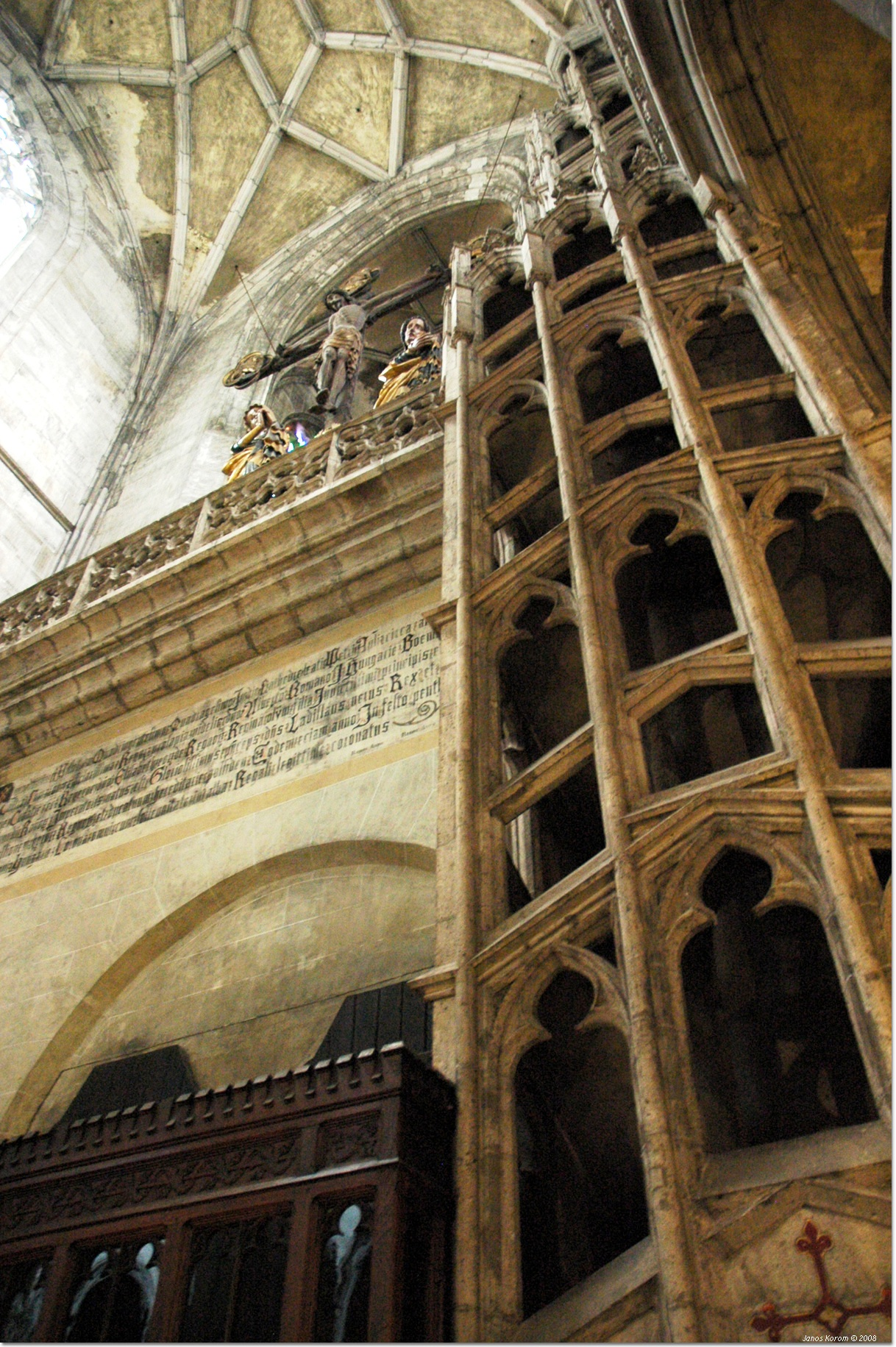
Sdružené točité schodiště, Jiskrův nápis, královská empora s kalvárijní plastickou kompozicí

Do období druhé etapy výstavby chrámu patří výstavba královského oratoria, jehož koncepci ovlivnil vzor z pražské katedrály a tamější parléřovské stavební hutě. Empora byla vytvořena na prvním poschodí lomeného oblouku jižního křídla příčné lodě. Její zábradlí tvoří složitě přelamovaná kamenná mříž. Na stěně pod emporou se nachází významná epigrafická památka z doby působení Jana Jiskry z Brandýsa ve funkci košického kapitána. Text z roku 1441 proklamuje věrnost Košičanů králi Ladislavu Pohrobkovi.
"Léta Páně 1440, v den stolice blahoslaveného apoštola Petra, za ranních červánků na hradě Komárno, se z nejslavnějšího rodu, to jest od Pána Albrechta, krále římského, uherského, českého, dalmátského a chorvatského a od paní Alžběty, vody, královny těch samých království, dcery kdysi nepřemožitelného panovníka a Pána, římského císaře Zikmunda, narodil nejslavnější panovník, Pán Ladislav, pravý král a dědic trůnu těchto království a vojvodství, které má vlastnit dědičným právem. V témže roce byl též na svátek Letnic se vší pompézností a nádherou zákonitě korunovaný svatou korunou uherského království v Székesfehérváru".

### Sdružené točité schodiště
Zdvojené točité schodiště z první čtvrtiny 15. století vedoucí na královskou emporu je dalším dokladem vlivu pražské stavební huti v košickém prostředí. V Katedrále svatého Víta, Václava a Vojtěcha postavili točité schodiště též v jejím jižním průčelí, v Košicích schodiště tvoří až dvě točitá ramena střetávající se navzájem v pěti společných stupních. Západní rameno schodů pokračuje ještě dále a vede až do podkroví katedrály. Schodiště je navzdory své mistrovské konstrukci značně nepohodlné a stísněné. Předpokládá se, že mělo především dekorativní charakter.
Sdružené točité schodiště košického chrámu je nejstarší stávající v Evropě.
Krátce po svém postavení inspirovalo podobné projekty při stavbě chrámů v sedmihradských městech Kluž
a Sighişoara.
V letech 1499–1500 podle vzoru košického schodiště postavili podobné v císařské rezidenci v rakouském Grazu.

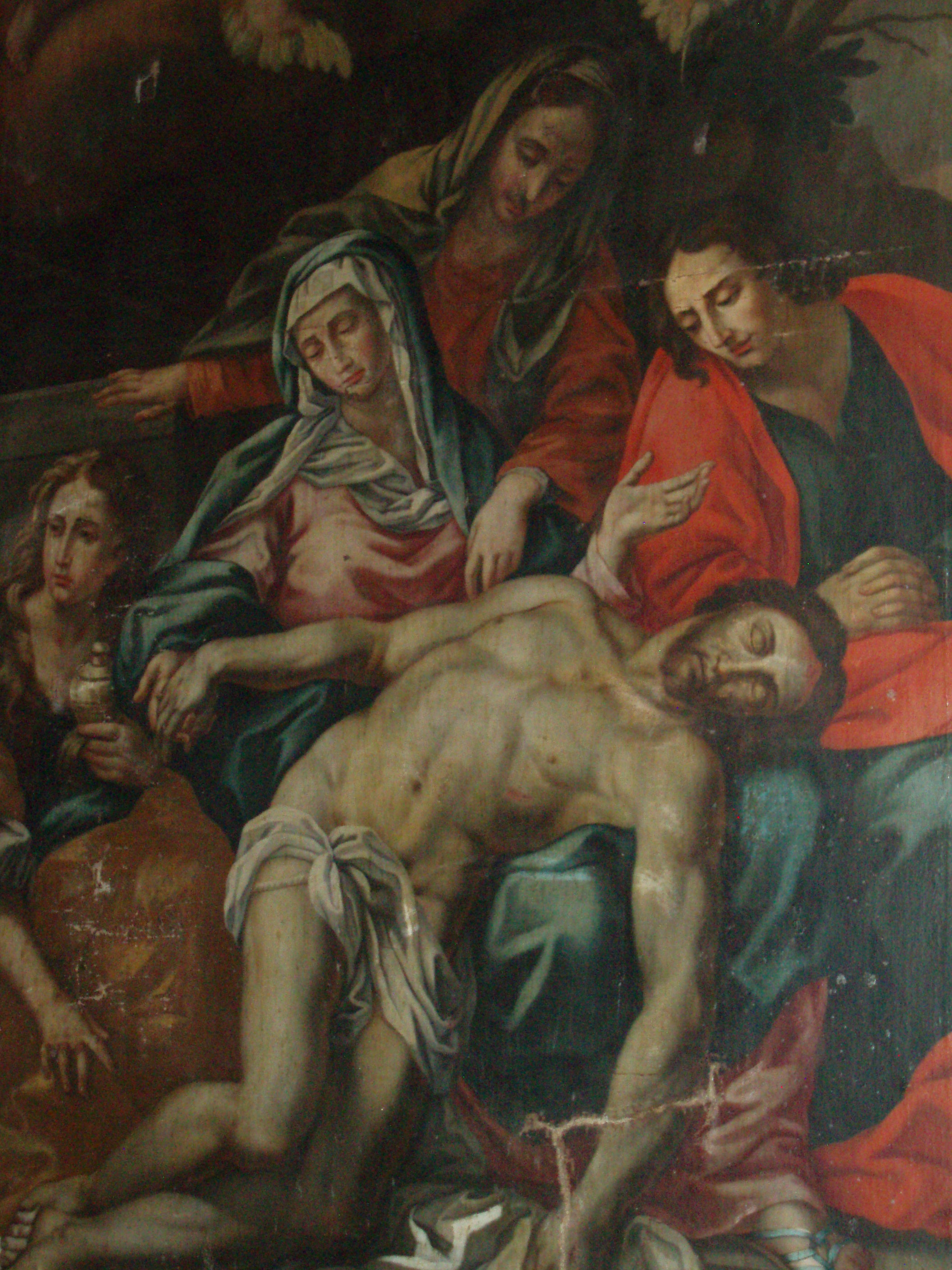
Oplakávání Krista

### Fragment středověkého nápisu
Vpravo u oltáře svatého Štěpána v severní boční apsidě se nachází místy čitelný gotický nápis. Podle útržků se dá usuzovat, že vzpomíná události období vlády králů Zikmunda a Alberta (1387–1439).

### Oltářní obraz Oplakávání Krista
Obraz se nachází na severní straně obvodové zdi. Pochází za začátku 19. století.

### Oltářní svatého Jana Nepomuckého
Barokní obraz se nachází nalevo od chóru, vedle lucerny krále Matěje. Pochází z roku 1735 a ve spodní části nese nápis:
HAC.SVB.ICONE.IN.PRAGENSI.SEPVLCRO.COLITVR.SANCTVS.IOANNES.NEPOMVCENVS. (Na tomto obraze je v pražském hrobě uctívaný svatý Jan Nepomucký.)

### Zpěvácká tribuna

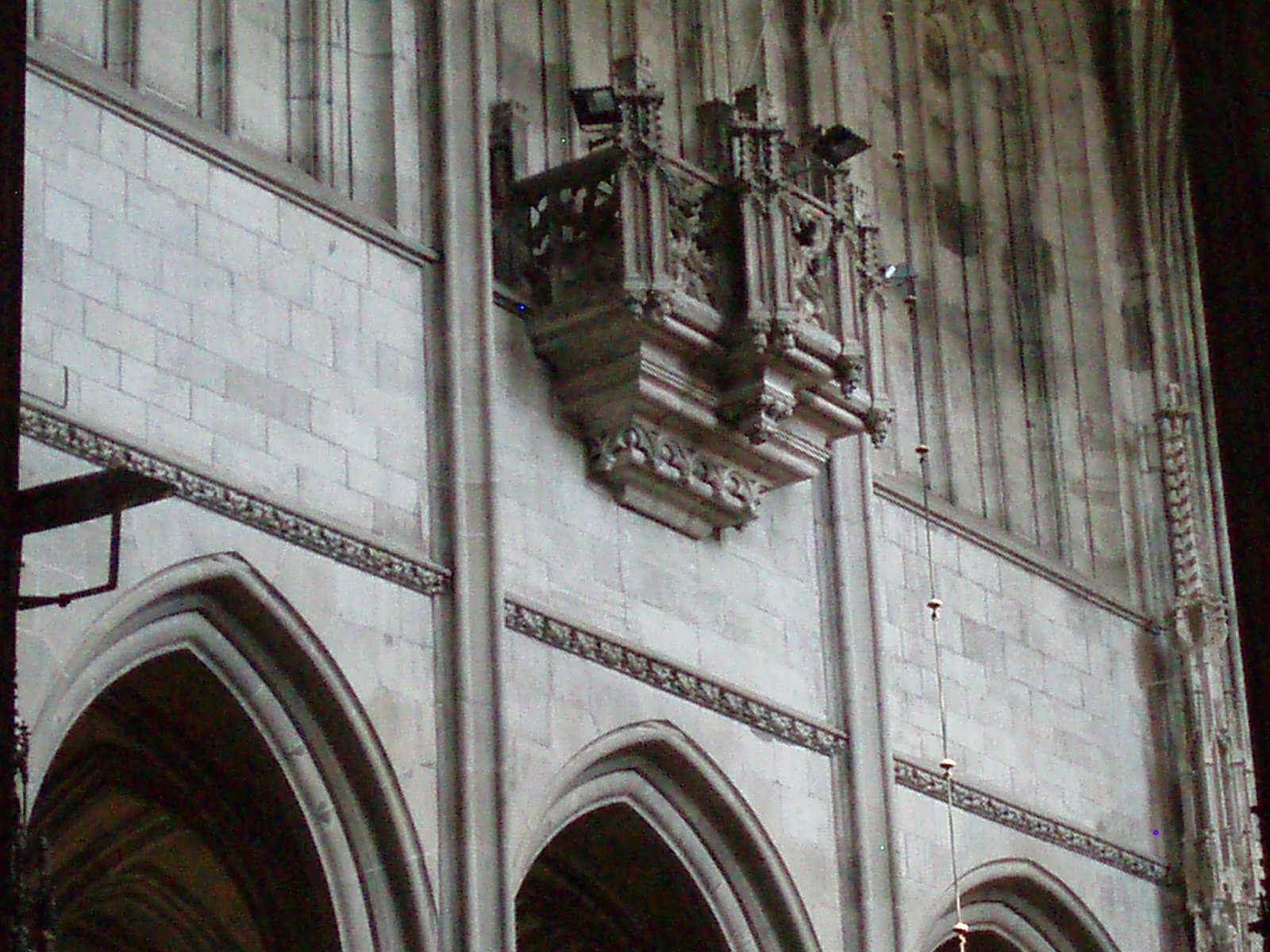
Zpěvácká tribuna

Kamenný balkónek umístěný na severní straně hlavní lodě v prostoru presbyteria patří k původnímu vybavení chrámu. Předpokládá se, že sloužil v době bohoslužeb pro spodobení nebes herci a zpěváky různých středověkých alegorií a mystérií. Přístup na tribunu umožňují malá dvířka v apsidě severní boční lodě, odkud vede točité schodiště v polovině pilíře do podkroví a následně na tribunu.

### Socha svatého Floriána
Svatý Florián byl patronem hasičů a chránil před požáry. Město nechalo postavit jeho sochu v roce 1748. Ta stále nejprve u Kaple svatého Michala, později u jižní stěny Urbanovy věže. Až v roce 1940 byla přemístěna na současné místo do předsíně jižního portálu.

### Presbytář
Stavba presbytáře spadá do třetí etapy výstavby chrámu 1440–1462. Její interiérovou část nenarušila ani velká rekonstrukce z konce 19. století. V průběhu ní se odkryly ve dvou klenbových polích presbytáře erby císaře Zikmunda Lucemburského, vlevo dvouhlavého císařského orla a vpravo jednohlavou lucemburskou orlici. Za hlavním oltářem je rekonstruovaný vzorek původní barevnosti a polychromie chrámu na části konzole a žebra.
V presbytáři se na konzolách nacházejí neogotické sochy od Jána Marschalka z konce 19. století. Představují svaté: Kateřinu Alexandrijskou, Barboru, Řehoře, Ignáce biskupa, Dominika, Františka z Assisi, Štěpána, Vavřince diakona, Augustina, Ambrože, Benedikta opata a Ignáce z Loyoly. Současné okenní vitráže vyhotovila dílna Karla Geylinga ve Vídni v roce 1860. Na vitrážích jsou vyobrazeny i znaky kanovníků Sándora Dessewffyho (už jako čanádského biskupa), Józsefa Repaszkeho a Jánosa Volneho (oba tvořeny pouze iniciálami), Bartalana Merse (úplný rodový erb bez klobouku a střapců), Eduarda Karola Medveckého, Štefana Lesska a Ferenca Pagácsa.

### Obětní stůl

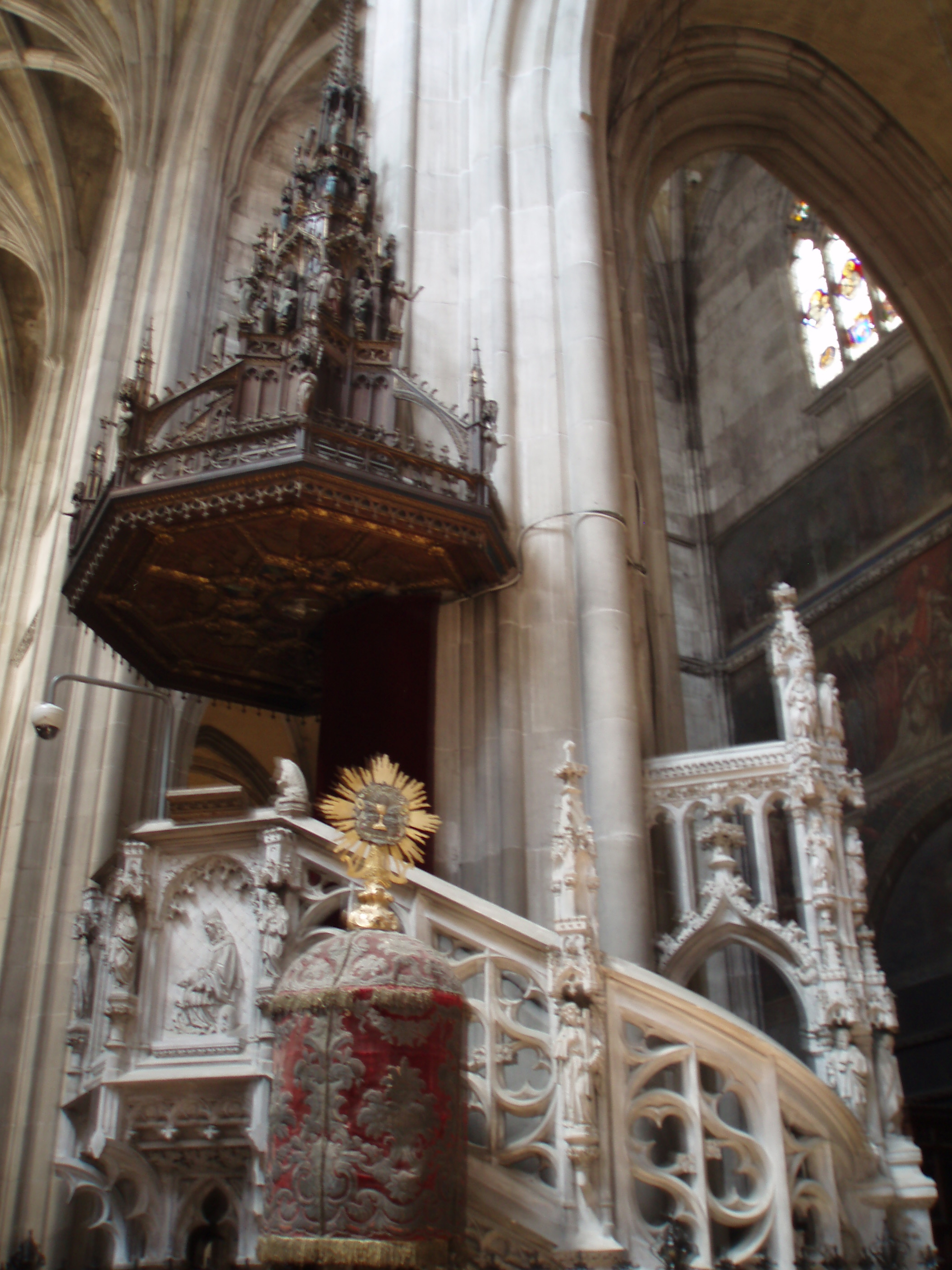
Neogotická kazatelna

Nejmladší součástí chrámového inventáře je obětní stůl celebrujícího kněze v presbytáři chrámu před hlavním oltářem. Je vytesán z jednoho kusu pískovce ve tvaru dvou svrchních ramen vytvářejících elipsu. Obětní stůl stojí na podstavci ve tvaru srdce. Vedle něj se nachází i nově vytvořený ambon (místo pro kázání) a sedes (sedadla). Všechny tři objekty zhotovili Michal a Tomáš Baníkovi v roce 1994.

### Kazatelna
Jedním z nejvydařenějších počinů neogotické přestavby chrámu je kamenná kazatelna s dřevěnou stříškou, dílo sochařů W. Aubrama a R. Argentiho. Na točitém schodišti s kruhovým zábradlím jsou na parapetu řečniště umístěny sochy proroků a církevních otců. Mříž okolo kazatelny je kovaná.

### Rákócziho krypta

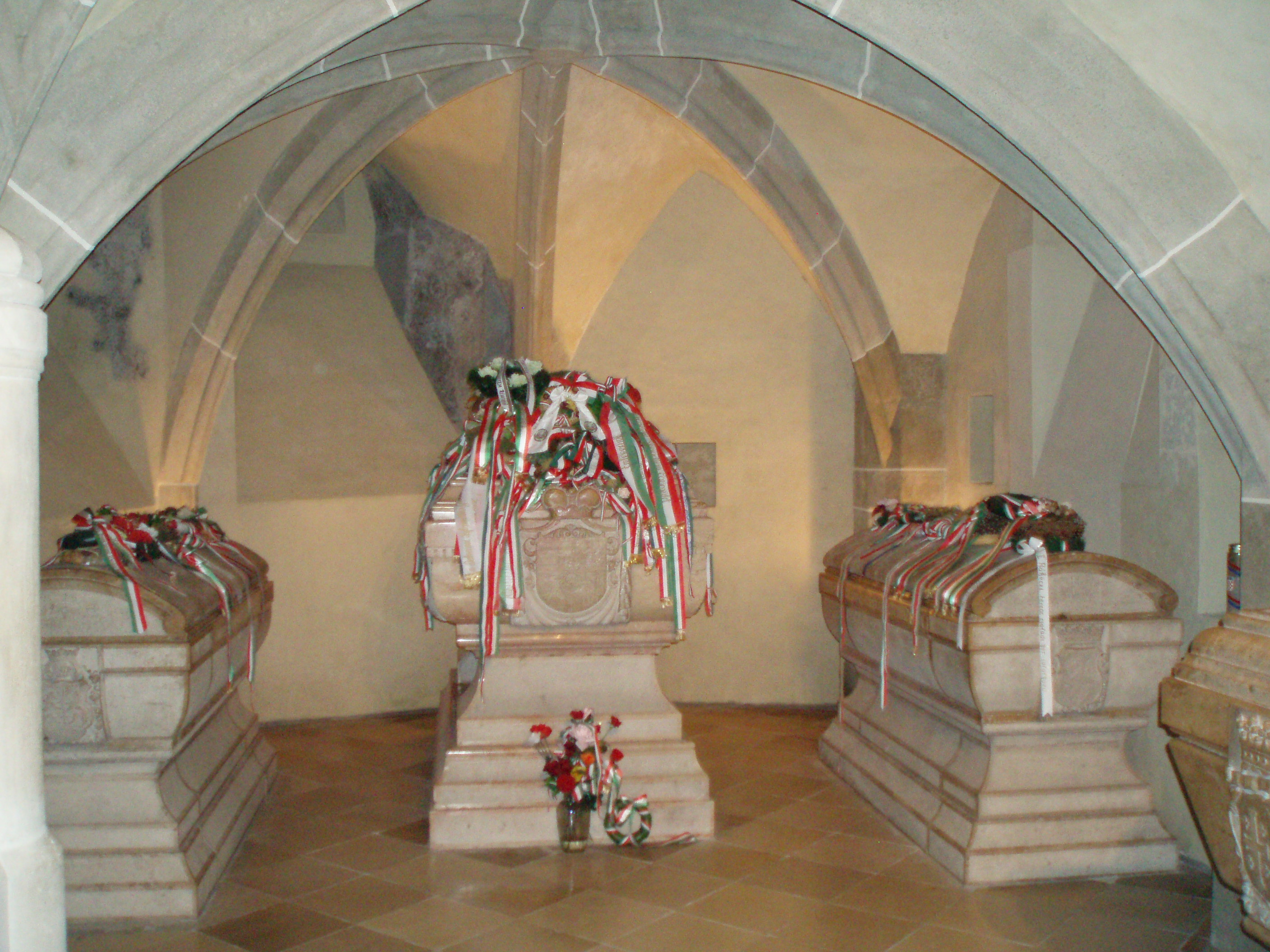
Krypta Františka II. Rákócziho

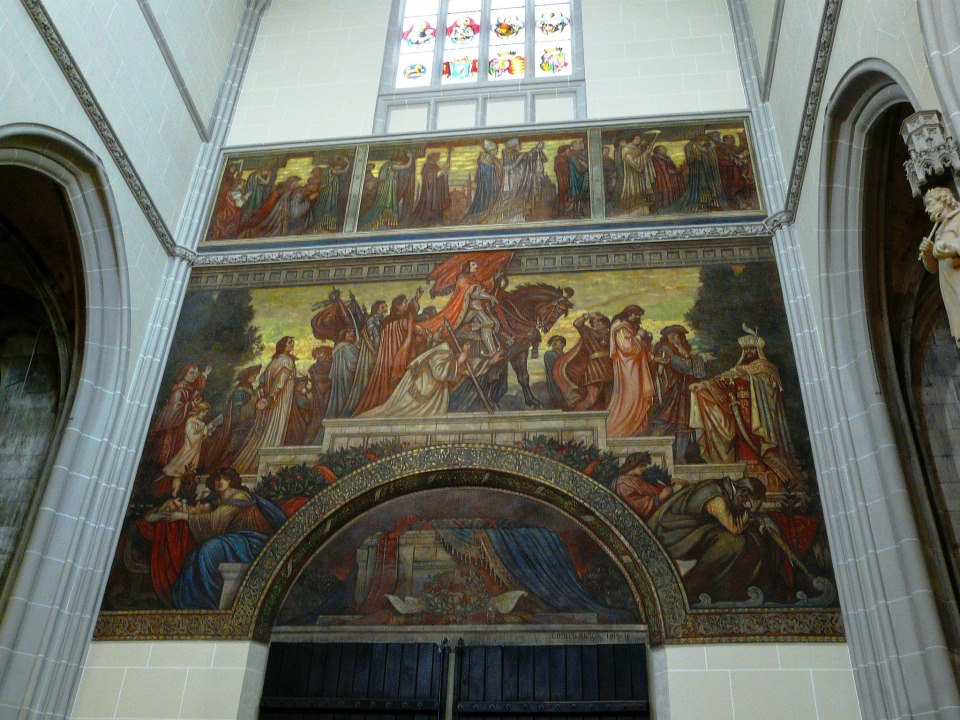
Apoteóza života Františka II. Rákócziho z let 1914–1916

U severní strany chrámu byla v roce 1916 vybudována krypta pro ostatky Františka II. Rákócziho a jeho druhů. Kryptu i čtyři kamenné sarkofágy projektoval budapešťský profesor Frigyes Schulek. V prostředním nejvyšším jsou společně pochováni kníže, jeho matka Helena Zrinská a jeho nejstarší syn Josef. Jižně od něj se nachází sarkofág s tělesnými pozůstatky generála hraběte Antona Esterháziho, severně sarkofág Rákócziho druha Mikuláše Šibrika. Ve čtvrtím sarkofágu na druhé straně krypty je pochován hrabě Mikuláš Berčéni a jeho druhá manželka Kristina Čákiová.

### Apoteóza života Františka II. Rákócziho
Monumentální nástěnná malba nad severním vstupem katedrály pochází z let 1914–1916 a jejím autorem je Andor Dudics. Nástěnná malba oslavy života Františka II. Rákócziho je řešena jako triptych. Malba mezi oknem severního štítu a římsou znázorňuje Rákócziho smuteční pohřební průvod městem. Ústřední malba je oslavou života knížete od jeho narození, zatčení na Šarišském hradě, v roli vůdce stavovského povstání po vyhnanství a smrt v Turecku. Třetí část v půloblouku nad dveřmi severního portálu znázorňuje Rákócziho sarkofág.

## Exteriér

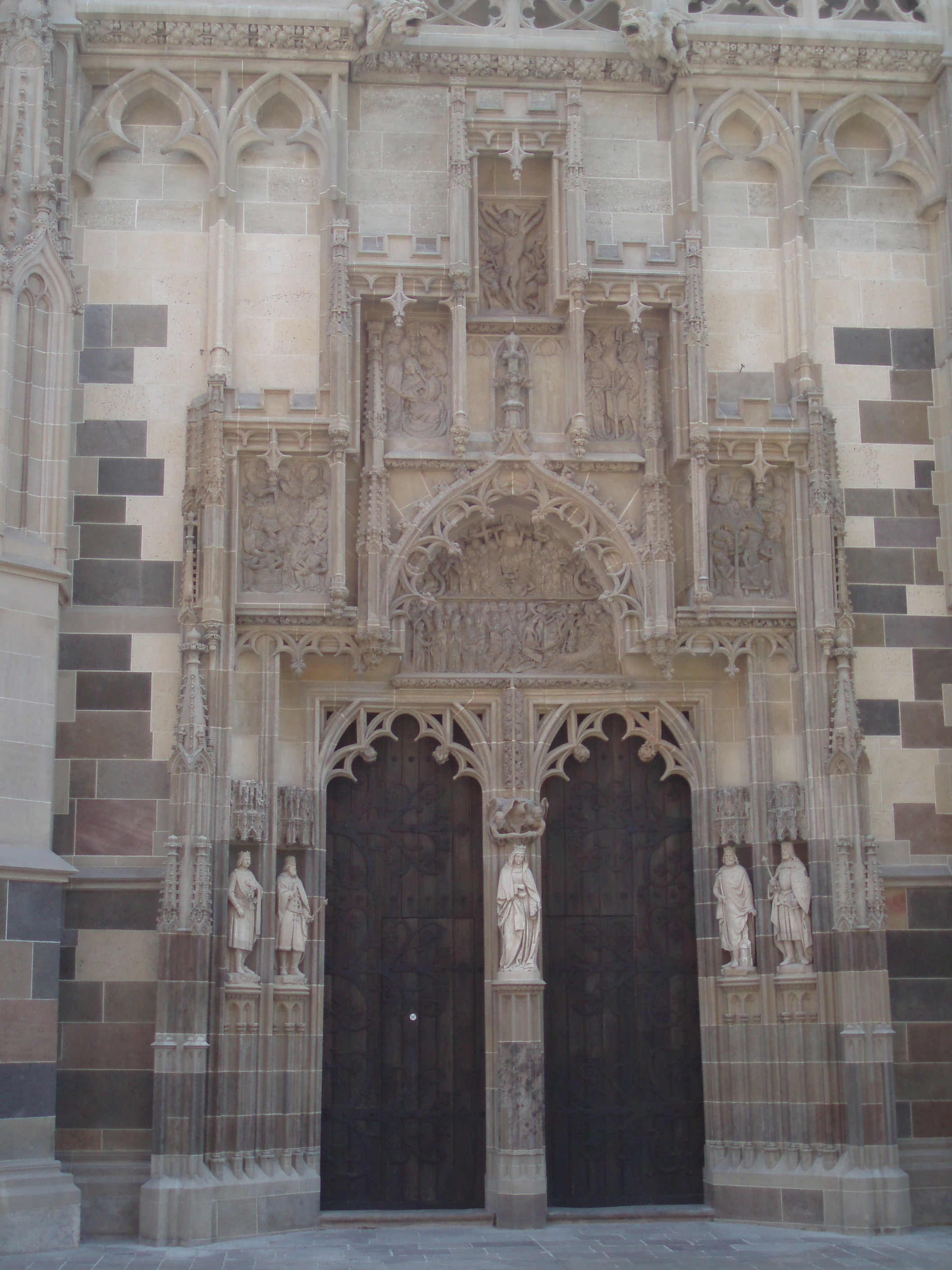
Severní portál katedrály

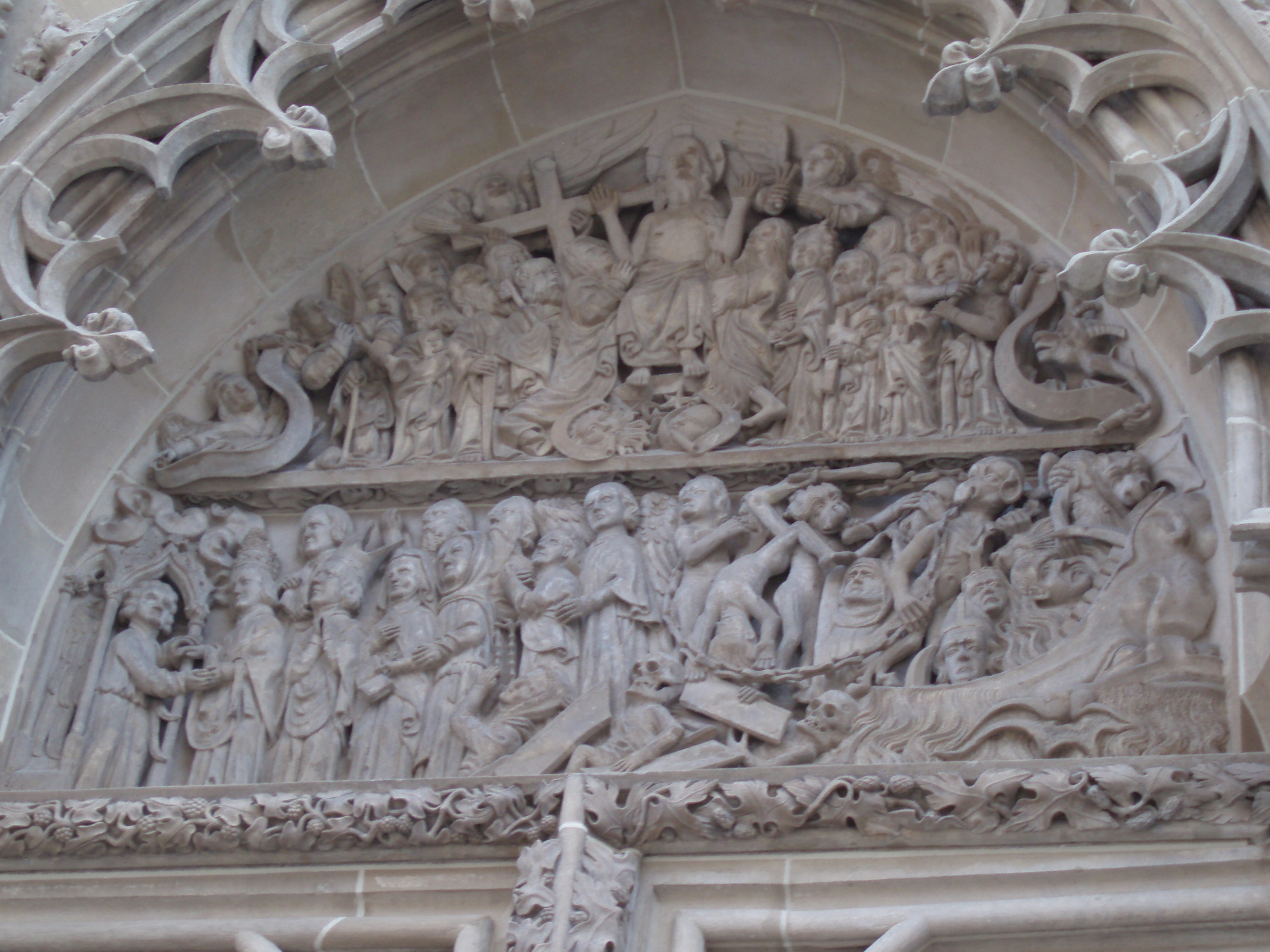
Detail svény Posledního soudu

### Severní portál
Řešení severního portálu košického chrámu se vymyká dobovému středověkému úzu, podle kterého se na severních stěnách kostelních staveb portály nestavěly. Navíc jeho sochařská výzdoba je nejdekorativnější ze všech třech portálů chrámu, což mělo odpovídat jeho obrácení do hlavního prostoru veřejného dění středověkých Košic, k hlavnímu městskému tržišti a k městské radnici. Portál se také označuje termínem „Zlatá brána“, protože ve středověku byl pozlacen.
Severní portál tvoří dvojice vstupních dveří, nad kterými se nachází oblouk s reliéfem Posledního soudu. Reliéf je dělený na dvě pole. Ve spodním je zobrazený zástup lidí, kteří směřují buď do nebeské brány, kde spasené vítá anděl nebo do pekla v podobě leviatanovy tlamy, kam zatracené a spoutané v řetězech vlečou ďáblové. V leviatanově tlamě končí i vysoký církevní hodnostář. Pokud spodní pole znázorňuje pozemskou realitu posledních věcí, horní pole zpodobňuje nebeskou realitu Posledního soudu: trůnící Kristus vládnoucí světu (Slunce, Měsíc a hvězdy pod nohama) je obklopen Pannou Marií, Janem Evangelistou a dvěma anděly, kteří drží v ruce nástroje mučení (kříž a hřeby). Spodní trojice andělů troubami ohlašuje konec světa. Ostatní figury představují dvanáct apoštolů. Okolo ozdobného štítu (vimperku) reliéfu Posledního soudu je ve třech stupních rozmístěných pět rámcových reliéfů zdobených fiálami, profilací a kruhovými motivy. Dva spodní se týkají života svaté Alžběty, kde je zpodobněna, jak ošetřuje, umývá a krmí chudobné. Další tři vytvářejí scénu Kalvárie. Na vrchu je ukřižovaný Kristus na kříži ve tvaru stromu života. Pozoruhodné je ztvárnění dalších dvou ukřižovaných na Golgotě, nalevo spasená duše je odnášena andělem do nebe, zatímco napravo duši zatraceného odnáší ďábel do pekla. Pod scénou Ukřižování jsou nalevo plačící ženy okolo Panny Marie pod křížem a napravo Jan Evangelista obklopen římskými vojáky.
V době velké rekonstrukce chrámu byly doplněny výklenky po stranách obou bran severního portálu neogotickými sochami: svatý Imrich, svatý Štěpán, svatá Alžběta Uherská, svatý Ladislav a svatý Henrich. Výklenky jsou původní a neví se, jaké sochy na nich stály v předcházejících staletích. Další neogotické sochy zdobí průčelí západního štítu. Jsou jimi uherští králové Karel I. Robert, jeho manželka Alžběta Piastovská a Ludvík Veliký. Neogotické sochy severního portálu jsou dílem budapešťského sochaře Ľudovíta Lantaye.

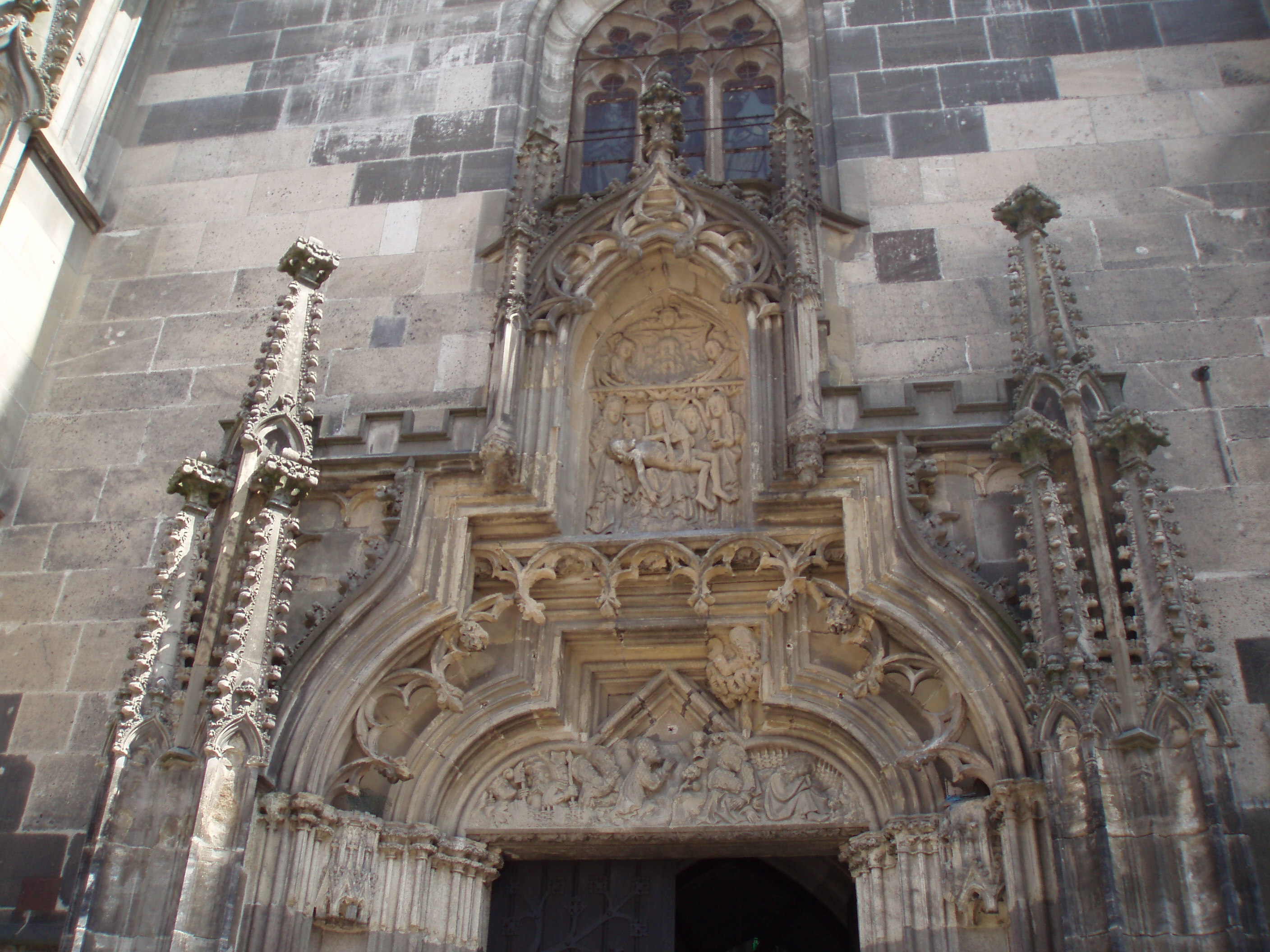
Západní portál

### Západní portál
Podle liturgického zvyku je hlavním vchodem do chrámu západní portál. Ačkoliv ho tvoří trojice bran, má nejjednodušší kamenickou výzdobu v Košicích. Dva boční vstupy jsou bez figurální dekorace. Nad ústřední bránou se nacházejí dva reliéfy, Jeden bezprostředně nad bránou zachycuje Krista v Getsemanské zahradě úpěnlivě se modlícího ke svému otci vykukujícímu z pravého horního rohu reliéfu. Vlevo Krista provázejí apoštolové Petr, Jakub a Jan, zprava přichází skupina vojáků v čele s Jidášem. V sedlovém ukončení portálu je scéna Piety, Panna Marie držící tělo Kristovo, obklopená Máří Magdalénou a Marií Josefovou. Nejvrchnější reliéf zpodobňuje anděly držící Veroničinu roušku s otiskem Kristovy tváře. Celá symbolika portálu souvisí s místní tradicí Svaté krve. Do výklenků ústřední brány byly usazeny na konci 19. století dvě neogotické sochy, ze kterých se zachovala pouze jedna – socha svatého Jana Křtitele.

### Jižní portál

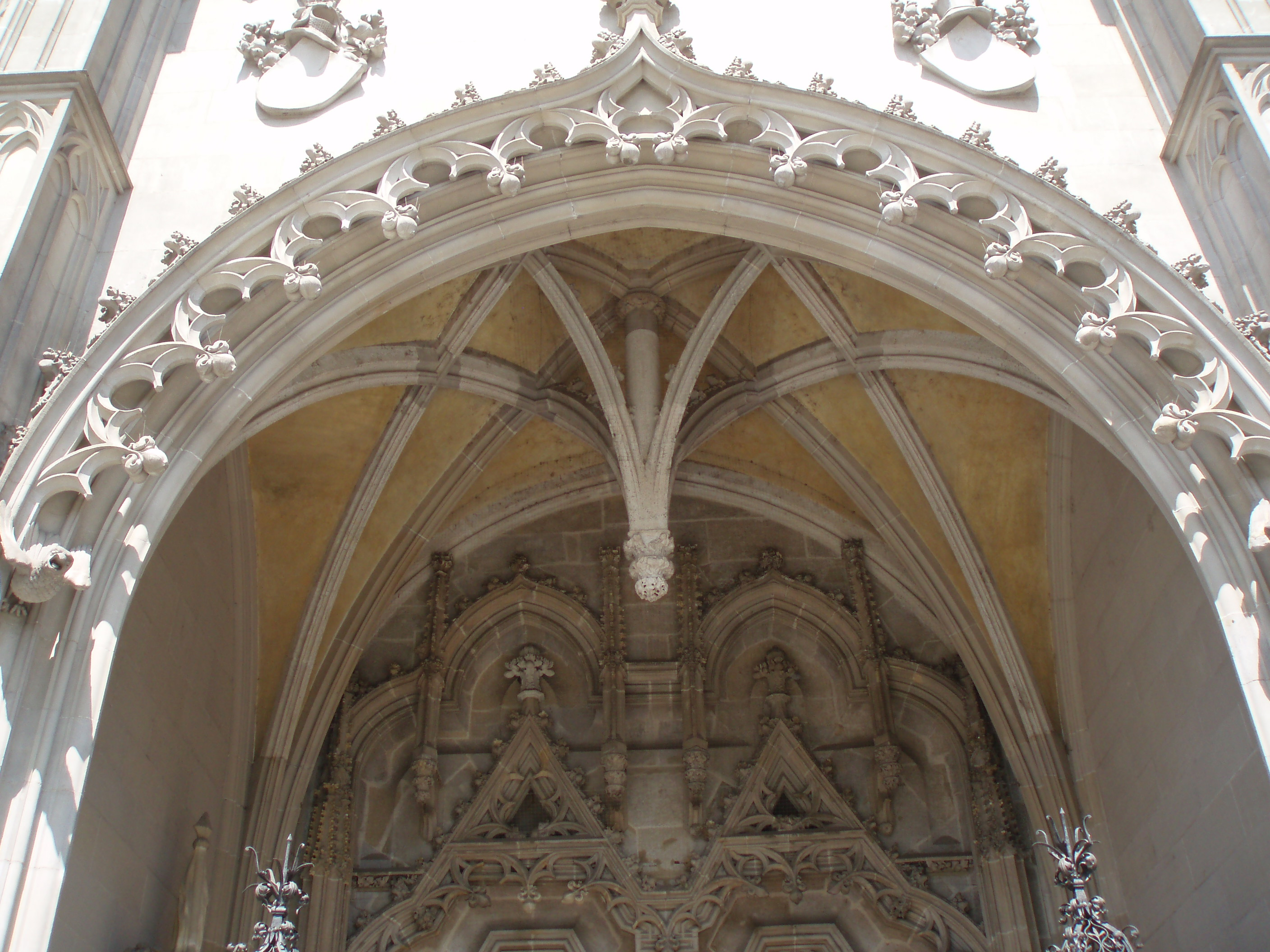
Detail jižního portálu

Jižní portál se od předešlých dvou liší tím, že je zakomponován do předsíně pod královskou emporou. Stejně jako severní portál má dvě brány. Nad nimi však nejsou figurativní reliéfy, ale jsou ukončené sedly s trojúhelníkovými kružbovými štíty, nad kterými je další řada sedel. Portál tak vytváří dojem trojitého vstupu do katedrály, ke kterému se přicházelo od přilehlého městského hřbitova a jeho kaple svatého Michala.
Koncepčně zajímavým prvkem portálu je visutý svorník gotické klenby předsíně s listovou ornamentikou, který prozrazuje inspiraci košických mistrů pražskou parléřovskou hutí. Pozoruhodným je i baldachýn středověké sochy portálu tvořený létajícími havrany. Další havran a bestie drží nástroje umučení. Podle toho se dá předpokládat, že pod baldachýnem stála původně socha Krista. Dnes tu stojí socha Immaculaty z konce 19. století od sochaře Jána Marschalka. Dalšími neogotickými sochami portálu jsou světci císař Konstantin Veliký, Alžběta Uherská, pražský biskup Vojtěch, apoštol Ondřej patron košické diecéze, čánadský biskup Gerhard, skotský kralevic Koloman, František Xaverský a biskup Teodor. Se symbolikou portálu nemají nic společného, představují patrony donátorů velké rekonstrukce chrámu z konce 19. století. Pod římsou kamenné balustrády se nachází pět hlav restaurátorů chrámu. Střední portrét patří architektovy Imrichu Steindlovi, ostatní patří Fridrichu Wilhelmovi Frödemu, Imrichu Seidenovi, Ľudovítu Steinhausovi a Ottovi Sztehlóvi.

### Zikmundova věž

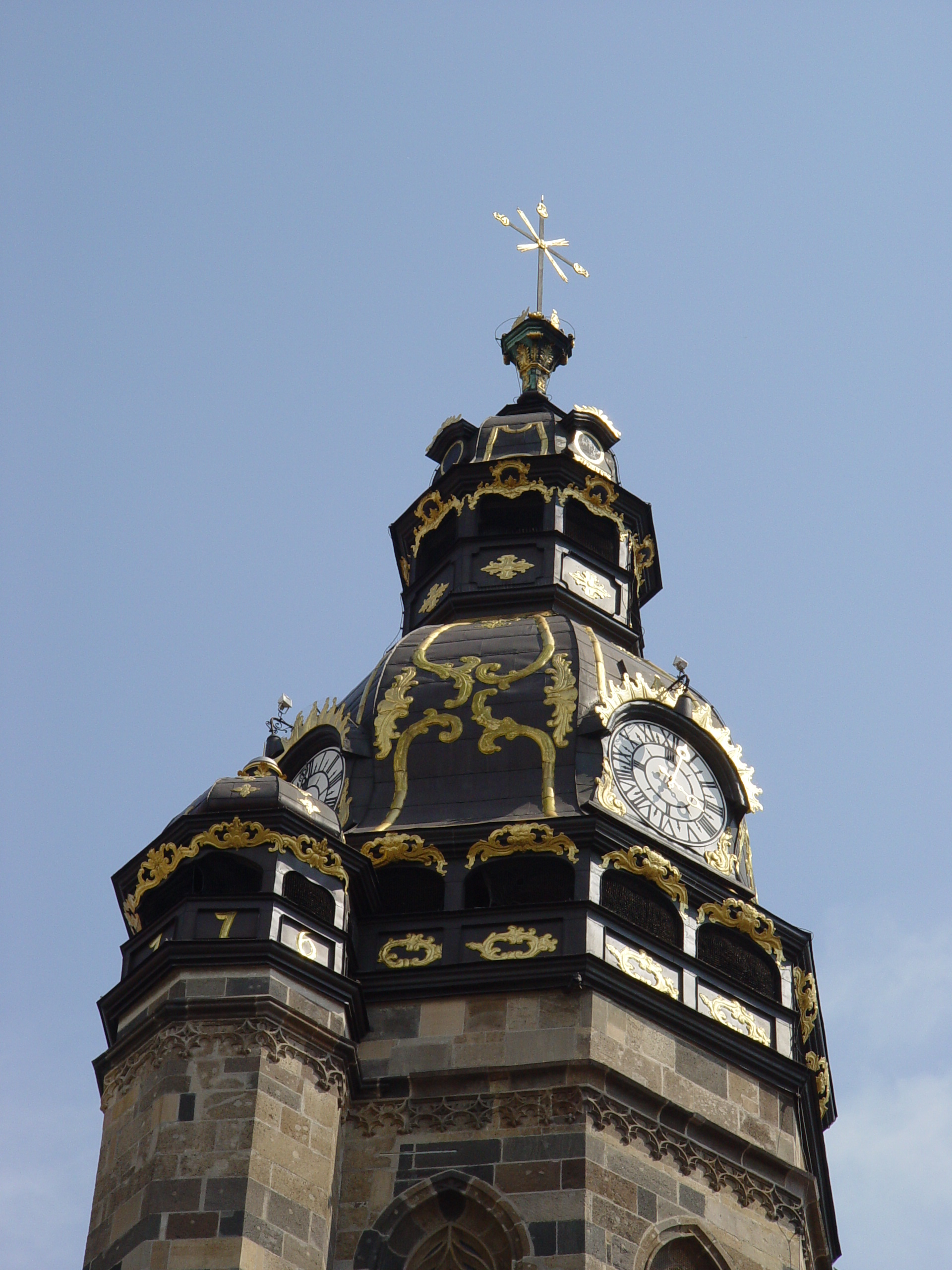
Helmice Zikmundovy věže

Severní věž stavěná ve druhé etapě výstavby chrámu v letech 1420–1440 za vlády Zikmunda Lucemburského a za kapitanátu Jana Jiskry z Brandýsa, kdy její zdi dovedli do výšky střešních říms, byla dokončena v třetí etapě do roku 1462. Svědčí o tom tesaný znak Košic s rokem 1462 nad portálem západní fasády, který je zároveň vstupem na věž. Věž stojí na základě čtvercového půdorysu, který má tři podlaží. Od čtvrtého se zeštíhluje do osmiúhelníkového půdorysu, přičemž pravotočivé schodiště přechází z obvodových zdí třech podlaží do postranní, stejné osmiúhelníkové tubusové věžičky. Stroze zdobená věž má mezipodlažní římsy dekorované vlysem s geometrickým motivem slepých kružeb. Mezi čtvrtým a pátým podlažím je vlys doplněný o rozety – růžičky, přičemž každá je profilována do jiného tvaru.
Zikmundova věž byla těžce poškozena při obléhání Košic vojskem Jana I. Olbrachta v letech 1490–1491. Věž opravoval v letech 1494–1497 stavitel Mikuláš Crompholz z Nisy pod dozorem Václava z Prahy. Na věž byly v té době instalovány hodiny. Po požáru v roce 1775 byla věž mírně nadstavěna a na její vrchol byla umístěna rokoková přilbice s ochozem, která tvoří šesté poschodí věže. Přilbice je pokryta měděným plechem s pozlacenými klempířskými prvky. Na vrcholu věže je umístěn měděný kříž s výškou tři metry.
V této podobě přetrvala věž až do současnosti. Její výška se 160 schody
je 59,7 metrů. Na prvním poschodí se nachází mechanismus velkých hodin, na druhém konstrukce na upevnění zvonů, na třetím dva zvony z roku 1926. Starší zvony v počtu 5 kusů byly roztaveny v době první světové války a použity k válečným účelům. V roce 1926 odlil Alexandr Buchner ze sbírky od věřících nové zvony. Zvon Božské srdce vážící 1 530 kg má na svém plášti vypsána jména padlých v první světové válce. Zvon svatého Ondřeje, patrona košické kapituly, váží 450 kg. Dvojici doplňuje umíráček s hmotností 40 kg. Na čtvrtém poschodí je instalovaná část hodinového stroje z 19. století a následně lanové zařízení, které se používalo v době velké rekonstrukce chrámu. Ve věži se nachází i místnost hasičské strážní služby, která byla využívána až do 70. let 20. století.

### Matyášova věž

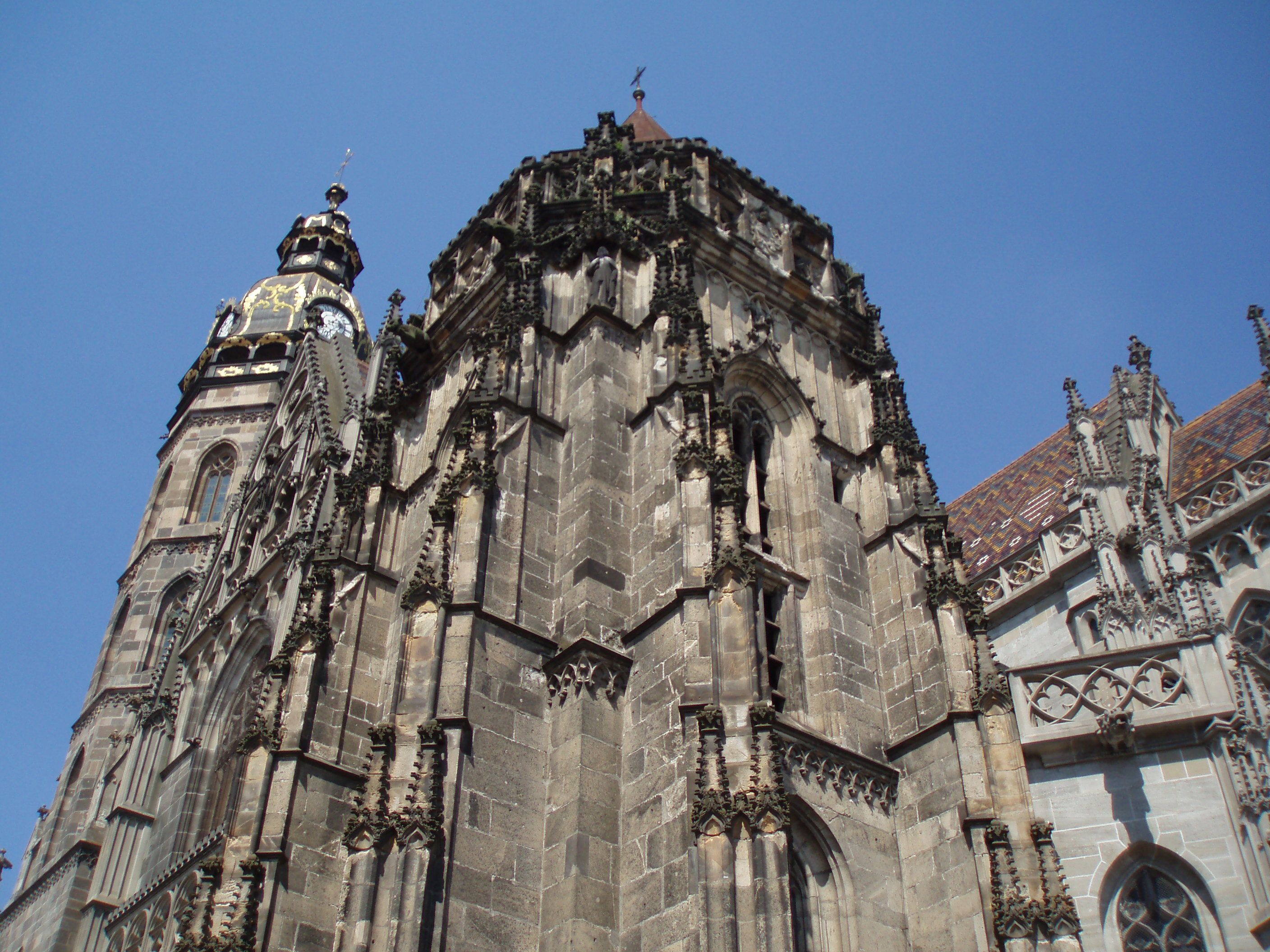
Matyášova věž

Jižní věž začali stavět ve druhé etapě výstavby katedrály v letech 1420–1440 zároveň se severní věží taktéž na čtvercovém půdoryse. Po přerušení prací se na ní opět začalo pracovat po roce 1462, kdy byla dostavěna severní věž. Práce vedl mistr Štěpán do roku 1477, který ji vystavěl ozdobnějším a masivnějším způsobem, než byla postavena severní věž, i když nebyla dovedena do zamýšlené výšky. Zakončena je na úrovni korunní římsy hlavní lodě dekorativním ochozovým věncem, na jehož jižní straně je pole se znaky zemí krále Matyáše a znakem města Košice. Věž je v současnosti zakrytá osmiúhelníkovou plechovou stříškou.
Zvláštností věže je labyrint točitých schodišť navzájem propojených chodbičkami, jehož význam není do dnešní doby spolehlivě objasněn. Do věže se vstupuje za západního chóru katedrály a její schodiště umožňuje rovněž přístup k varhanám. Bohatá původní kamenická výzdoba exteriéru je doplněna plastikami stoupenců krále Matyáše Korvína v nárožních výklencích, které pocházejí ze začátku 20. století od budapešťského sochaře Františka Mikula. Jsou jimi Štěpán Zápolský, Sebastian Rozgoni a Jan Vitéz ze Sredny.

### Sluneční hodiny
na vnější straně jižní fasády chrámu nad největším oknem Kaple Mettercie se nacházejí svislé sluneční hodiny půlorlojového typu z roku 1477. Mají goticko-arabské číslice a ukazují čas od šesté hodiny ráno do šesté hodiny večerní. Jsou částečně poškozené, rekonstruovány byly naposledy v roce 1886.

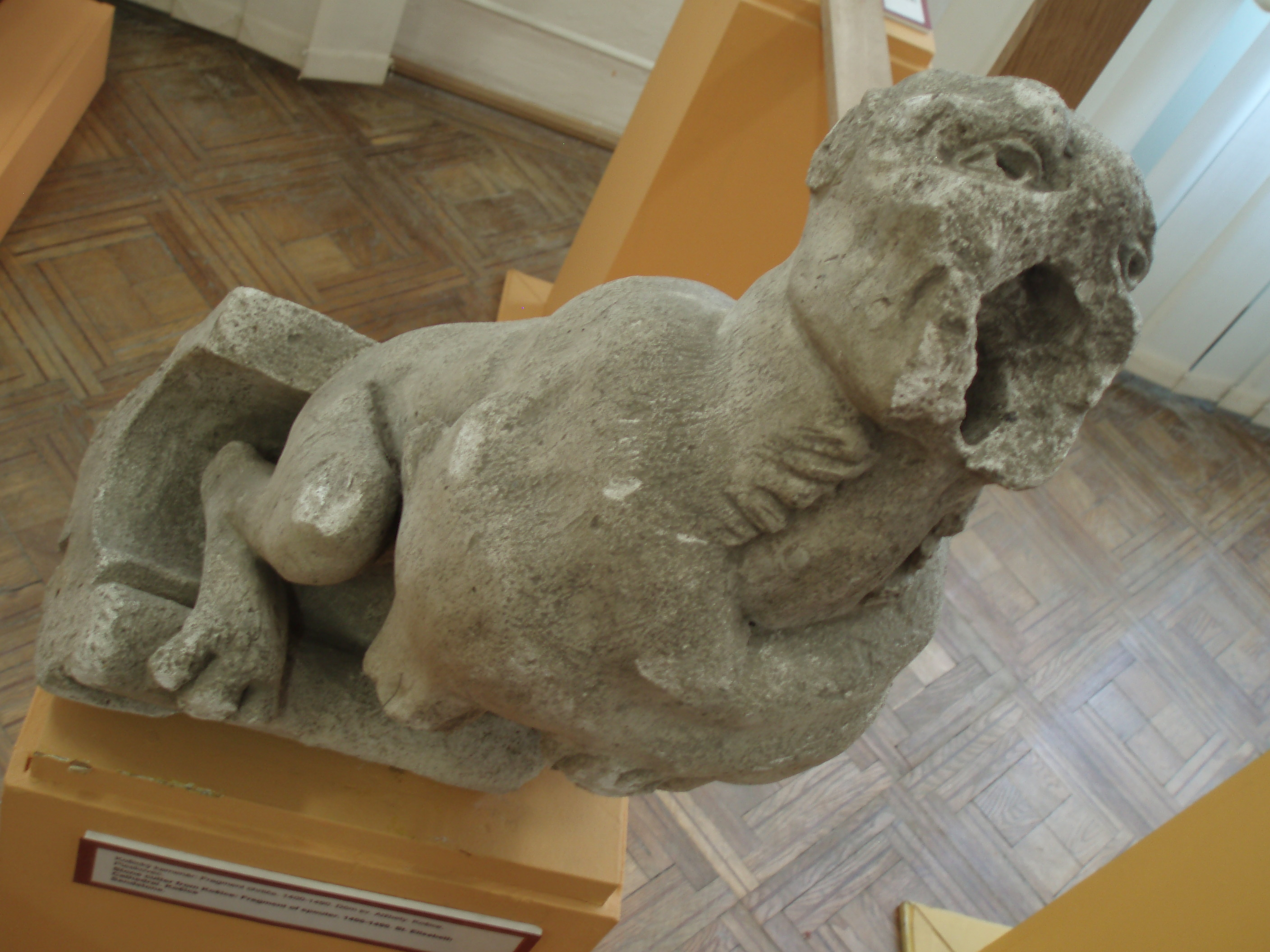
Původní chrámový chrlič ve sbírkách Východoslovenského muzea v Košicích

### Chrliče
Mohutná korunní římsa střešní úrovně lodí s kamennou balustrádou je odvodňována pomocí početných chrličů. Současné zoomorfní chrliče jsou výsledkem velké rekonstrukce chrámu z konce 19. století, ale zachovalo se několik původních kusů ve sbírkách Východoslovenského muzea v Košicích, Zemplínského muzea v Michalovcích a na hradě Kreuzenstein v Rakousku. Dnešní chrliče vycházejí z originálních předloh a touto cestou bylo obnoveno i několik nejnovějších chrličů v letech 1985–1991 při renovaci pilířového systému svatyně chrámu. Krom odvodu dešťové vody měly chrliče rovněž odstrašující funkci. Kromě zvířecích motivů (nohy lva, hlava krkavce) se vyskytují i motivy příšer (draci, vlkodlaci). Výjimku tvoří jeden chrlič na západní fasádě Matyášovy věže, kde je spodobněna opilá žena s pohárem v ruce a schovávající láhev v ruce druhé. K tomuto chrliči se váže legenda, že takto nechal zvěčnit a potrestat svou manželku mistr Štěpán za její opilství.

### Sanktusník
Věžička na křížení hlavní a příčné lodě je výsledkem neogotického zkrášlování v době velké rekonstrukce chrámu na konci 19. století. Tvoří ji dřevěná konstrukce, která je oplechována mědí.

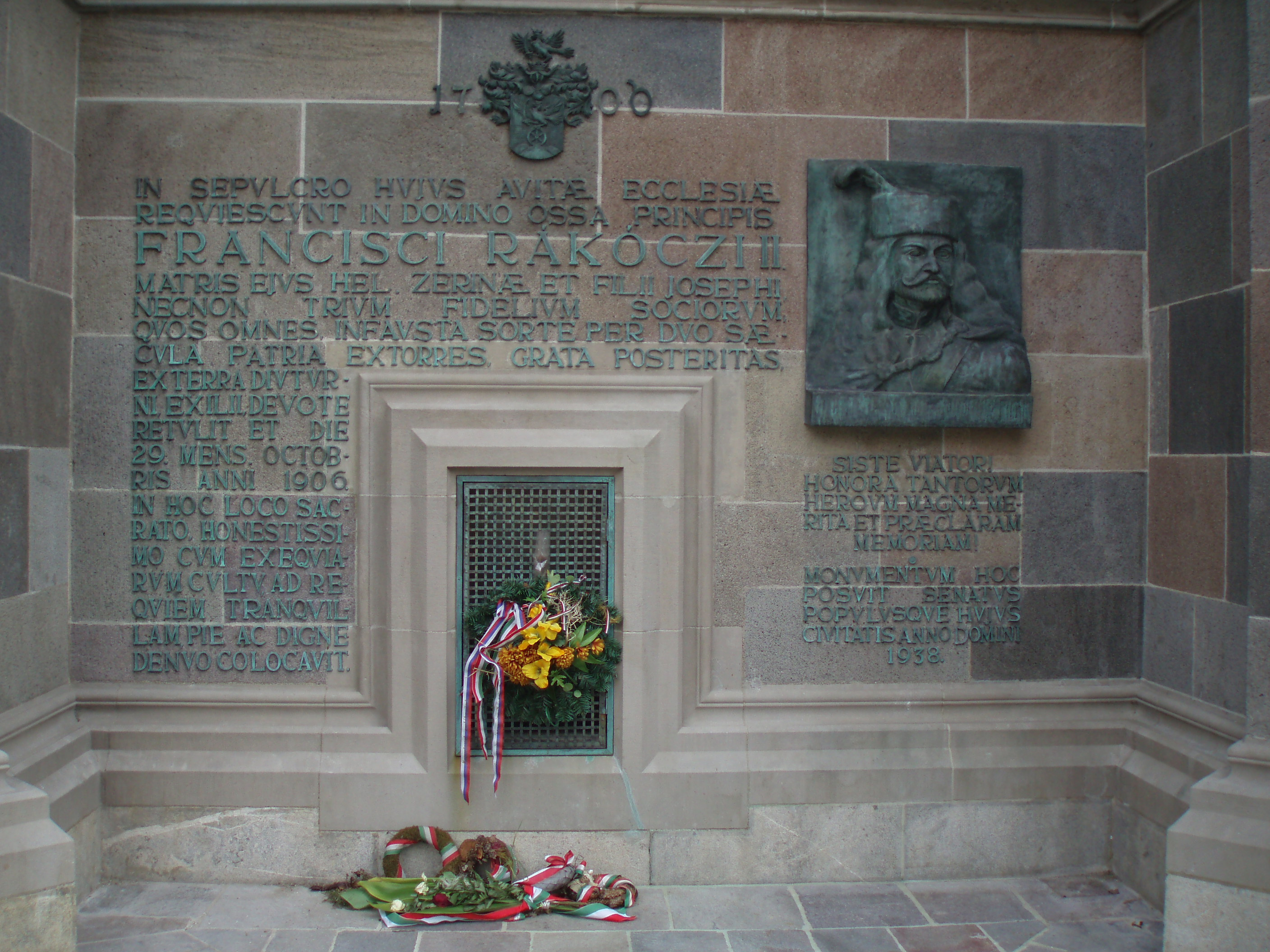
Památník Františka II. Rákócziho nad katedrální kryptou

### Památník Františka II. Rákócziho
V roce 1906 byly ostatky Františka II. Rákócziho a jeho druhů přeneseny z Turecka do Košic a uloženy v katedrální kryptě. 24. července 1938 krátce před první vídeňskou arbitráží a připojením Košic k horthyovskému Maďarsku byl odhalen památník vůdci kuruckého povstání, který navrhl Sipos a Vojtěch Löffler. Z bronzu ho odlil Vojtěch Buchner. Na památníku je umístěn nápis psaný neutrálním latinským písmem. V lednu 1945 byl poškozen, následně deponován v muzeu a obnoven v roce 1967. Jeho překlad zní následovně:
V kryptě této starobylé katedrály odpočívají v Pánu kosti knížete Františka Rákócziho II., jeho matky Heleny Zrinské, jeho syna Josefa a třech věrných společníků, které vděčné potomstvo po dvousetletém vyhnanství uvaleném na ně nepříznivým osudem pietně přineslo ze země dlouhodobého exilu a 29. října 1906 s pohřebními obřady zbožně a důstojně uložilo na tomto posvátném místě na pokojný odpočinek. Postůjte, poutníci, sláva těchto hrdinů je velká a jejich památka skvělá. Tento památník dal zřídit senát a lid tohoto města léta Páně 1938.

## Význam katedrály

### Panovnické donace
Chrám svaté Alžběty, budovaný od konce 14. století, je hlavní dominantou města Košic. S rozlohou 1 200 m² je největším kostelem na Slovensku. V období středověku a novověku byl zároveň největším chrámem v Uhersku. Jeho stavba se stala prestižní záležitostí košických měšťanů, bohatých kupců a řemeslníků, symbolem jejich prosperity. Potřeba reprezentativního chrámu v největším městě hospodářsky mimořádně rozvinutých Horních Uher byla podporována uherskými králi. Král Zikmund Lucemburský, za jehož vlády se začal kostel stavět, věnoval na jeho stavbu polovinu výnosů z košické kontribuce. Zároveň obdařil Košice mnohými privilegii, které nepřímo napomáhaly financování stavby z městské pokladnice.
V tomto období působila v Košicích první stavební huť, jejíž mistři byli pozváni na stavbu Zikmundovy rezidence na Vyšehradě. Král Matyáš Korvín v roce 1468 věnoval pravidelné novoroční dary od města na stavbu chrámu, a to po dobu pěti let. Po uplynutí této lhůty v roce 1472 bylo nařízeno prodloužení na dalších 10 let. Krom toho věnoval na kostel v roce 1476 celý výnos ze soli. Panovníkům záleželo na dobrém udržování stavby i v následujících staletích. Po velkém požáru města v roce 1556, kdy byl značně poškozen i chrám s věží, osvobodil Ferdinand I. Košice od placení Daní na osm let. Výnos z košické kontribuce určil na obnovu Košic „v předešlé nádheře“.
Leopold I. v roce 1675 osobně intervenoval u městské rady, aby chrám opravila. Tehdy se o něm vyjádřil, že v Uhrách nemá dvojníka.“
V 19. století, v době Fábryho rekonstrukce katedrály přispěl na její opravu císařský manželský pár František Josef I. a Alžběta Bavorská při své návštěvě Košic v roce 1857. Císař věnoval 5 000 a císařovna 600 forintů. Při této příležitosti nechala městská rada zhotovit památní tabuli, která je dnes opřena o severní stěnu chrámu. Překlad jejího latinského textu zní: "Jeho Veličenstvo František Josef, císař a apoštolský král, když v blaho svých národů navštívil své země, v letech 1852 a 1857 přišel s Boží pomocí i do tohoto kostela a na jeho opravu společně s Jejím veličenstvem císařovnou Alžbětou zbožně, milostivě a velkodušně přispěl."

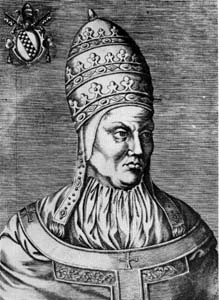
Papež Bonifác IX. ustanovil Košice poutním místem

### Košice poutním místem
Ačkoliv chrám nebyl původně budován jako katedrála, svou velkolepou koncepcí předčil svatostánky biskupských sídel. Urychlení jeho výstavby aktivně podporovala i papežská kurie. Římský papež Bonifác IX. Vydal v roce 1402 odpustkovou bulu, která je zároveň nejstarším dochovaným písemným pramenem o chrámu svaté Alžběty. Bula vzpomíná Košice a jejich kostel jako poutní místo, ve kterém je slavná krev našeho Pána Ježíše Krista odpradávna přítomná zázračným způsobem, a ve kterém se shromažďuje veliké množství nevěřících sousedních Valachů a Rusínů pro často se tam vyskytující zázraky a mnozí z nevěřících z Boží milosti přestoupili a každodenně přestupují na pravou víru
Účelem buly bylo udělení odpustků těm hříšníkům, kteří vykonali pouť do košického chrámu a přispěli na jeho dokončení. Poutníci měli dostat takové rozhřešení, jaké se dostalo těm při návštěvě Chrámu svatého Marka v Benátkách a nebo v Kapli Porcinkuly v Assisi. Košice a jejich kostel je tak možné přirovnat k jiným tehdejším poutním místům v Evropě: Řím, Cáchy, Kolín nad Rýnem, Mohuč, Santiago de Compostela, Darnov či Oradea. O relikviích Kristovy krve se nedochovaly téměř žádné prameny. Předpokládá se, že tradice poutě zanikla v období náboženských válek a reformace. Na farním úřadě se však zachoval barokní obraz z 18. století s modlitbou znázorňující vznik košických relikvií rozlitím konsekrovaného vína do tvaru Kristova těla.“

### Košická gotická dílna

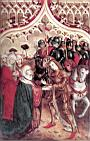
Scéna rozloučení svaté Alžběty s manželem z alžbětinského cyklu hlavního oltáře

Chrám svaté Alžběty je dílo nadregionálního charakteru, které svými uměleckými hodnotami zaujalo prvořadé místo ve slovenském středověké umění. Stavba chrámu vyžadovala koncentraci organizované pracovní činnosti stavitelů, kameníků, malířů a uměleckých řemeslníků. V košických stavebních hutích se soustřeďovali mistři s linkami z vícero měst Evropy. Druhá stavební huť s vazbami na slezskou Vratislav, českou Prahu a malopolský Krakov obohatila stavbu o nejvzácnější architektonické detaily, ze kterých lze vyzdvihnout tradici portálových štítů s bohatou kamenickou výzdobou, představující výtvarně nejhodnotnější přínos chrámu pro slovenské umění poloviny 15. století. U košického chrámu se tak v období pozdní gotiky vytvořil široký umělecký okruh, jehož specifikum bylo prolínání vlivů severoevropských ohnisek doznívajícího gotického stylu s podnětnými poznatky nastupující renesance, přicházející ze dvora hlavního města Budína.
Samotná stavba chrámu podnítila i výstavbu přilehlých doplňujících stavebních objektů, bez kterých by nebylo místo s nedokončeným kostelem funkční. Kaple svatého Michala a Urbanova věž jsou samostatně stojící součásti komplexu chrámu s velkou uměleckou hodnotou.
Mistři košického uměleckého okruhu odcházeli pracovat do jiných uherských měst (Budín, Diósgyör, Bardejov), kde získávali zakázky na stavbu místních církevních i světských staveb. To svědčí o značné popularitě košické dílny. Podle košického vzoru se budovaly kostely v Prešově, Sabinově, Rožňavě a Moldavě. Královská empora košického chrámu se stala předlohou pro podobné projekty v kostele sv. Jakuba v Levoči a baziliky sv. Jiljí v Bardejově. Dosah košické dílny sahal na další chrámy v Polsku, Maďarsku a v Rumunsku (sedmihradská oblast, města Brašov, Kluž, Sibiu)
Stejně pompézně jako při stavbě chrámu postupovala košická městská rada i při zabezpečování hlavního oltáře. Hlavní oltář chrámu svaté Alžběty má nejrozsáhlejší malířskou výzdobu v celé Evropě (48 maleb na jednom oltáři). Byl vzorem pro tvorbu dalších oltářů v regionu, např. oltáře svaté Alžběty v Bardejově. Sochy košického hlavního oltáře, nejcennější památka slovenského pozdněgotického sochařství, vykazují mnohé podobnosti s dílem Nicolause Gerhaerta v Kostnici a se švábským uměleckým okruhem. Sloh oltáře převzal mistr Jan Weiss při zhotovování hlavního oltáře Chrámu svatého Mikuláše v Prešově. Zvláštní zmínku zasluhují plastiky sousoší košické Kalvárie. Svojí dramatickou expresívností přesahují rámec krásného slohu a přinášejí záblesky nové orientace evropského umění.

### Romantický mýtus gotického chrámu

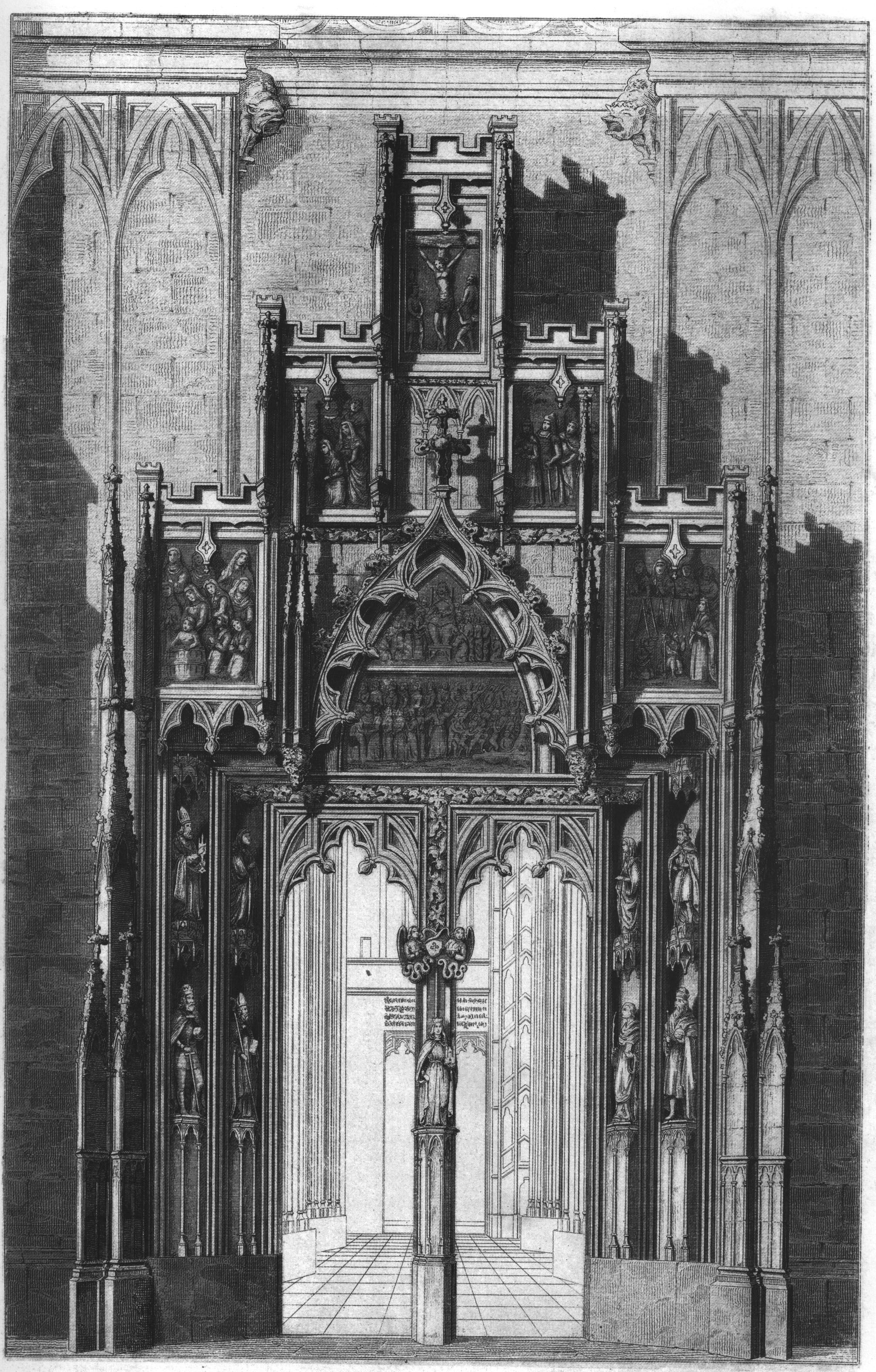
Henszlmannova romantická skica severního portálu

Chrám svaté Alžběty, nejvýznamnější stavba uherské vrcholné a pozdní gotiky, se stal v 19. století předmětem zájmu romantických vzdělanců. Obdiv a studium chrámu odstartoval košický rodák Imrich Henszlmann v roce 1846 publikováním monografie o místních středověkých kostelích. Dílo Kassa városának ö-német stylü templomairól (Košické kostely staroněmeckého stylu)
vyneslo Henszlmannovi titul zakladatele uměnovědy a památkové obnovy v Uhersku. Od roku 1872 zastával funkci tajemníka Uherské dočasné památkové komise, jejíž jednou z nejvýznamnějších restaurátorských akcí byla velká rekonstrukce chrámu v letech 1877–1896. Dozor nad památkovou obnovou košické katedrály byl svěřen rakouskému architektovi Friedrichu von Schmidtovi, který 15 let působil na dostavbě chrámu v Kolíně nad Rýnem a v době restaurace chrámu vedl restaurační práce na Chrámu svatého Štěpána ve Vídni a na hradě Karlštejn v Čechách. Jeho žák Imrich Steindl byl autorem nové přestavby chrámu v duchu purismu. Předtím než se věnoval košickému chrámu, restauroval hrad Vajdahunyad v Sedmihradsku a byl autorem nových neorenesančních budov v Budapešti (Nová radnice, Palác Obchodní a průmyslové komory). Na Slovensku byly pod jeho taktovkou neogoticky upraveny chrámy v Bardejově a Spišské Nové Vsi. Jeho nejslavnějším dílem však zůstává budapešťský Parlament.
V letech 1880–1896 byl hlavním stavbyvedoucím restaurace vídeňský stavitel Friedrich Wilhelm Fröde. V mnohých článcích v denním tisku i odborných publikacích podal svědectví o probíhajících pracích. Po dokončení velké rekonstrukce v roce 1896 se chrám svaté Alžběty stal učebnicovým příkladem památkové obnovy v Uhrách. Gotická architektura košické katedrály byla studována jako norma uherského středověkého slohu – národně orientovaného romantismu. Přispěly k tomu mnohé teoretické práce od autorů Sándora Nyáriho, Kornela Divalda, Otta Sztehlóa a nebo Ernó Marosiho.
Velká pozornost byla v roce 1906 věnována výstavbě nové krypty pro uložení ostatků uherského vůdce a knížete Františka II: Rákócziho. Úloha byla svěřena budapešťskému architektu Frigyesu Schulekovi, která se proslavil neogotickou přestavbou Matyášova chrámu a Rybářskou baštou na budínském hradním kopci. Na Slovensku realizoval i dotvoření radnice v Levoči, rekonstrukci františkánského kostela v Bratislavě a regotizaci věže hlavního chrámu v Prešově.
Rozměrná hmota katedrály a její výjimečnost v rámci jiných městských staveb se odrazily na vývoji místního historizujícího stylu v architektuře košických novogotických budov. Studium architektury chrámu vedlo domácí architekty k uplatnění získaných poznatků v jejich další tvorbě. Vítézův dům na Hlavní ulici z roku 1849 byl prvním palácovým domem v Uhrách s neogotickou fasádou. V roce 1860 ho následoval Makranského nájemný dům na Roosweltově ulici. Při stavbě Jakabova paláce byly dokonce použity některé vyřazené chrliče z chrámu a zakomponovaly se do fasády této romanticko-eklektické stavby. Jiné architektonické části skončily jako náhrobky a ozdoby na hřbitovech, případně jako dekorace v zahradých.

### Legendy spojené s chrámem svaté Alžběty
V průběhu staletí se okolo chrámu svaté Alžběty v Košicích vytvořilo několik legend. Většina z nich má své kořeny ve středověkých časech z období výstavby chrámu konstrukce takovéto náročné stavby, trvající více než jedno století, dala podnět ke vzniku legendy o dutém kameni, který stavitelé umístili na neznámé místo. Kdyby byl vytáhnutý, způsobil by zřícení celého kostela. Legendami je také opředen jeden z chrličů Matyášovy věže. Je zajímavý tím, že na rozdíl od ostatních nezpodobňuje zoomorfní bytosti, ale ženu s vypoulenýma očima držící v jedné ruce pohár a ve druhé ukrývající láhev. Říká se, že takto spodobnil mistr Matyášovy věže svou ženu – alkoholičku. Když mu dělala ve městě hanbu, nechal ji navěky chrlit dešťovou vodu z věže. Legenda se váže i k lampě krále Matyáše. Lampa prý má takovou zázračnou moc, že když se každý, kdo byl obviněn ze zločinu, nacpal do lampy, měl být osvobozen. Matyášovu věž zase prý nedostavěli kvůli pádu jednoho stavitele, což se považovalo za zlé znamení. Do oblasti legend se posouvá i tradice slavení Kristovy krve v Košicích. Ta vznikla v době jedné nedělní mše, když nepozorný kněz při zakopnutí rozlil konsekrovanou číši s vínem na dlažbu, kde se vytvořil obraz trpícího Krista. Někteří věřící při tom slyšeli Ježíšovo sténání.

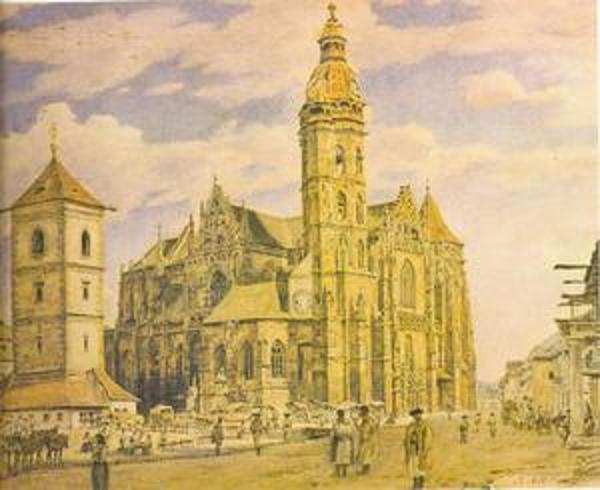
Jakub Alt, Náměstí před košickým chrámem, 1839

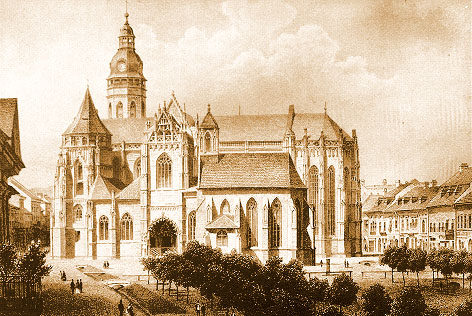
Chrám od Ludwiga Rohbocka, 1857

### Chrám v umění
Už nejstarší veduty hlavního města Horních Uher Košic z přelomu 16. a 17. století zobrazují Chrám svaté Alžběty jako nejvýraznější městský objekt. Výtvarné umělecké ztvárnění chrámu přinesl v období rozvíjejícího se romantismu a historismu vídeňský malíř Jakub Alt. Na dvou akvarelových malbách Košický dóm a Náměstí před košickým dómem z roku 1839 zachytil zákoutí okolo chrámu s detailním zobrazením architektury katedrály a okolního městského života. Věrným spodobněním chrámu ve stavu před velkou rekonstrukcí je ocelorytina norimberského ilustrátora Ludwiga Rohbocka publikovaná v díle Ungarn und Siebenburgen in Malerische Original-Ansichten (Darmstadt 1856–1863). Domácí představitel romantismu František Klimkovič je autorem akvarelu Hlavní ulice v Košicích (1886) s pohledem na chrám od jihu. Ani představitelé východoslovenské meziválečné avantgardy se nevyhnuli motivu košické perly gotické architektury (Eugen Krón Dvůr domu č. 7 na Orlí ulici – 1942, Elemír Halász-Hradil Večer před košickým dómem – 1943, Janko Alexy Dóm v Košicích – 1942). Ke klasice uměleckého ztvárnění košického chrámu patří dílo Ľudovíta Felda Pohled na košický dóm od jihu z roku 1970.
Katedrálu svaté Alžběty nevynechal při návštěvě Košic žádný cestovatel. Chrám beletristicky popsal ve svém cestopisném románu bubeník a dobrodruh Daniel Speer alis Uherský Simplicissimus na počátku 2. poloviny 17. století: „Farní kostel je vskutku obdivuhodnou stavbou, také bez střechy, na způsob atiky, složený čistě ze čtverhranných kamenů, které drží pohromadě železné svorníky zesilněné olovem. Na nich je vidět s velkým uměleckým mistrovstvím vyhotovené sochy a podivné tváře, po kterých stéká dešťová voda. Dále jsou v něm mistrovské točité schodiště, i takové, na které když vstoupí dvě osoby stejnými dveřmi schody napravo a vlevo, jeden druhého nemůže spatřit, ačkoliv zvenku je vidí každý. Dalším točitým schodištěm je možno jít nahoru dokud nakonec místo dveří dojde člověk jen k nějaké soše, skrz kterou je možno dívat se jako nějakým oknem. Tak zabloudí na schodištích a chodbách, že celé hodiny z nich vyjít nemůže.“
Svou úctu ke katedrále vyjádřil i košický rodák a světoznámý spisovatel maďarské národnosti Sándor Márai. V životopisném románu vyjádřil nepoměr mezi výstavností chrámu a ostatní zástavbou města, jelikož ji chrám „trochu terorizuje“. „Tyto katedrály se budovaly s takovou vůlí a pokorou, která nechtěla svět ujařmit, ale vyjádřit, ne panovat, ale vést,“ vyznal se Márai v díle Košická pochůzka (1941).

### Chrám v životě města a arcidiecéze dnes
Po erigování košické diecéze v roce 1804 se chrám stal katedrálou a v roce 1995 se po vyhlášení východní provincie stal i metropolitním chrámem. Chrám svaté Alžběty je hlavním chrámem košické římskokatolické diecéze a farním kostelem farnosti svaté Alžběty v Košicích. Konají se zde tři celodiecézní slavnosti: Zelený čtvrtek, svátek svatého Ondřeje – patrona arcidiecéze a svátek Třech košických mučedníků, jejichž relikvie jsou uloženy v rovnoramenném oltáři chrámu. Speciálně se slaví relikvie svaté Alžběty, patronky katedrály, v den její smrti (17. listopadu). Ostatky patronky jsou uloženy v barokním relikviáři chrámového pokladu. V běžný den se v katedrále konají tři mše pouze ve slovenštině. V neděli je slouženo sedm mší, z toho jedna v latině a jedna v maďarštině. Liturgické slavnosti jsou provázeny Sborem svaté Cecílie, který u chrámu působí.
Státní veřejnoprávní televize pravidelně vysílá slavnostní vánoční mši z košické katedrály. Chrám je místem pořádání občasných koncertů Státní filharmonie Košice a v září na podzim Mezinárodního varhanního festivalu Ivana Sokola.

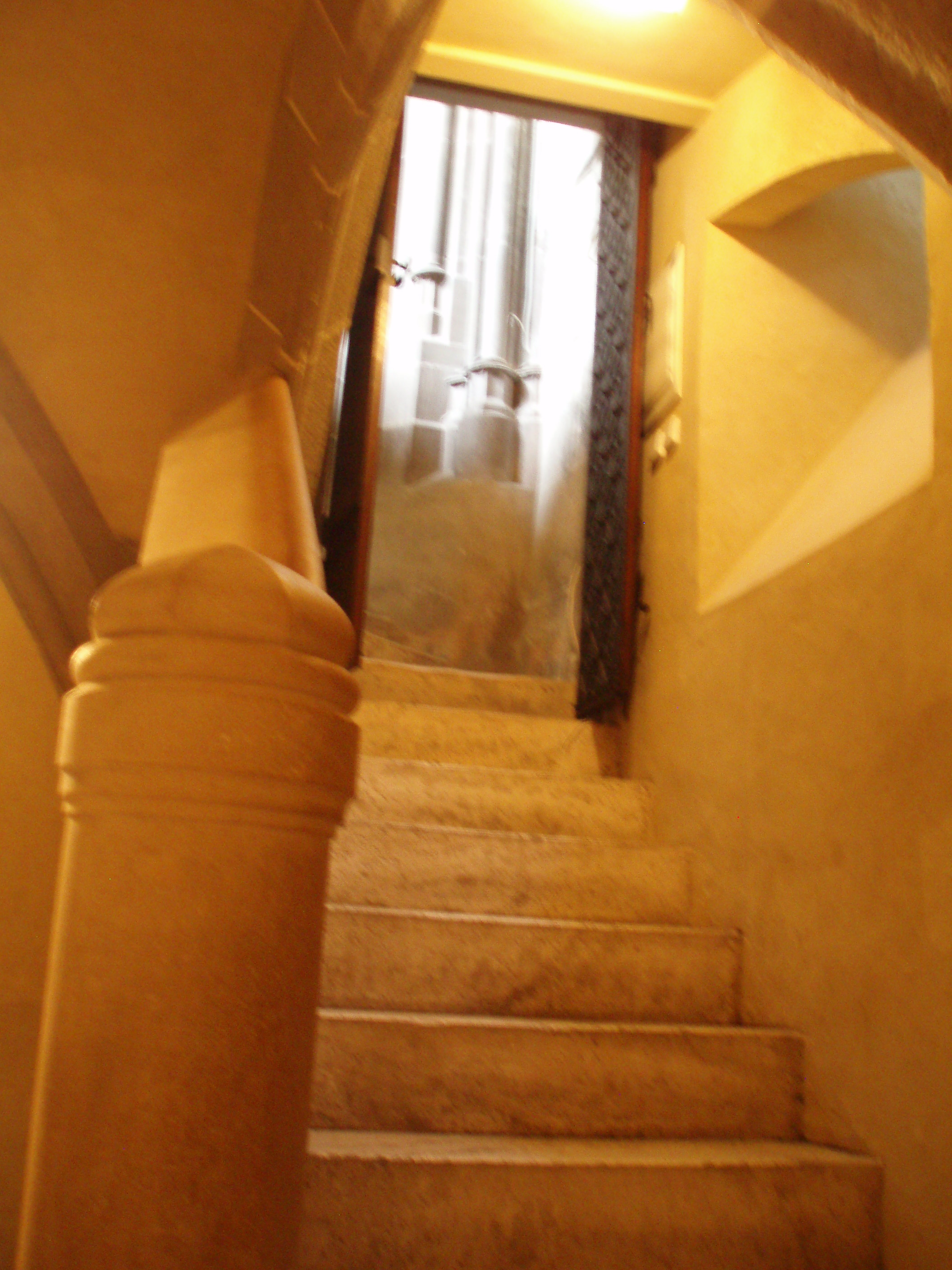
Vstup do Krypty

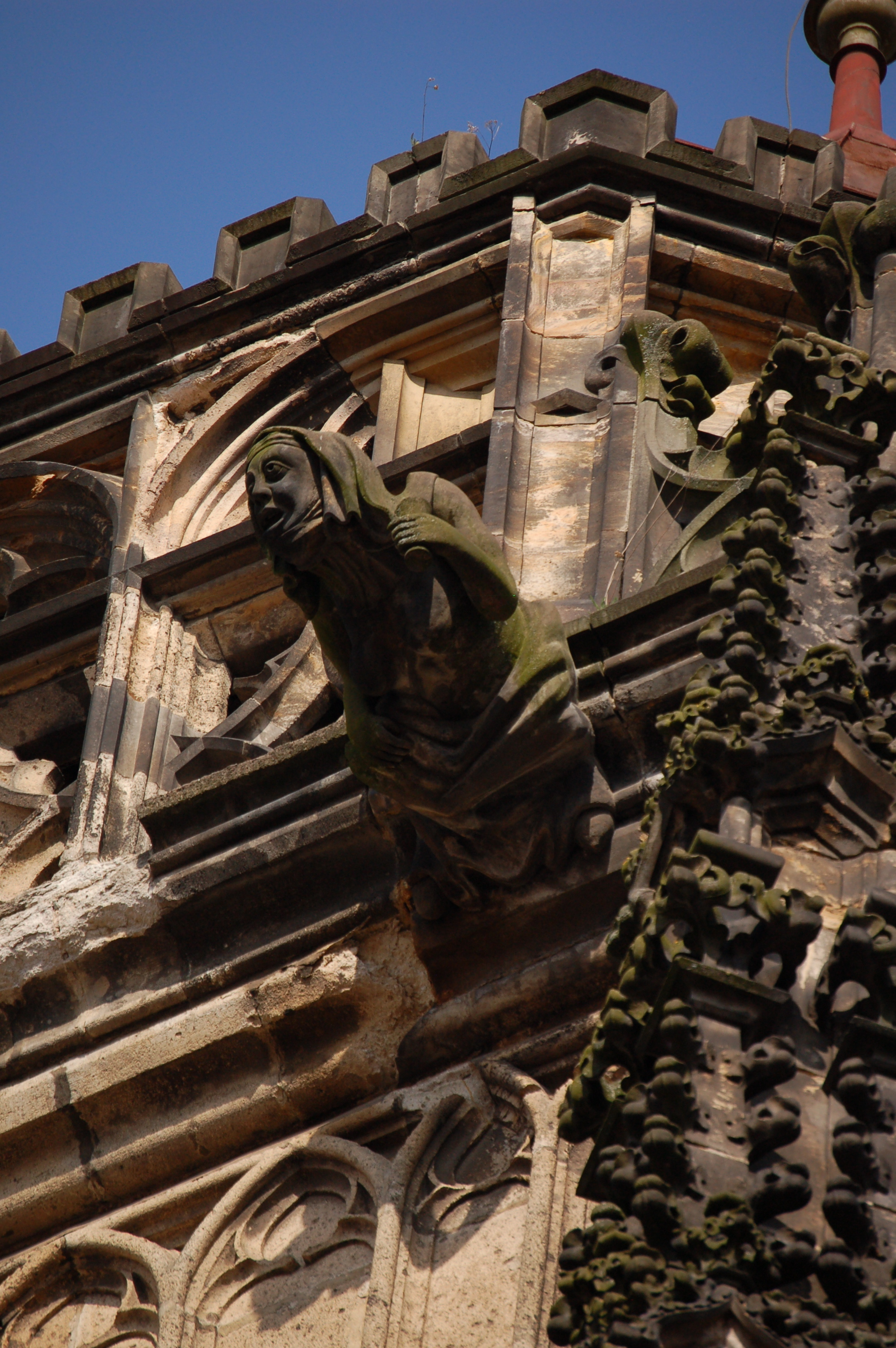
Chrlič – opilá žena

Chrám je volně přístupný veřejnosti. S postupující rekonstrukcí byly zpřístupněny turisticky velmi atraktivní prostory chrámu. Návštěvníci mohou za poplatek navštívit tyto objekty:
- Zikmundova věž s expozicí zvonového a hodinového zařízení a vyhlídkovým ochozem.
- Rákócziho krypta.
- Královské oratorium a sdružené točité schodiště.
- Kaple svatého Michala.

Katedrála svaté Alžběty je hlavní dominantou města. Obyvatelé svůj „kostel“, jak ho běžně nazývají, zvolili za největší div Košic. Jeho patronka, svatá Alžběta, zase získala prvenství v anketě Nej Košičan/ka.

## Galerie

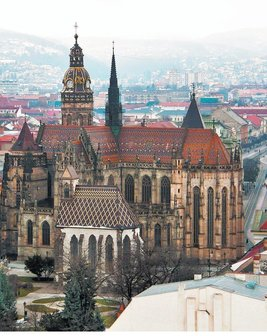
Pětilodní katedrála s příčnou lodí
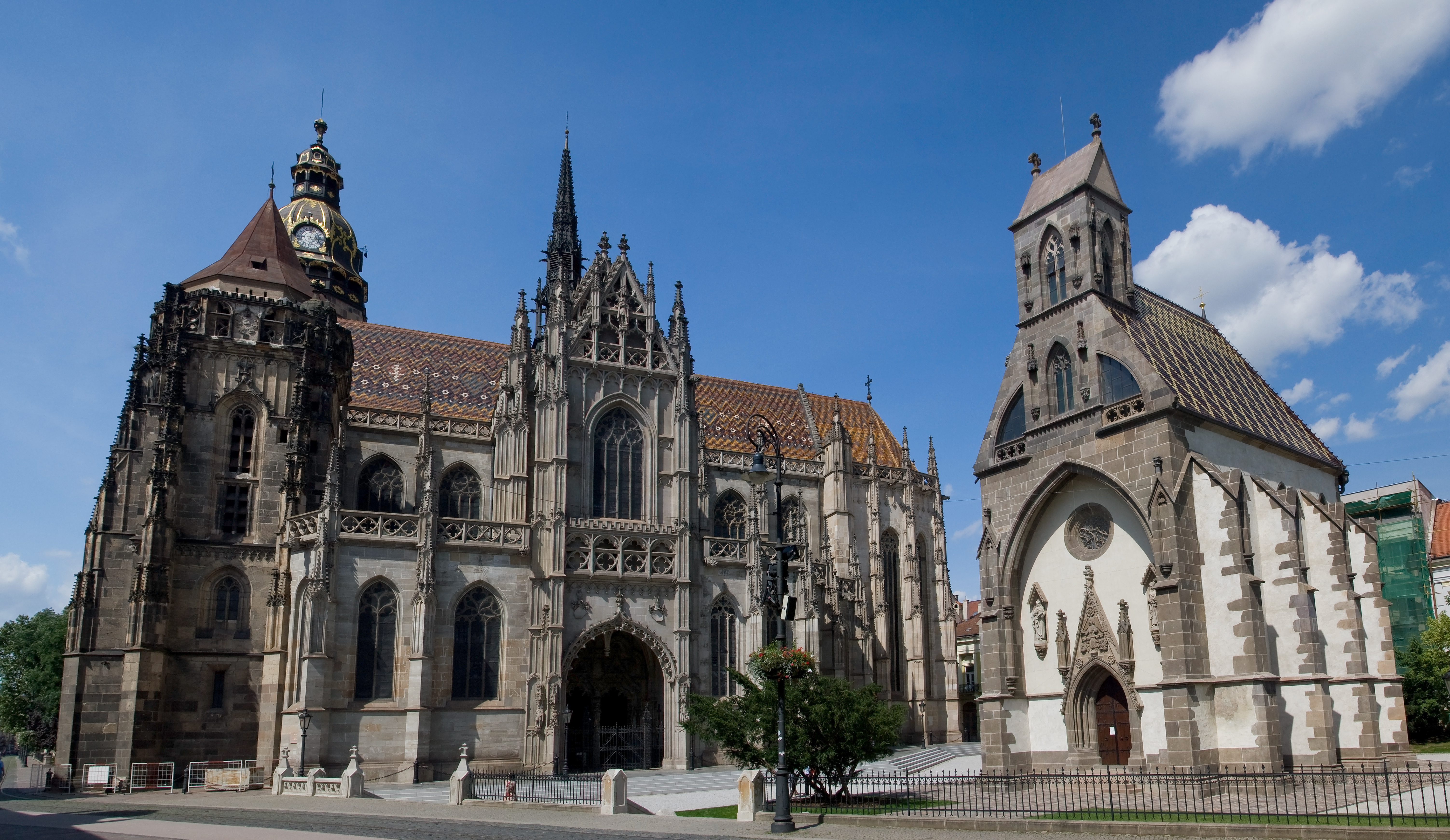
Jižní fasáda s kaplí svatého Michala
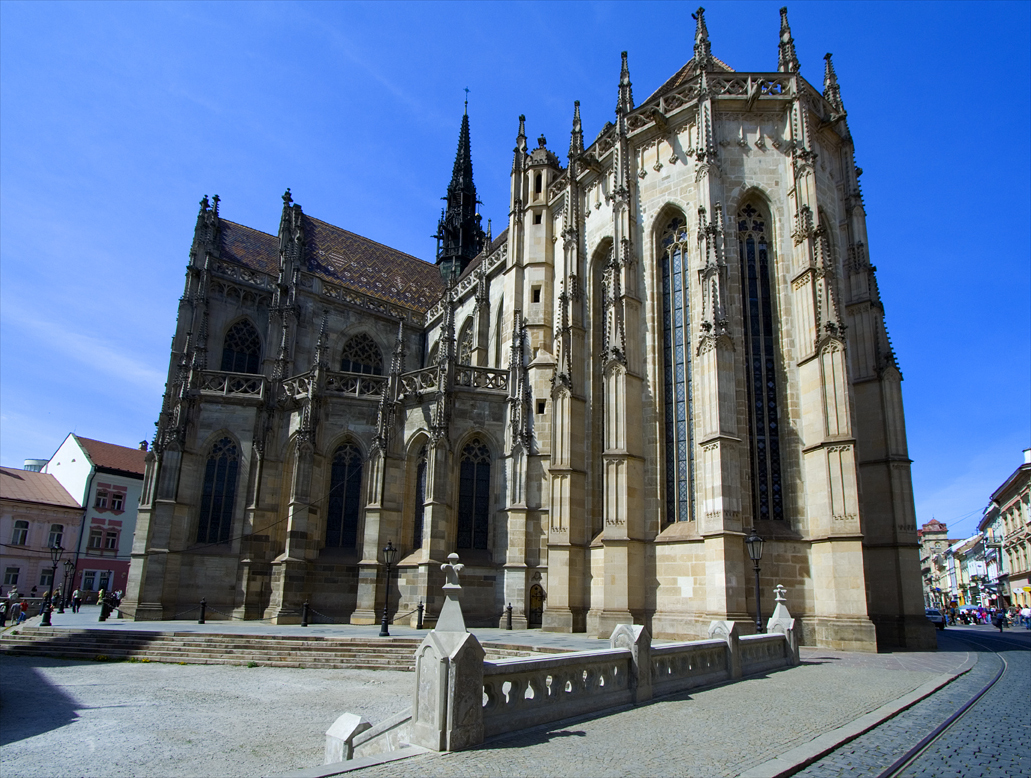
Pohled od jihovýchodu
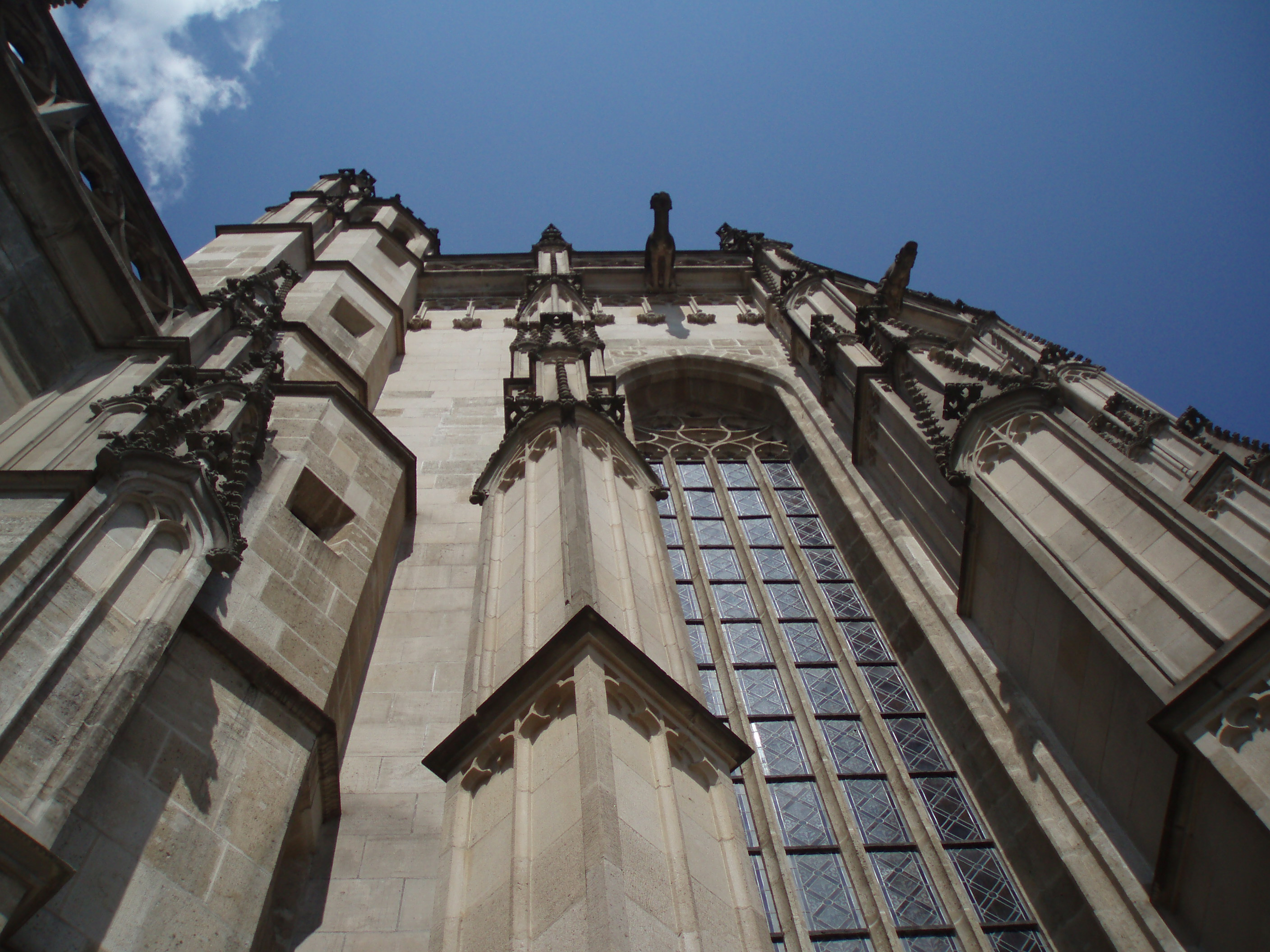
Detail svatyně
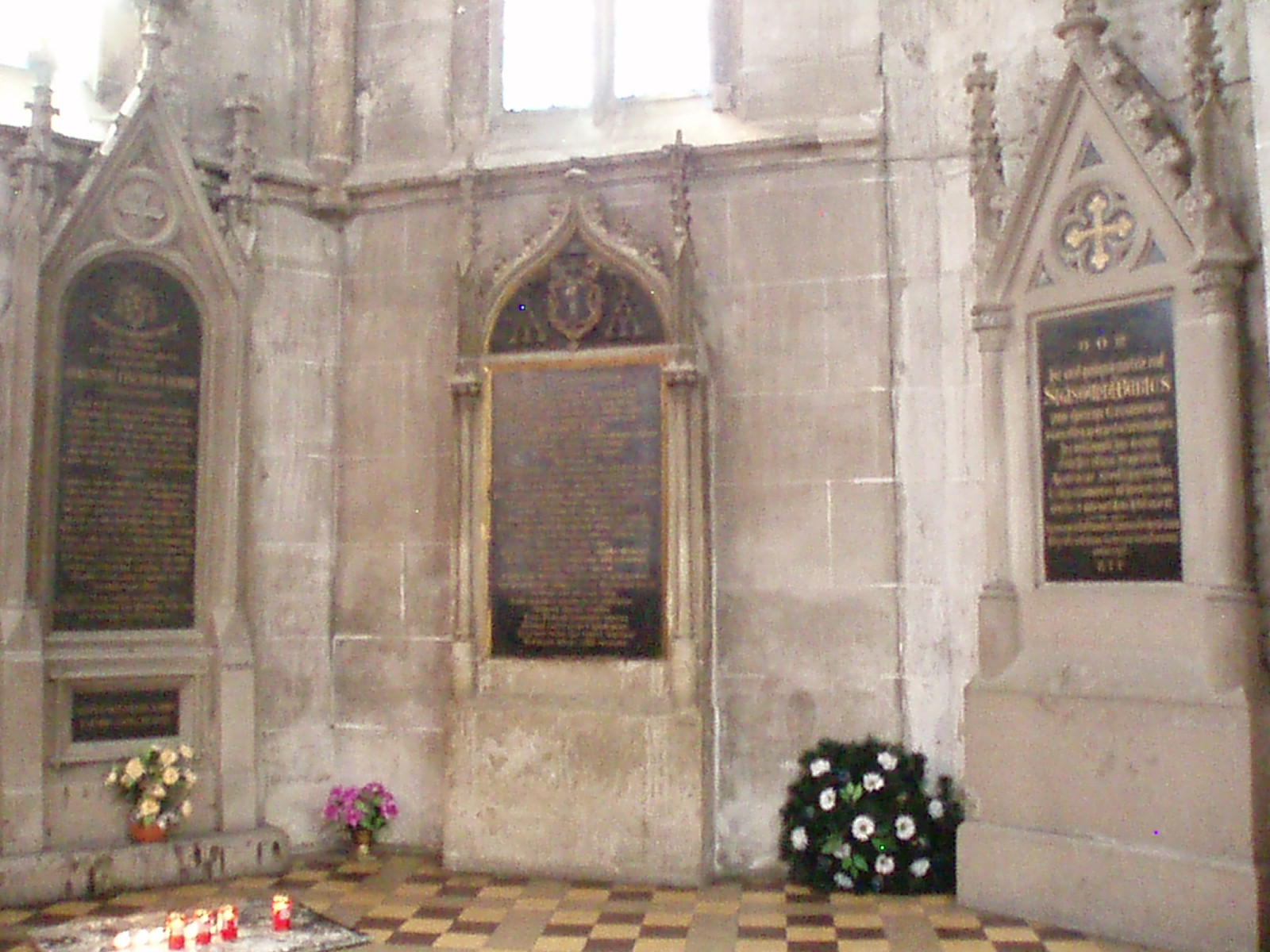
Biskupská krypta
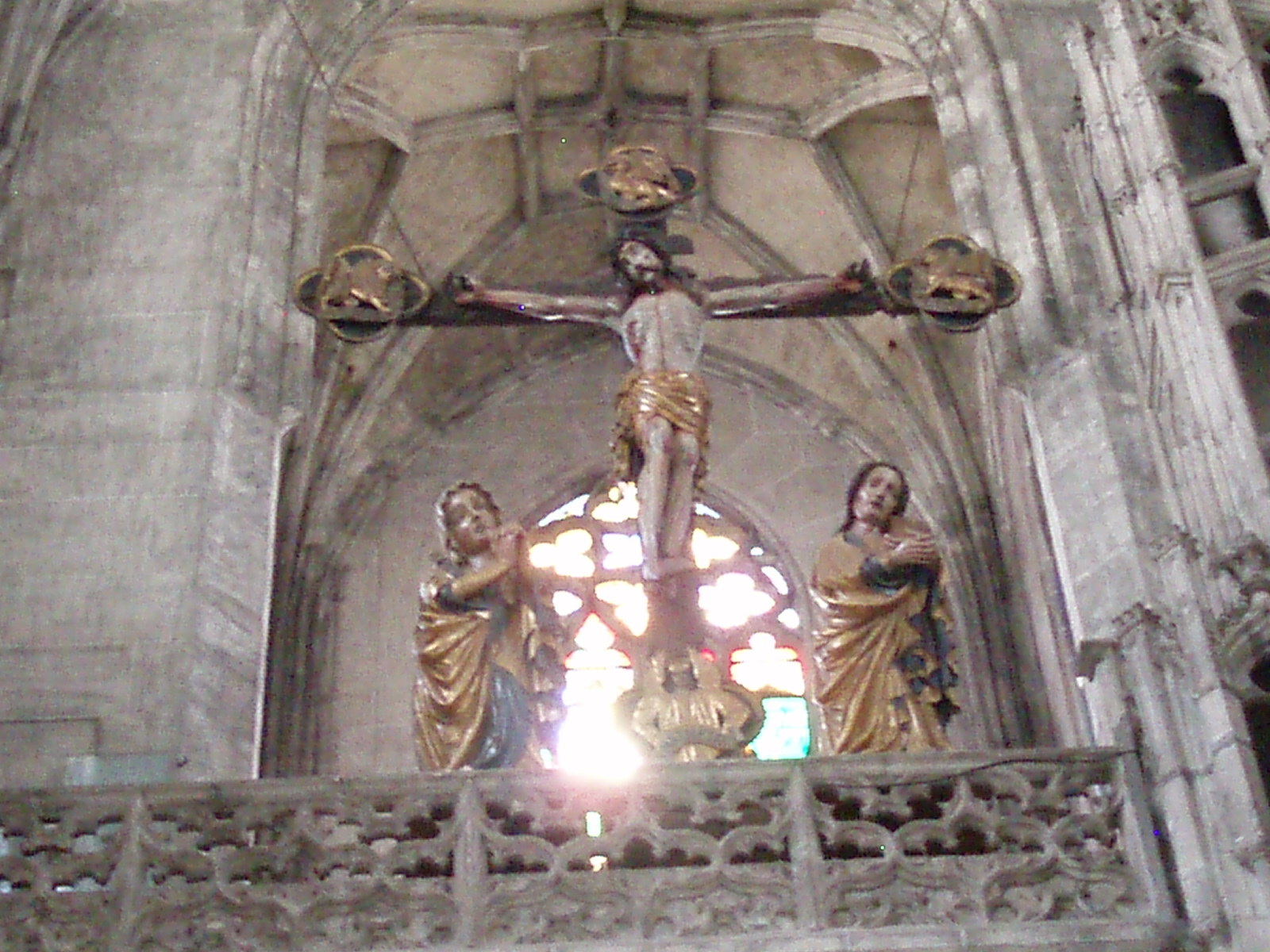
Kalvárie na královské empoře
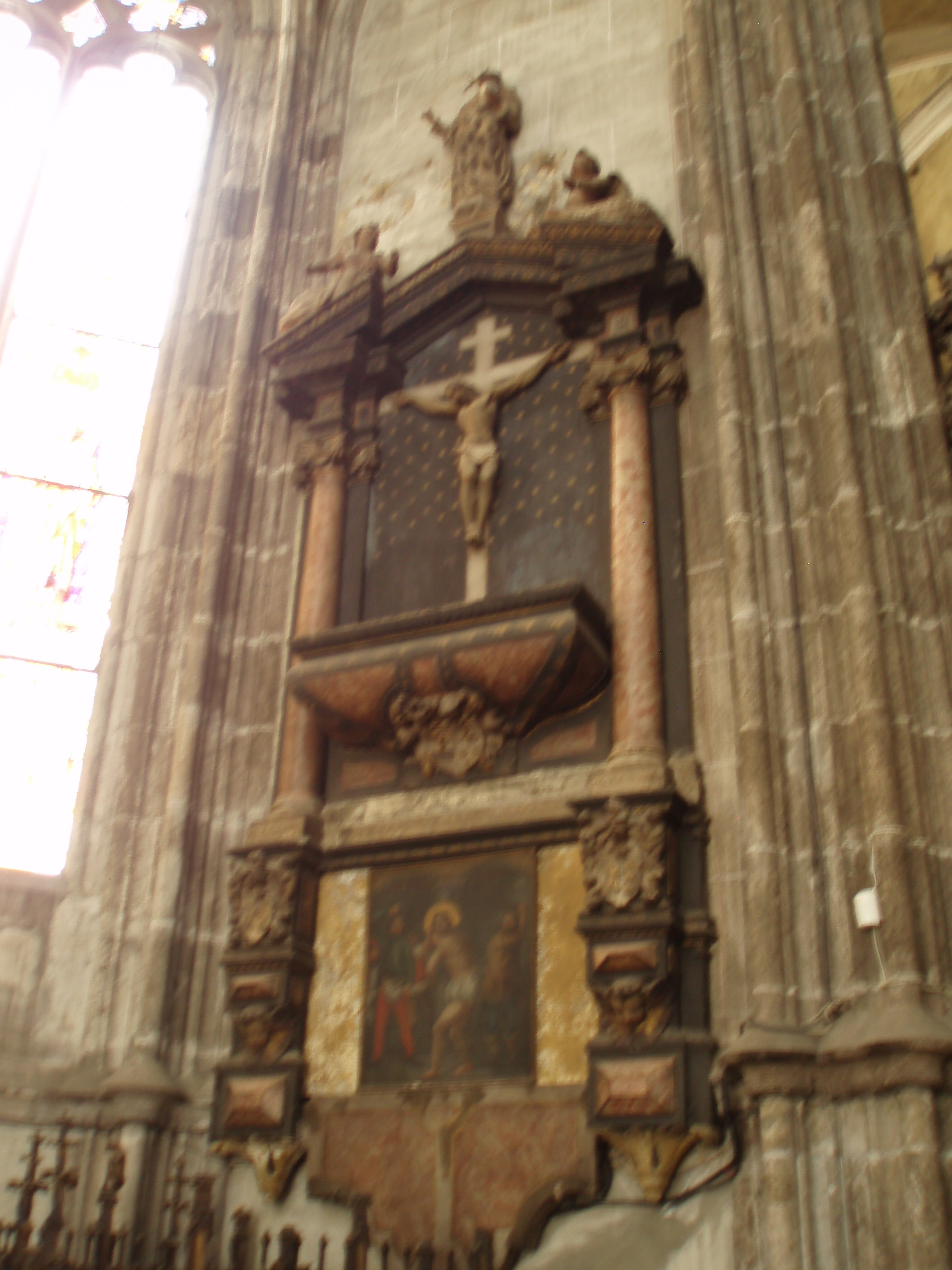
Epitaf Reinerů
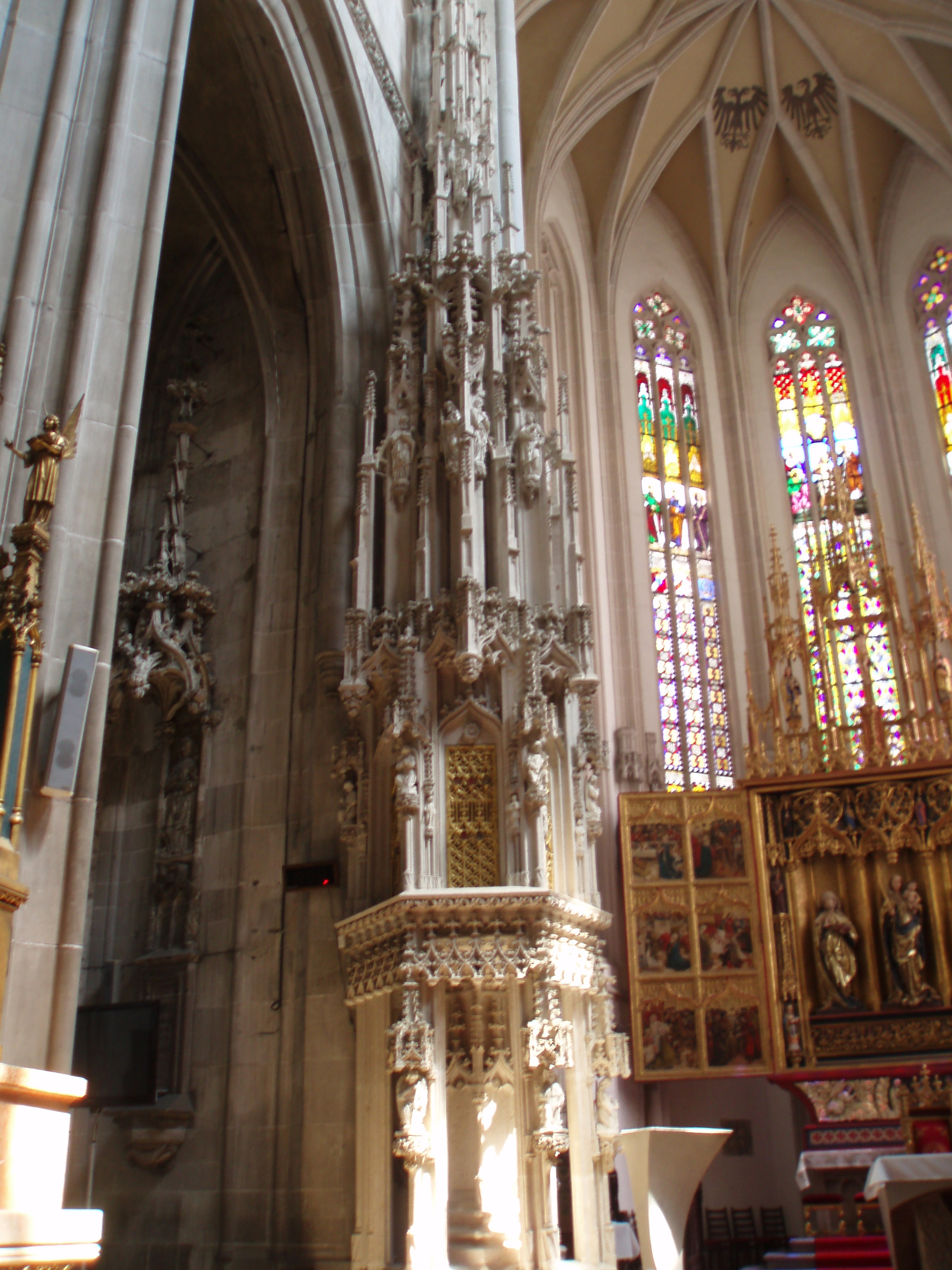
Pastoforium mistra Štěpána
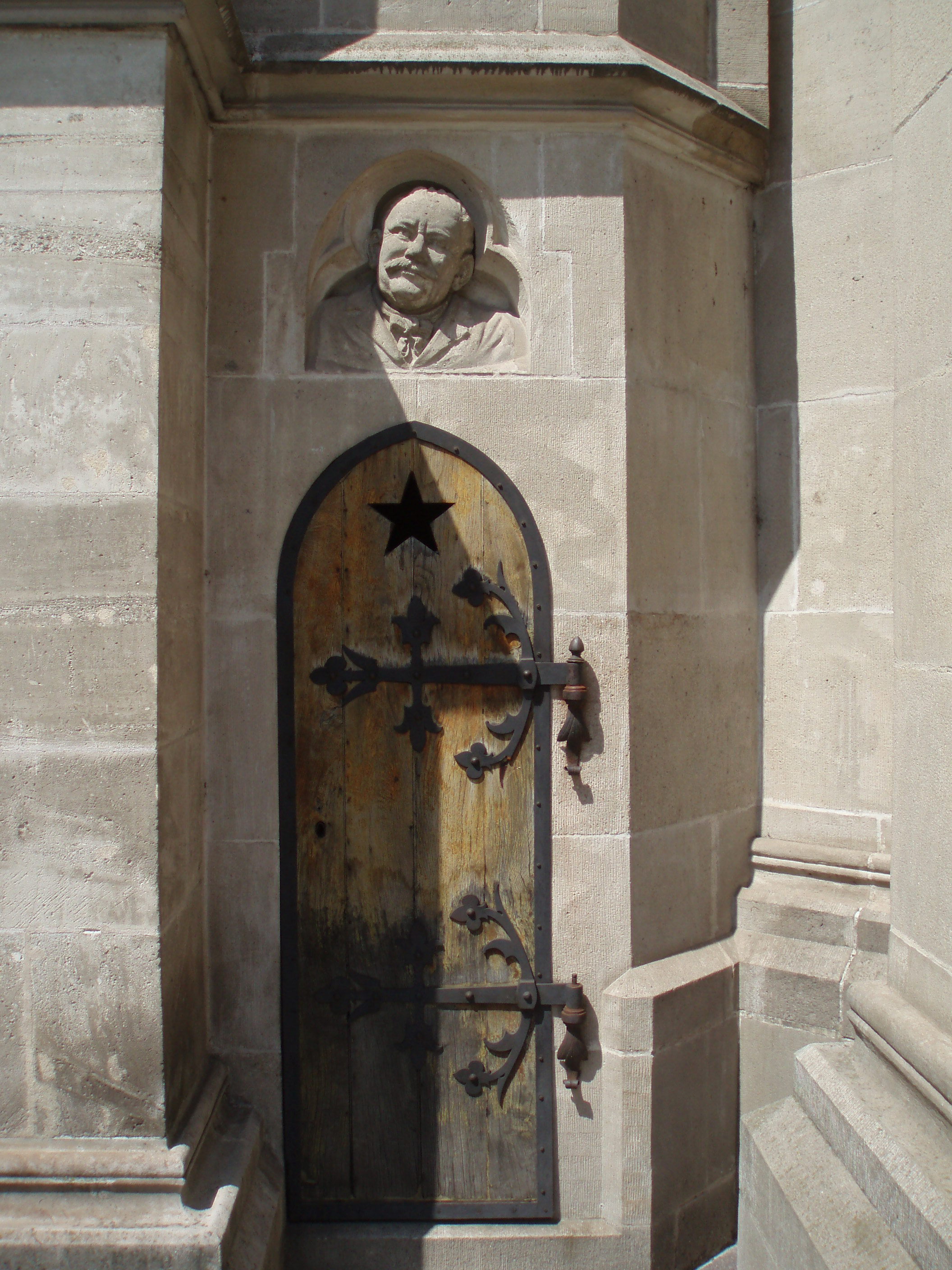
Portrét stavbyvedoucího Webera
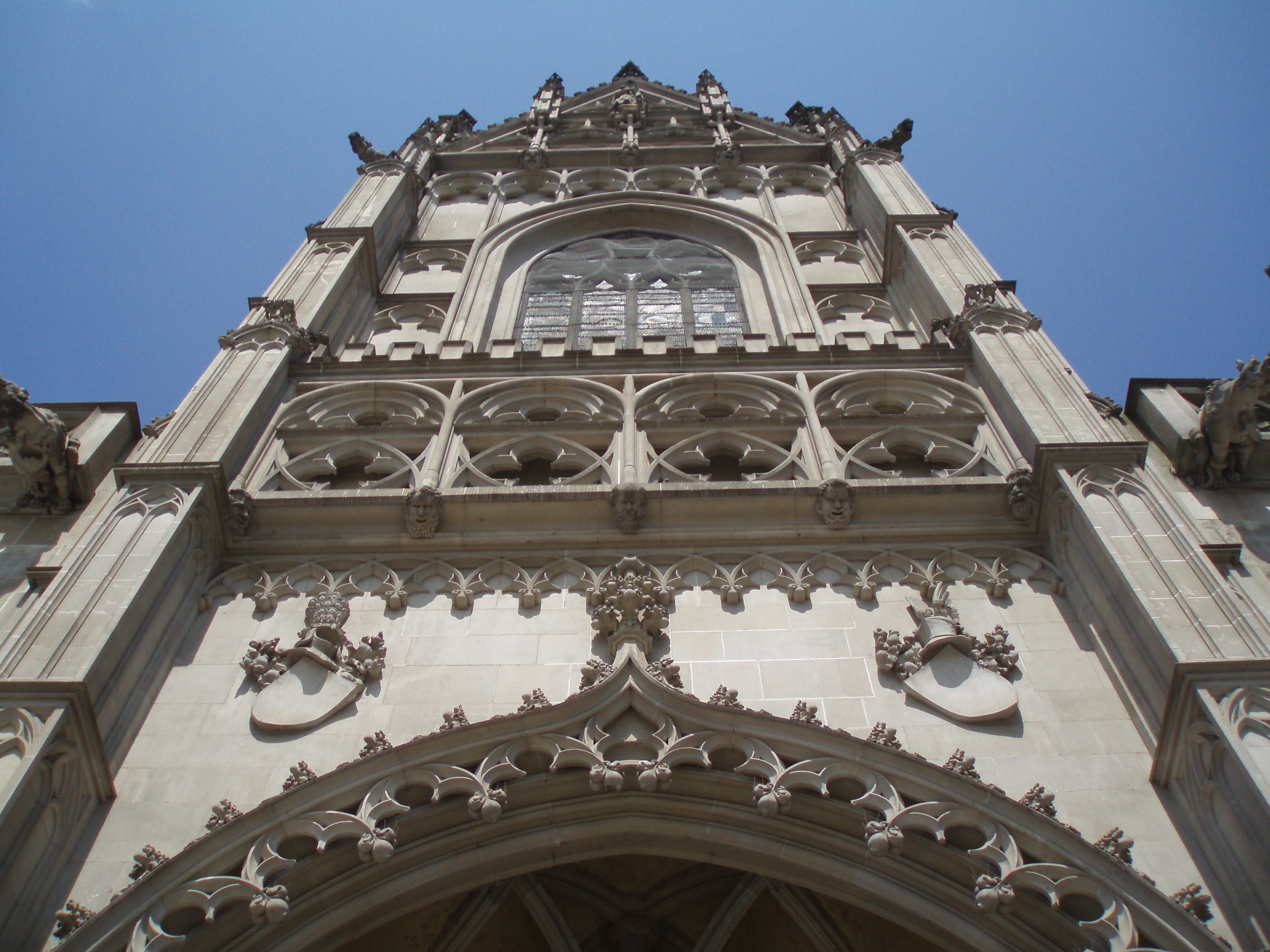
Jižní štít příčné lodě
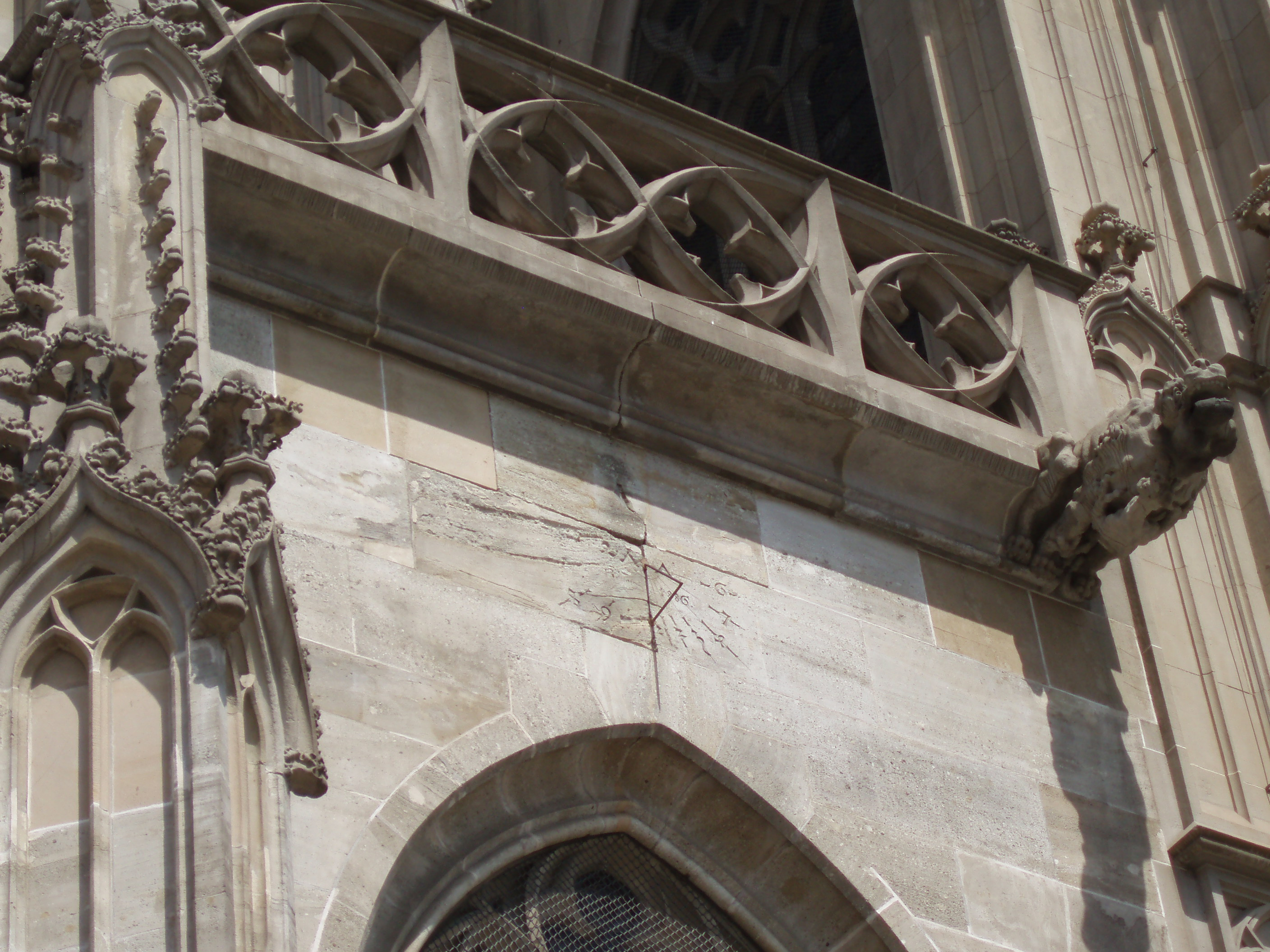
Sluneční hodiny
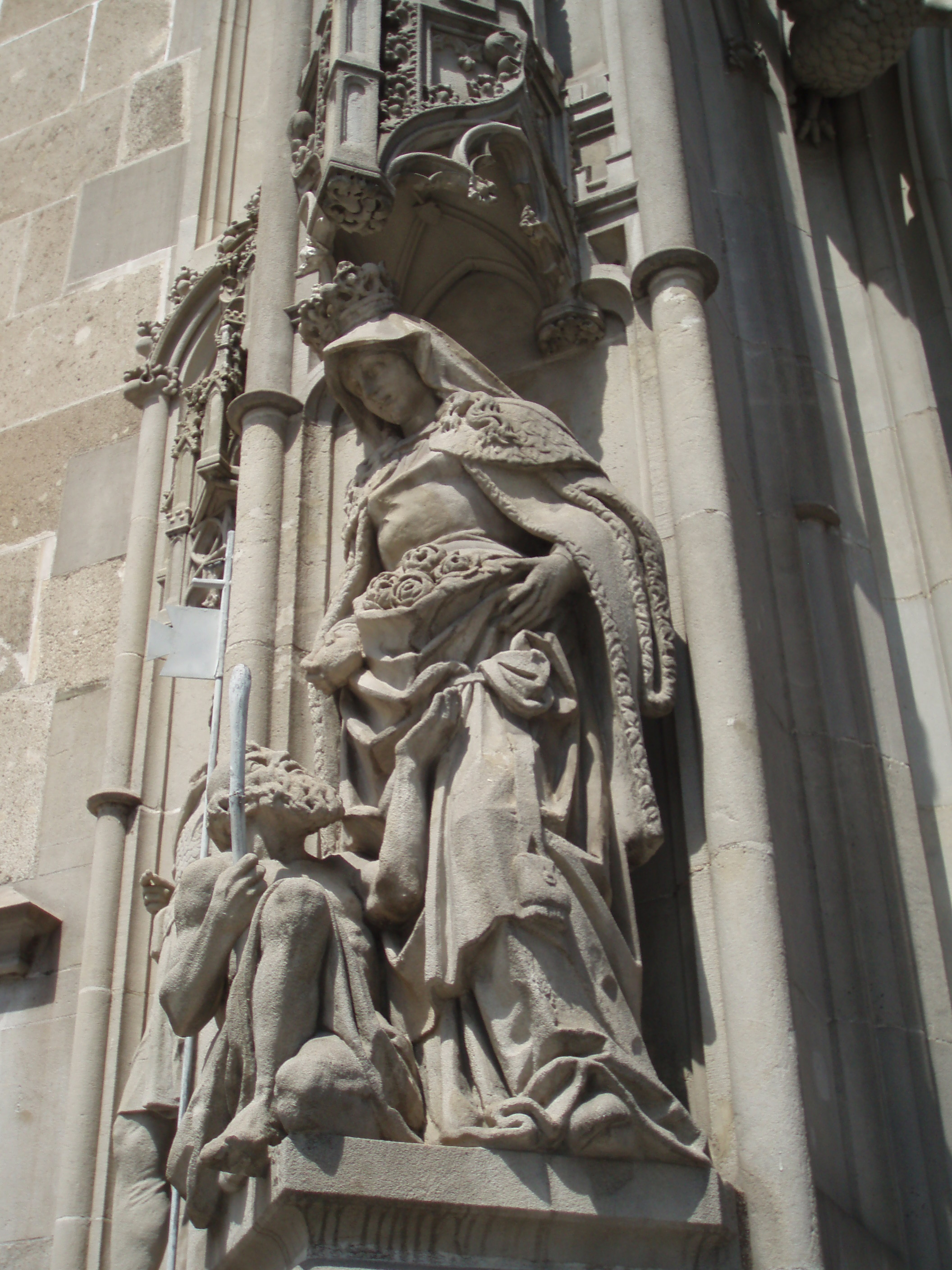
Svatá Alžběta jižního portálu
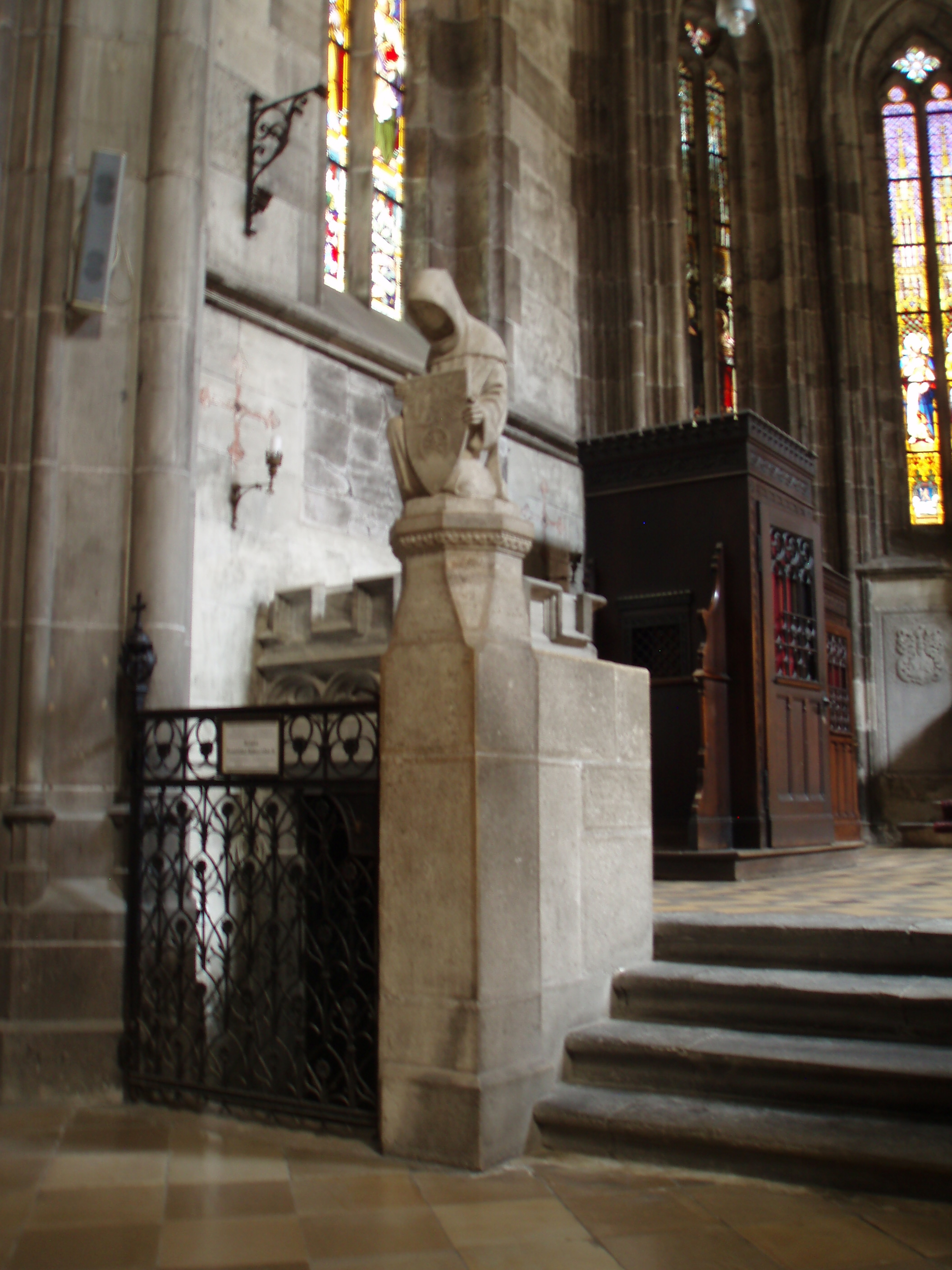
Vstup do Rákócziho hrobky
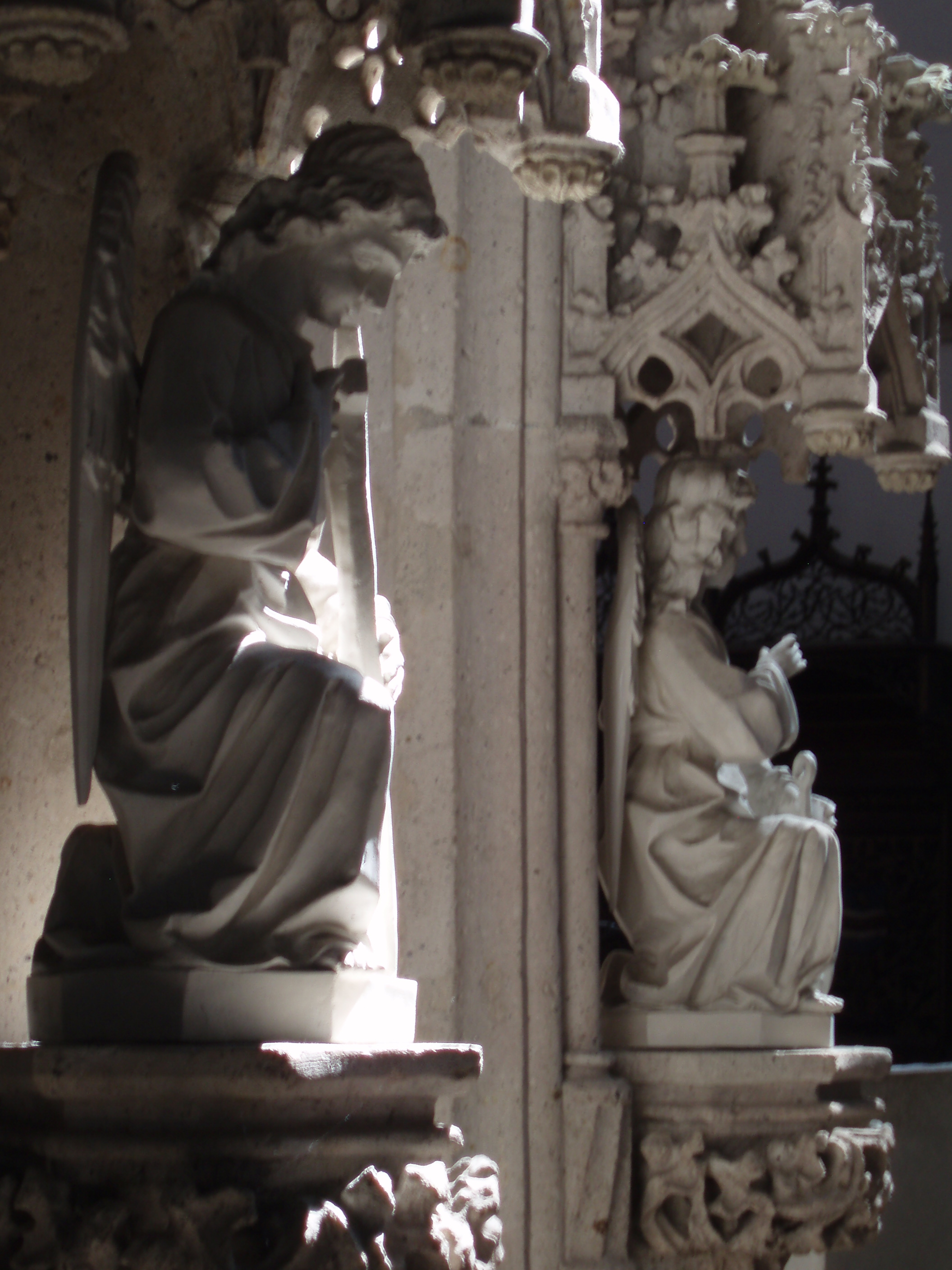
Sošky andělů kamenného pastoforia
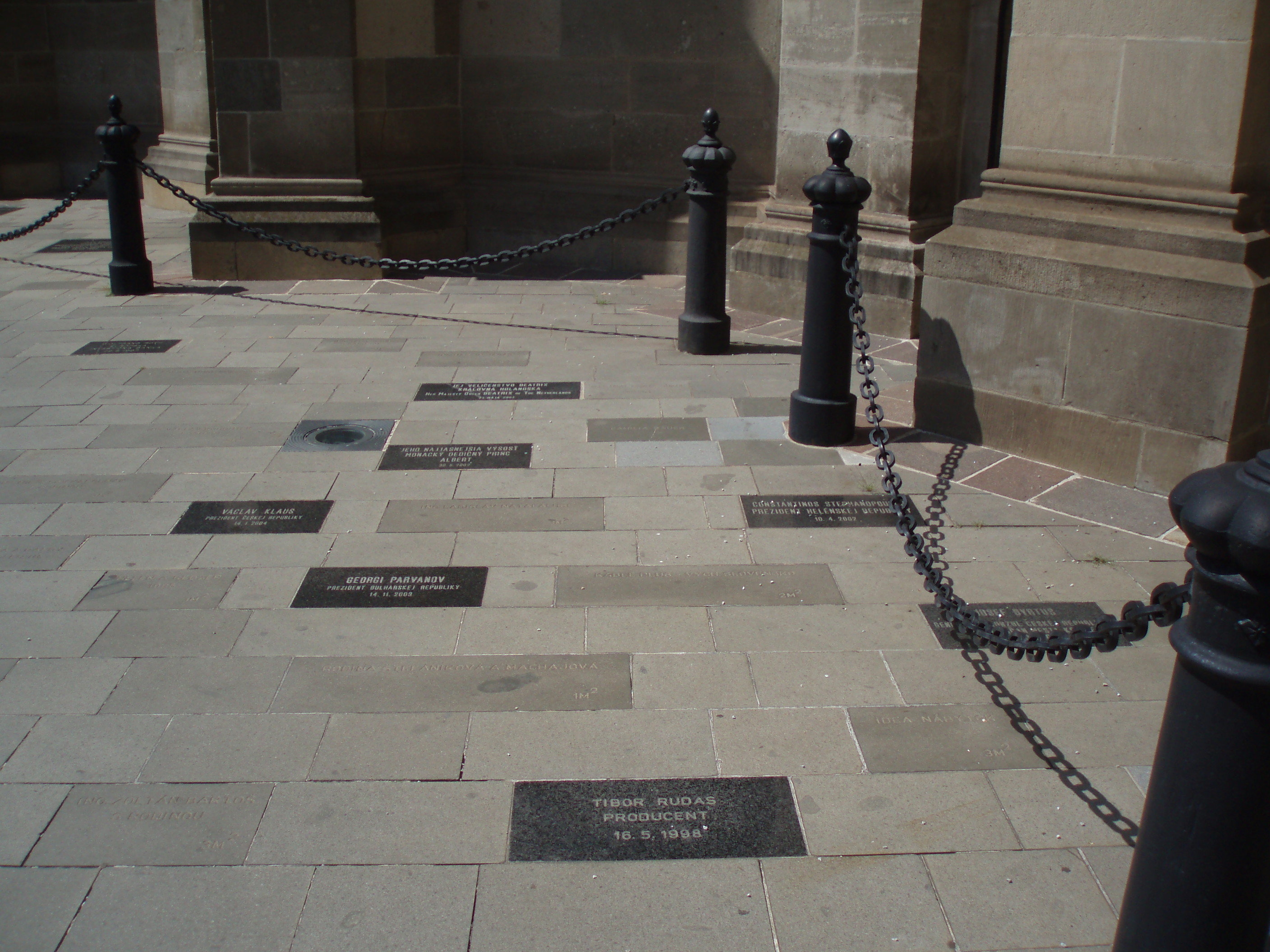
Dlažba slávy
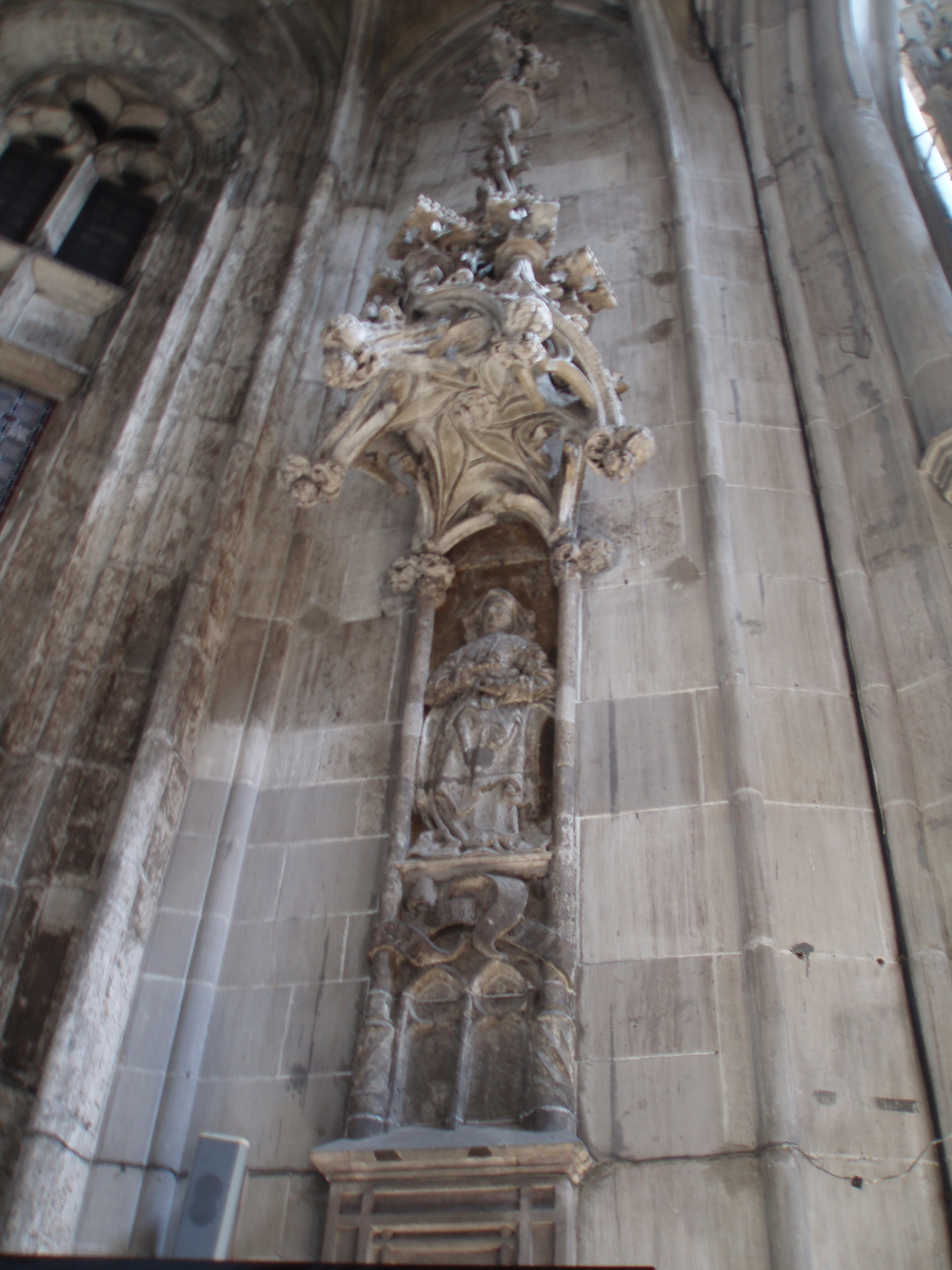
Reliéf svaté Alžběty
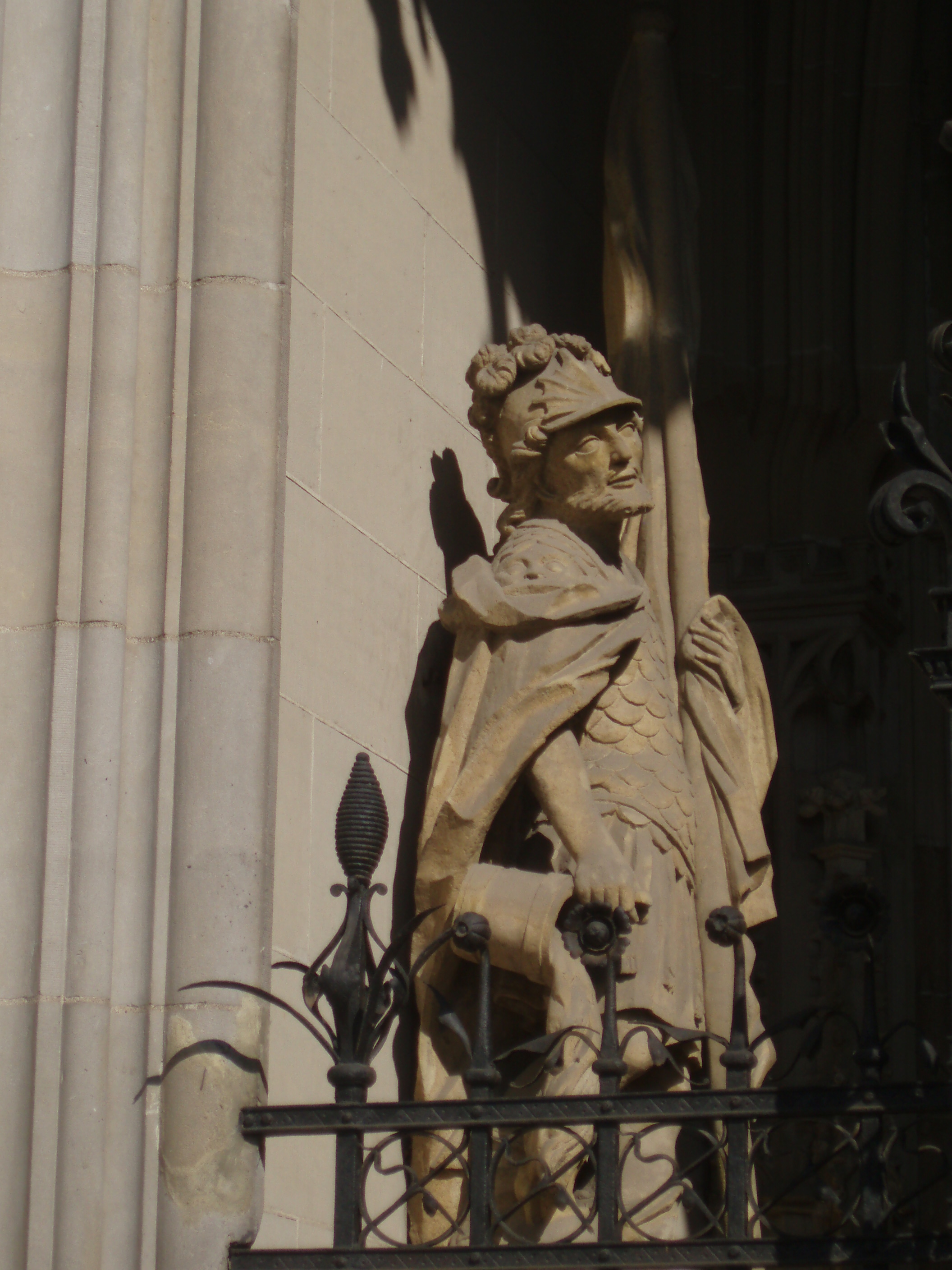
Barokní socha svatého Floriána
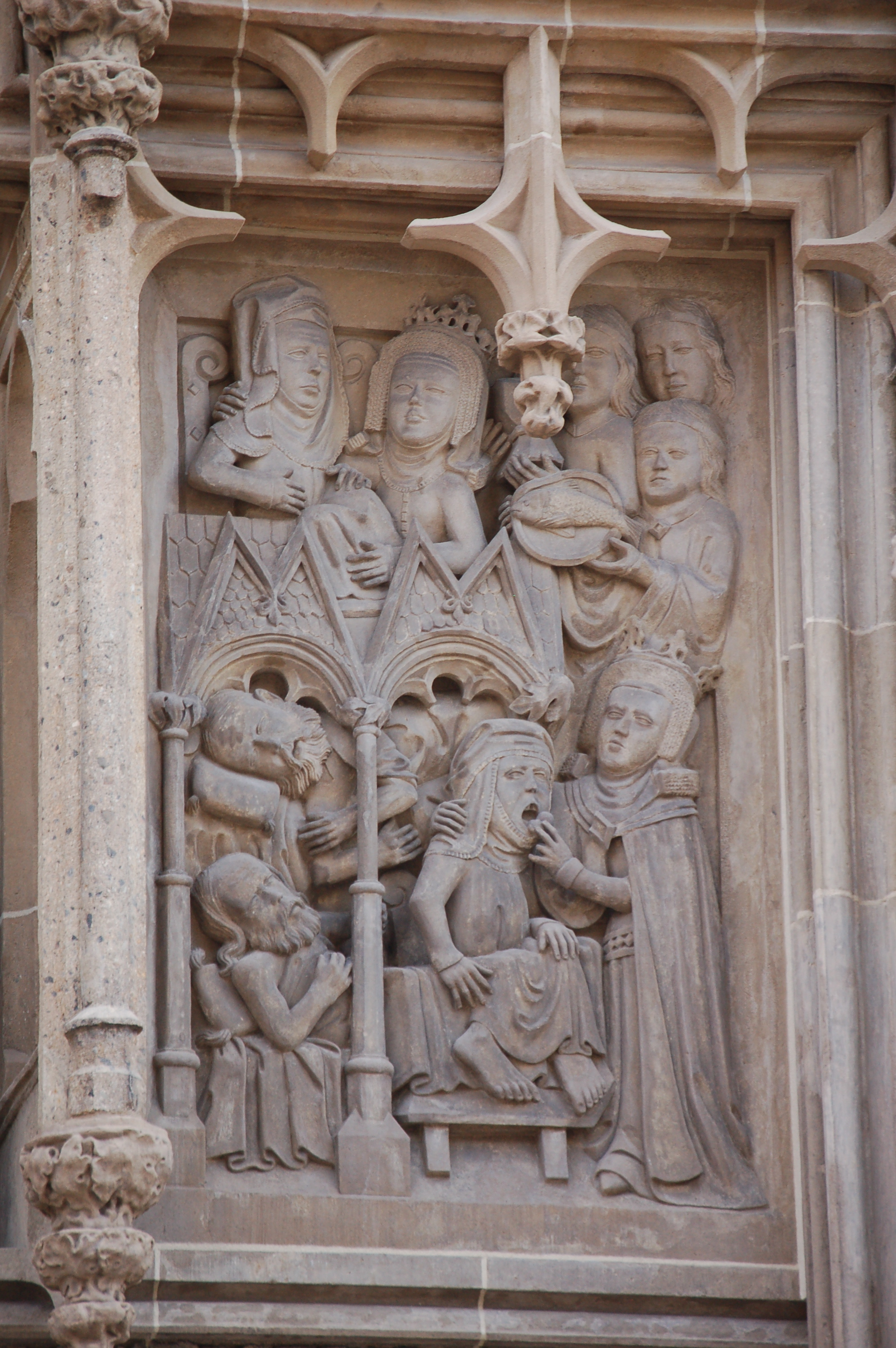
Scéna krmení chudých svatou Alžbětou na severním portálu